# 1896-os millenniumi ünnepségek

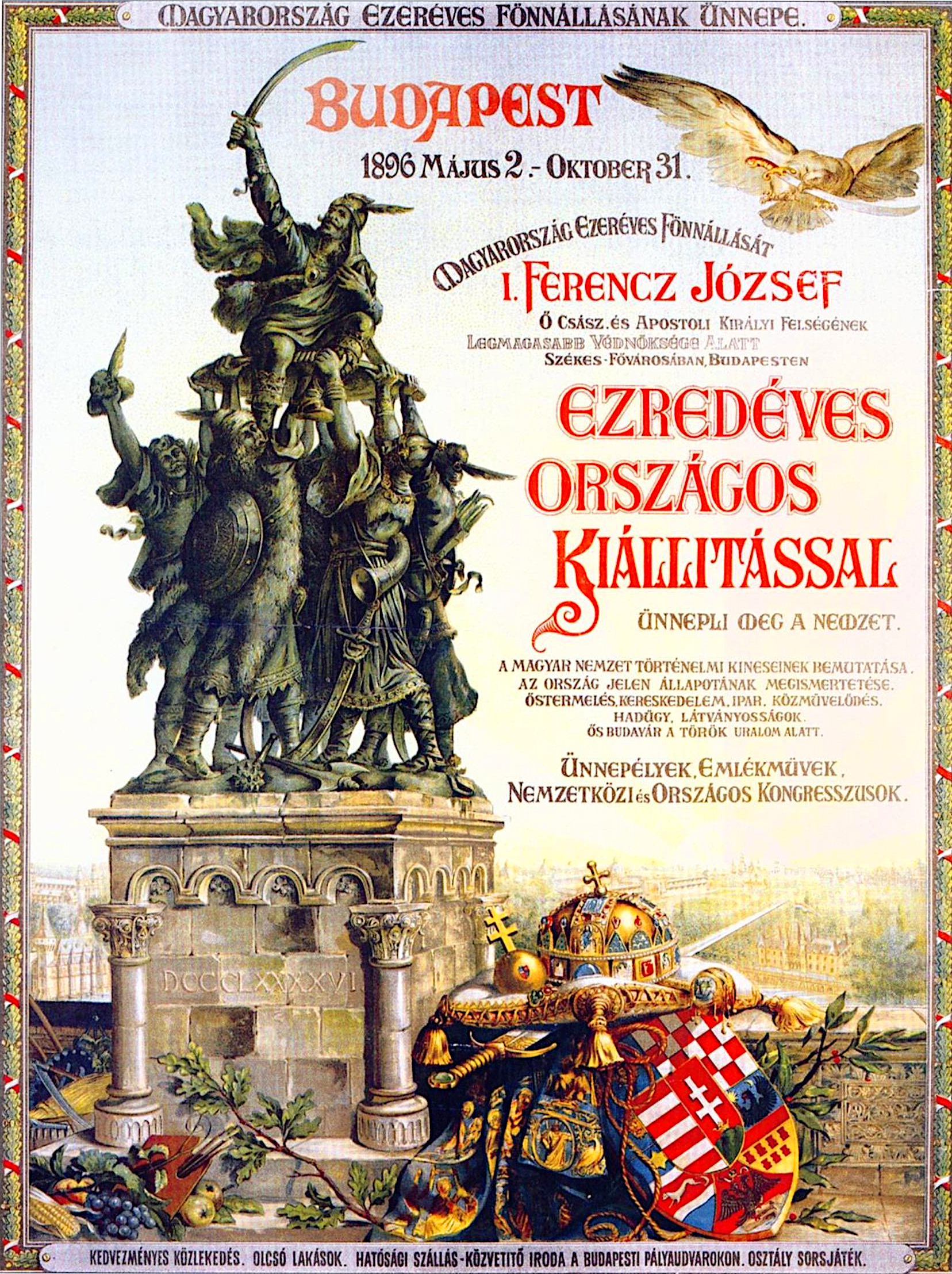
Az ünnepségek egyik központi elemének, a városligeti (budapesti) kiállításnak a hivatalos plakátja
(Gerster Kálmán és Mirkovszky Géza alkotása)

Az 1896-os millenniumi ünnepségek Magyarország fennállásának ezredik (millenniumi) évfordulója alkalmából tartott ünnepségsorozat volt országszerte 1896. május 2. és október 31. között.

## Törvény az ünnepségekről
A képviselőház 1896. április 21-én ünnepélyes ülésen tárgyalta és fogadta el azt a törvénycikket, amely az ezredéves ünnepet törvénybe iktatta. (1896. évi VIII. törvénycikk A honalapítás ezredik évfordulójának megörökítésére alkotandó művekről). Még a törvény megalkotása előtt döntöttek arról, hogy ünnepségeket rendeznek a jubileum alkalmából, de döntés született 400 új népiskola létrehozásáról is. A politikai pártok a millenniumi ünnepségek idejére szüneteltették a politikai vitákat (treuga dei). A kiállítási épületek összköltsége meghaladta a 4,5 millió forintot, az emlékhelyek megépítésére pedig 5,1 milliót szántak. 

### A törvény szövege
- 1. § „A törvényhozás a honalapitás ezredik évfordulójának maradandó emlékekkel való megörökitése céljából elhatározza, hogy
- a) Budapesten a városligetnek az Andrássy-ut és a tó közötti részében a honalapitó Árpádot és a nemzet egész történelmi multját megörökitő emlékmüvet állit,
- b) az ország hét különböző pontján, nevezetesen: a munkácsi várhegyen, a nyitrai Zobor hegyen, a Morva vizének a Dunába torkolásánál emelkedő dévényi várhegyen, Pannonhalmán, a zimonyi várhegyen, Pusztaszeren és a brassói Czenk-hegyen emlékoszlopokat emel,
- c) Budapesten a várban a Nagy-Boldogasszonyról elnevezett koronázási templom melletti Halászbástyán Szent István király lovas szobrát állitja fel,
- d) országos szépmüvészeti muzeumot létesit s annak gyüjteményei befogadására Budapesten alkalmas helyen megfelelő épületet emel,
- e) az ország különböző vidékein 400 uj népiskolát állit fel.
- 2. § A ministerium megbizatik, hogy az 1. §-ban felsorolt alkotásokkal járó munkálatokat végrehajtassa.
- E munkálatok költségeinek fedezésére a következő hitelek engedélyeztetnek:
  - a) Budapesten a honalapitó Árpádot és a nemzet történelmi multját megörökitő emlékmü felállitására 802,640 frt;
  - b) az ország hét pontján emlékoszlopok emelésére 350,000 frt;
- c) Szent István lovas szobrának felállitására és e szobor körüli tér rendezésére 300,000 frt;
- d) a szépmüvészeti muzeum létesitésére s gyüjtemény anyagának gyarapitására 3.200,000 frt; végre
- e) 400 uj népiskola felállitására 673,000 frt.
- 3. § A 2. §-ban jelzett s összesen 5.325,640 frtot tevő költségből 1.225,436 frt már az 1895. és 1896. évi állami költségvetésekbe beillesztve lévén, a fennmaradó 4.100,204 frtnyi szükségletből 74,604 frt a pénztári készletekből fedezendő és az 1895. évi IV. tc. 2. §-ának »átmeneti kiadások« III. (Ministerelnökség) fejezete alatt számolandó el, 4.025,600 frt pedig a munkálatok előhaladása szerint szükséges részletekben a következő évi állami költségvetésekbe veendő fel.
- 4. § Jelen törvény kihirdetése után azonnal életbe lép, végrehajtásával a ministerelnök, a pénzügyminister és a vallás- és közoktatásügyi minister bizatnak meg.”

## Az ünnepségsorozat ünnepségei

### Május
Megnyitó

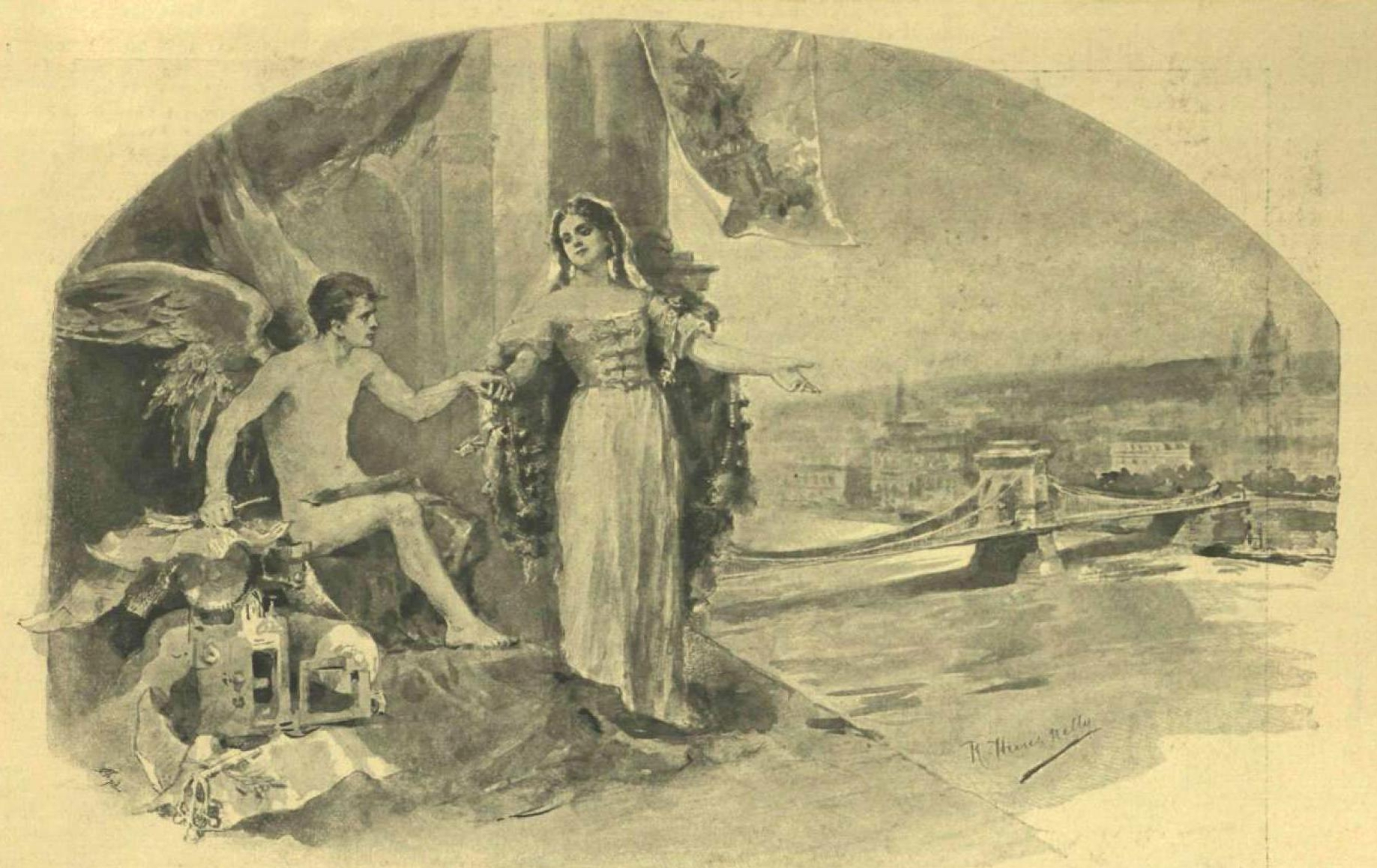
A magyar, angol és német nyelven irt meghívó a külföldieket invitálja a kiállítás megtekintésére. (Hirsch Nelli rajza a jelentősebb külföldi lapoknak elküldött meghívókhoz)

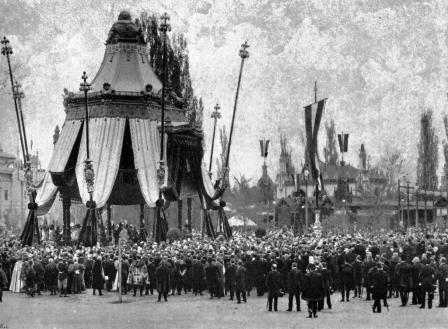
A megnyitás napja

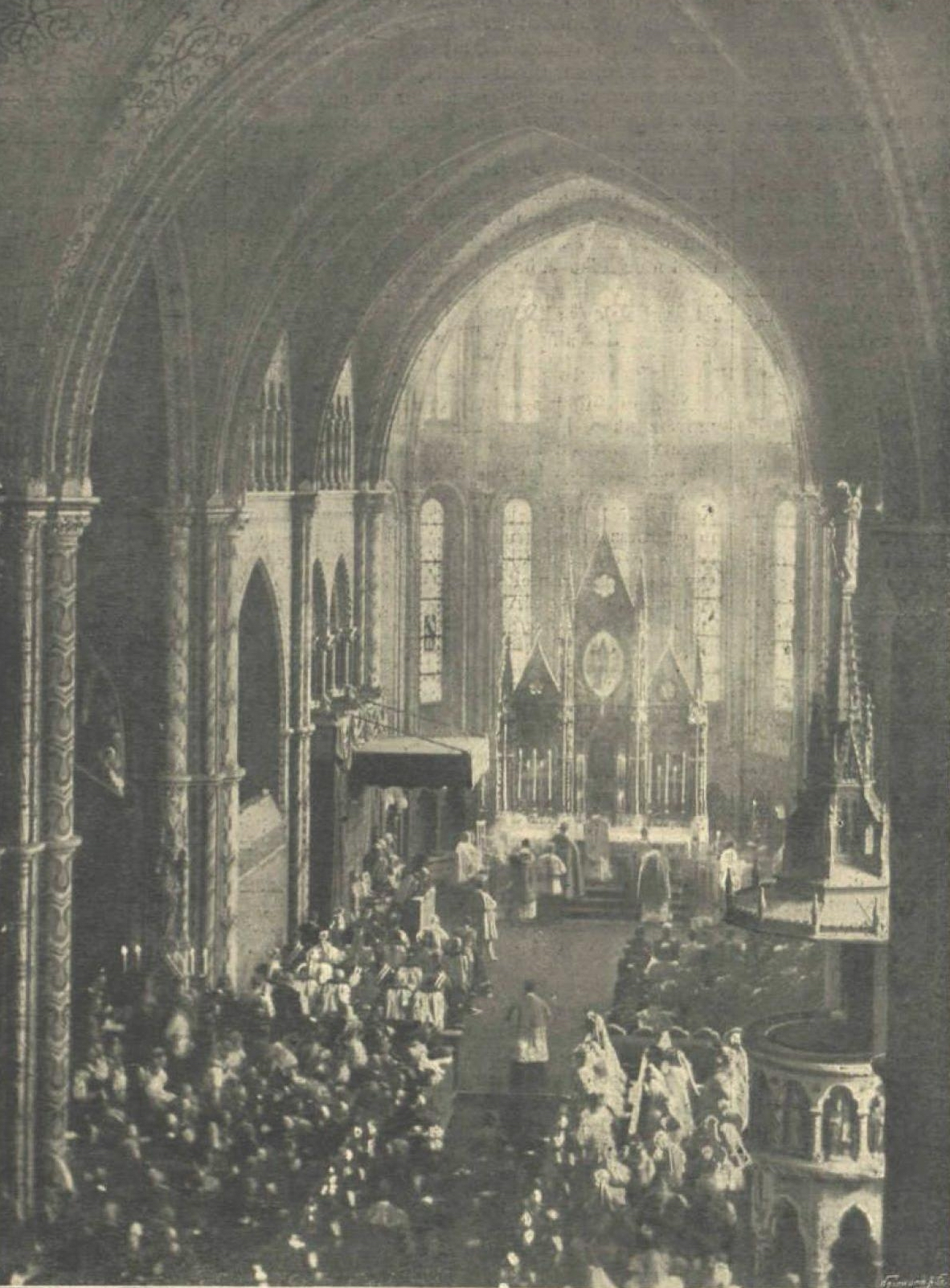
Mise a Mátyás-templomban, május 3-án

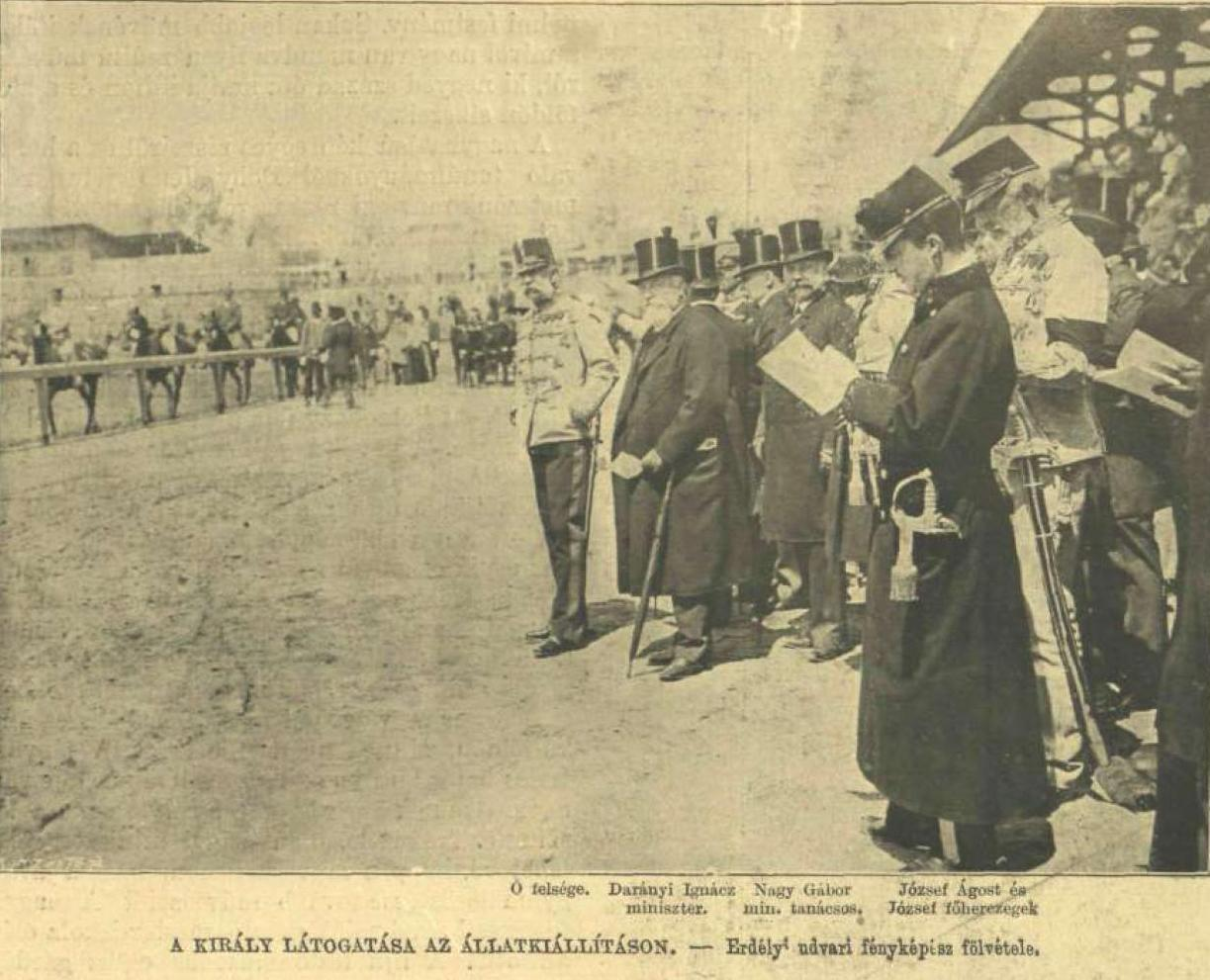
Ferenc József május 12-én az állatkiállításon

A május 2-án tartott megnyitón a királyi család is nagy létszámban megjelent. Jelen volt:
- I. Ferenc József király
- Erzsébet királyné
- Gizella főhercegnő és férje Lipót herceg
- Mária Valéria főhercegnő és férje Ferenc Szalvátor főherceg
- Stefánia hercegnő (Rudolf özvegye)
- Lajos Viktor főherceg
- Ottó Ferenc főherceg és felesége Mária Jozefa hercegnő
- József Károly főherceg
- József herceg
- Auguszta Mária Lujza hercegnő
- Frigyes főherceg és felesége Isabella von Croÿ-Dülmen
- Ferdinánd nagyherceg és felesége Aliz nagyhercegnő
- Jenő főherceg

Az Iparcsarnok előtt felállított ünnepi sátorban először Dániel Ernő, kereskedelmi miniszter, majd a király mondott beszédet. Egy félreértés következtében a zenekar valamint a harangok és a ágyúk korábban szólaltak meg, nem a király beszédének végén, hanem még a miniszter szónoklata alatt. Ugyanis a zenekar a hatalmas éljenzés miatt azt hitte vége van a beszédeknek és rázendített a Himnuszra, ami jel volt az ágyúk és harangok számára.
A beszéd után a király kétórás körútra indult, mely a nagy iparcsarnokban kezdődött, utána a történelmi csoportba, majd József főherceg pavilonjába vezetett. Innen a horvát csarnokba mentek, ahol a bán és Josipovics horvát miniszter üdvözölte a királyt. Ezután következett a kiállítás faluja, majd a főváros pavilonja, ahol a négy polgármester várta. A szemlét a hadügyi csoport megtekintésével folytatta; a honvédség pavilonjában József főherceg és báró Fejérváry Géza
miniszter üdvözölték a királyt. Itt ért véget a szemle. A megnyitás után szállt fel a millenniumi léghajó (katonai), amely szintén kiállítási tárgy volt, Dvorzsák főhadnagy és Koczecznik hadnaggyal a fedélzetén. Este az operában Erkel Ferenc István király című operáját mutatták be a meghívott királyi és főúri méltóságoknak. A Nemzeti Színházban Jókai: Szigetvári vértanú című drámáját tűzték műsorra. Este a Gellért-hegyről tűzijátékot rendeztek, amely majdnem egy órás volt.
- Május 2-án a Városligetben megnyitotta kapuit az Ős-Budavára szórakoztatókomplexum, mely a korábbi világkiállítások mintájára (Alt-Wien, Vieux-Paris) épült meg. A délutáni órákban Ferenc József megnyitotta az újonnan elkészült Millenniumi Földalattit,[4] mely a Kontinentális Európa első földalattijává vált. (a világon itt alkalmaztak először elektromos hajtású metrókocsikat)
- Másnap, május 3-án a Mátyás-templomban tartott hálaadó misén megjelent az ország színe-java. A királyi családon kívül magyar főúri családok (Andrássy, Károlyi, Esterházy, Széchenyi, Zichy, Szapáry, Apponyi, Csekonics, Majláth, Pallavicini, Pálffy és Festetics) is képviseltették magukat, más országok (Angol, francia, német, orosz, spanyol, svéd, dán, török, olasz, perzsa, japán, kínai) követeivel egyetemben. A misét Vaszary Kolos hercegprímás tartotta.[5] 
Ezen a napon kezdődtek meg a lóversenyek.
- Május 4-én Stefánia főhercegnő tett látogatást a védnöksége alatt álló Fehér Kereszt Egylet lelencházában, a Terézvárosban.
Ezen a napon nyitották meg a Műcsarnokot, benne a képzőművészeti kiállítással. Több mint 300 magyar művész (festő, szobrász stb.) ezernél is több alkotását lehetett megtekinteni. A megnyitón a király is megjelent és több művésznek is bemutatták (Steindl Imre, Zala György). Megtekintette Munkácsy pavilonját is, amelyben a művész trilógiájának Ecce homo darabja volt kiállítva. Találkozott Munkácsyval is; ezt a pillanatot filmen is megörökítették, csak úgy mint az ezeréves kiállításnak megnyitását is. Azóta ezek, a magyar filmkészítés legkorábbi darabjai elvesztek (I. Ferenc József megnyitja a millenniumi kiállítást, A király meglátogatja Munkácsy Mihályt, Munkácsy Mihály Ecce homo című festménye).[6] Ezeket a felvételeket tekintik a legelső magyar filmhíradóknak, melyeket a Sziklay testvérek, Arnold és Zsigmond készítettek, a Lumière-gyár egyik technikusával, Thermmel.[7]
- Május 5-én a Budapesten állomásozó helyőrség, honvédség és tüzérség kivonult a budai Vérmezőre. Összesen 17 000 katona fölött tartott szemlét Ferenc József reggel 9 órától, a felvonulásnak 10 óra után volt vége. Szintén 5-én fogadta a király a diplomáciai követeket egy közös audiencián.
Este a királyi család és magyar főurak, követek jelenlétében bált adtak.
- Május 6-án a király ismét megjelent a kiállításon és újabb tíz pavilont tekintett meg. Először Frigyes főherceg pavilonját, majd az erdészeti pavilont (hol Koburg Fülöp herceg vadászati kiállítása volt megtekinthető) és a vízépítési pavilont látogatta meg. Ezt követte a bosnyák pavilon, selyemtenyésztési, a meteorológiai és Torontál vármegyei pavilon (Itt Karácsony Jenő uradalmait mutatta be, többek között híres topolyai rizstelepének terményeit.[8]) 
Este a Vígszínházban Kozma Andor Prológját mutatták be, amelyen a királyi család szintén megjelent (Ferenc József, Gizella). Ezután egy francia vígjátékot (Brisson: Az államtitkárt) mutattak be.
- Május 7-én Erzsébet királyné a történelmi csarnokot tekintette meg Festetics Mária kíséretében, Czobor Béla és Herman Ottó vezetésével. A királyné is megtekintette Munkácsy Ecce homoját, a művésszel annak távolléte miatt azonban nem találkozott.
- Május 8-án Ferenc József kíséretével utazott a Milleniumi Földalattin.
- Május 11-én a bécsi Theresianumban is ünnepséget tartottak a millennium jegyében. Ez alkalomból Wlassics Gyula közoktatásügyi miniszter mondott beszédet, ezután lakomát tartottak.
- Május 12-én a király újra feltűnt a kiállításon, ekkor a lókiállítást tekintette meg, ahol mintegy 1000 ló volt látható. Este az Operába látogatott, ahol Zichy Géza Alár című operáját adták.[9] Ezen a napon nyitották meg a sajtó pavilonját.
- Május 13-án a Budapesti Tudományegyetem (mai nevén ELTE) is ünnepelt. Először Lengyel Béla rektor, majd Jókai mondott beszédet: Erős várunk nekünk a tudomány címmel. A beszédek után minden kar kihirdette tiszteletbeli doktorainak névsorát. József főherceg bölcsészeti, Károly Tivadar orvosi díszdoktori címet kapott.
- Május 14-én Ferenc József az ügető versenypályán megrendezett lovasjátékot nézte végig. 
 Szintén 14-én kezdődtek a nemzetközi vívóverseny selejtezői, amik 19-ig tartottak, majd 20-án a legjobbak mérhették össze tudásukat.

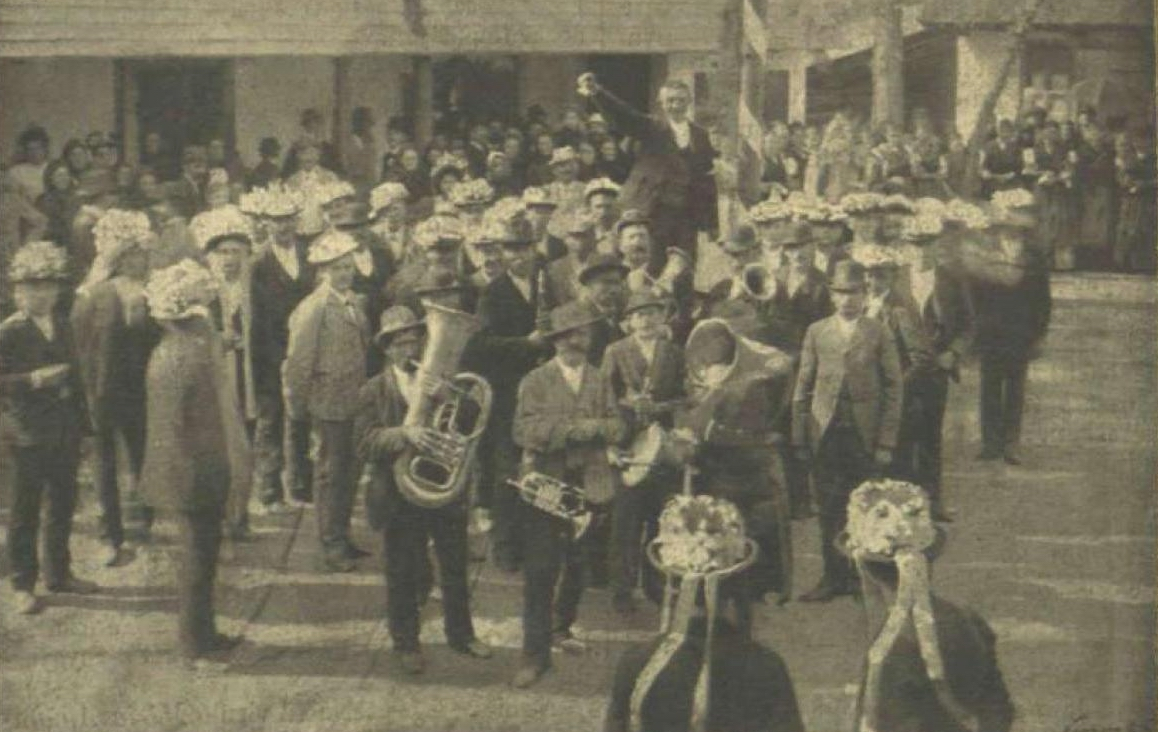
A Torontál vármegyei svábok búcsúja

- Május 15-én a király megtekintette a vegyészeti pavilonban, Heinrich és Társa kolozsvári szabadalmazott szappan-gyárának kiállítását. Továbbá tiszteletét tette a sokszorosítóipar pavilonjában ahol Franklin-társulat kiállítását Hirsch Lipót igazgató mutatta be.
- Május 16. Hangverseny a kiállításon (újra 22-én, 23-án, 25-én, 26-án, 29-én, 30-án). 
Díszelőadás a Nemzeti Színházban. 
Lóverseny.
- Május 17. A Magyar Tudományos Akadémia ünnepi ülése, melyen a király is részt vett. Az ülést Eötvös Loránd nyitotta meg. Kerékpárverseny. 
Népünnep a Vérmezőn. Lóverseny. 
Jótékony célú vásár az Erzsébet téren, hol főúri asszonyok osztották a pezsgőt (Dániel Ernőné, kereskedelemügyi miniszter felesége Cséry Szeréna, Wlassics Gyuláné, közoktatási miniszter neje)
- Május 22. A Torontál vármegyéből (Nagyjécsa, Nagytószeg és Kistószeg falvakból) érkező svábok búcsúja
- Május 23. Megnyílik a nagyközönség számára a Konstantinápoly Budapesten hatalmas méretű szórakoztatókomplexum a Lágymányosi-öböl mellett.
- Május 25. Tornaverseny. 
A tenyészállat kiállítás megnyitása, melyen több mint 2000 különböző fajtájú szarvasmarhát és bivalyt, juhokat, a túrókészítés folyamatát, az egyes állatok gondozóinak viseletét mutattak be.
- Május 30. Dalosünnep
- Május 31. Kerékpár-verseny. 
A tenyészállat kiállítás bezárása

### Június

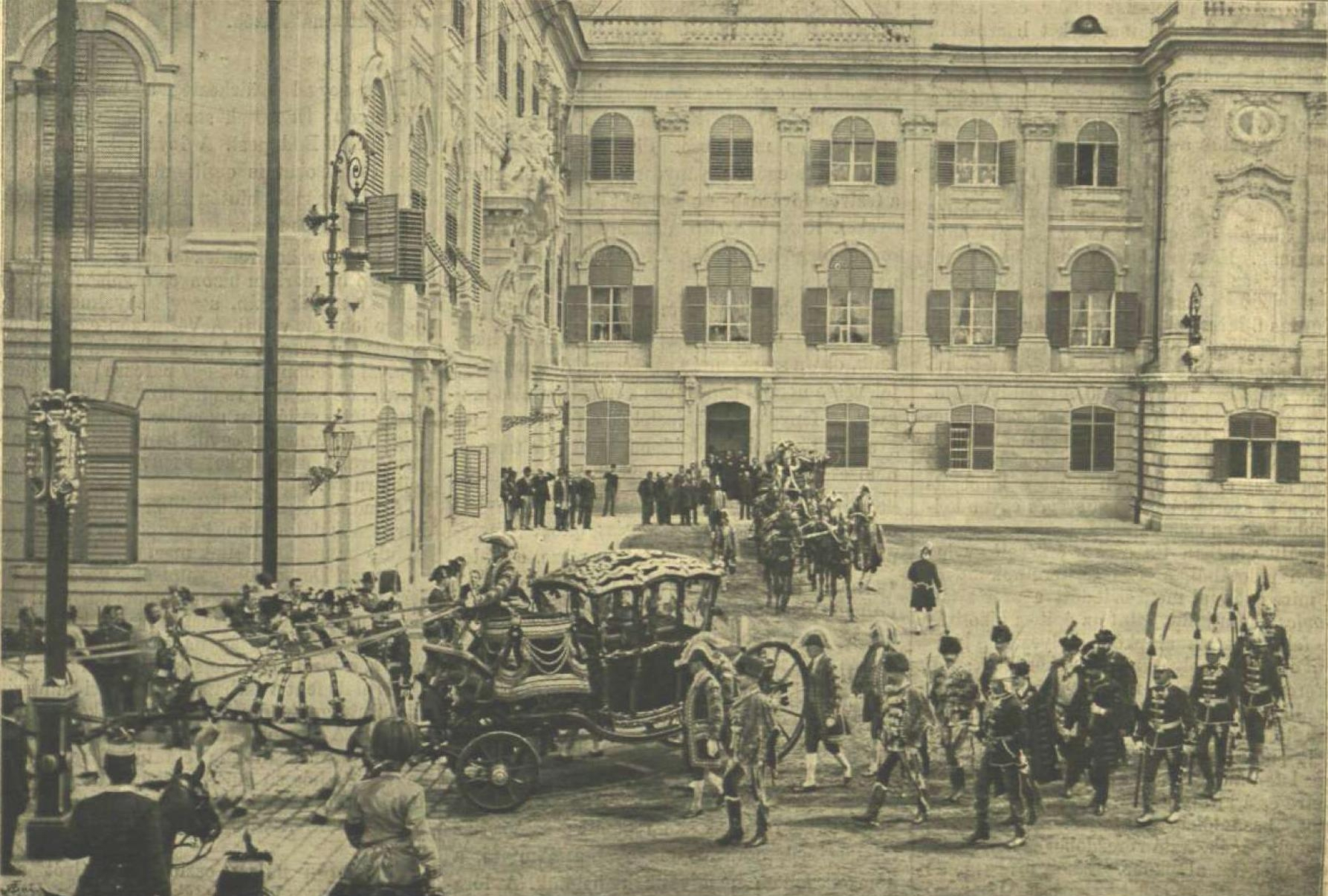
A korona átszállítása a Mátyás-templomba

- Június 2-án a Budapesti Tudományegyetem új zászlójának ünnepélyes felavatása az egyetemi templomban, Vaszary Kolossal. Többek között Apponyi Albert is beszédet mondott.
- Június 2-3. Ifjúsági tornaverseny. Ez volt a harmadik ilyen jellegű verseny,[10] amelyet a király elejétől a végéig megtekintett, valamint félórát töltött a versenyzők között megismerkedve a tanárokkal. A versenyen 122 középiskola tanulói vettek részt. A Budapesti Egyetemi kör a fővárosi Vigadó dísztermében tarja a Millenniumi díszülését. Az II.Országos és egyetemes tanügyi kongresszus megnyitó ülése.
- Június 5-én a koronát a Mátyás templomban állították ki, hol három napig volt megtekinthető. A tenyészló kiállítás megnyitása.
- Június 6-án az új királyi palota alapkövét tette le a király
- Június 7-én Ferenc József a magyarországi és horvátországi főispánok, valamint a főváros küldöttségét (Ráth Károly vezetésével) fogadta.
- Június 8-án reggel kilenc órakor a Vérmezőről indult az a díszmenet, mely a koronát átvitte a Mátyás templomból az Országházba. A díszmenet indulását, melyben a szinte minden vármegye képviseltette magát a királyi pár és sok más Habsburg főherceg és főhercegnő is megtekintette. A rövid díszülés után, melyet a Kupolacsarnokában tartottak és ahol a királyi párt Szilágyi Dezső, a képviselőház elnöke köszöntötte a menet tovább vonult és koronát visszavitte a Budai várba. Ez az ülés volt az első, az új, még teljesen be nem fejezett országházban.

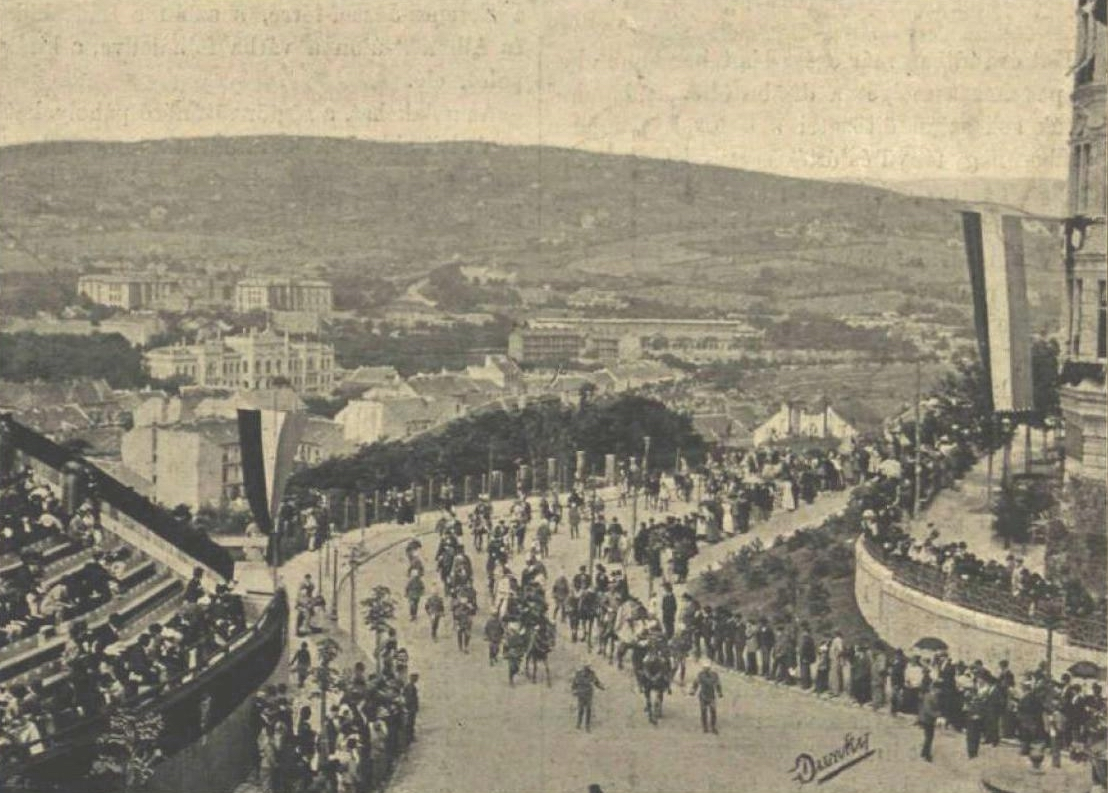
A június 8-i díszmenet indulása a vérmezőről
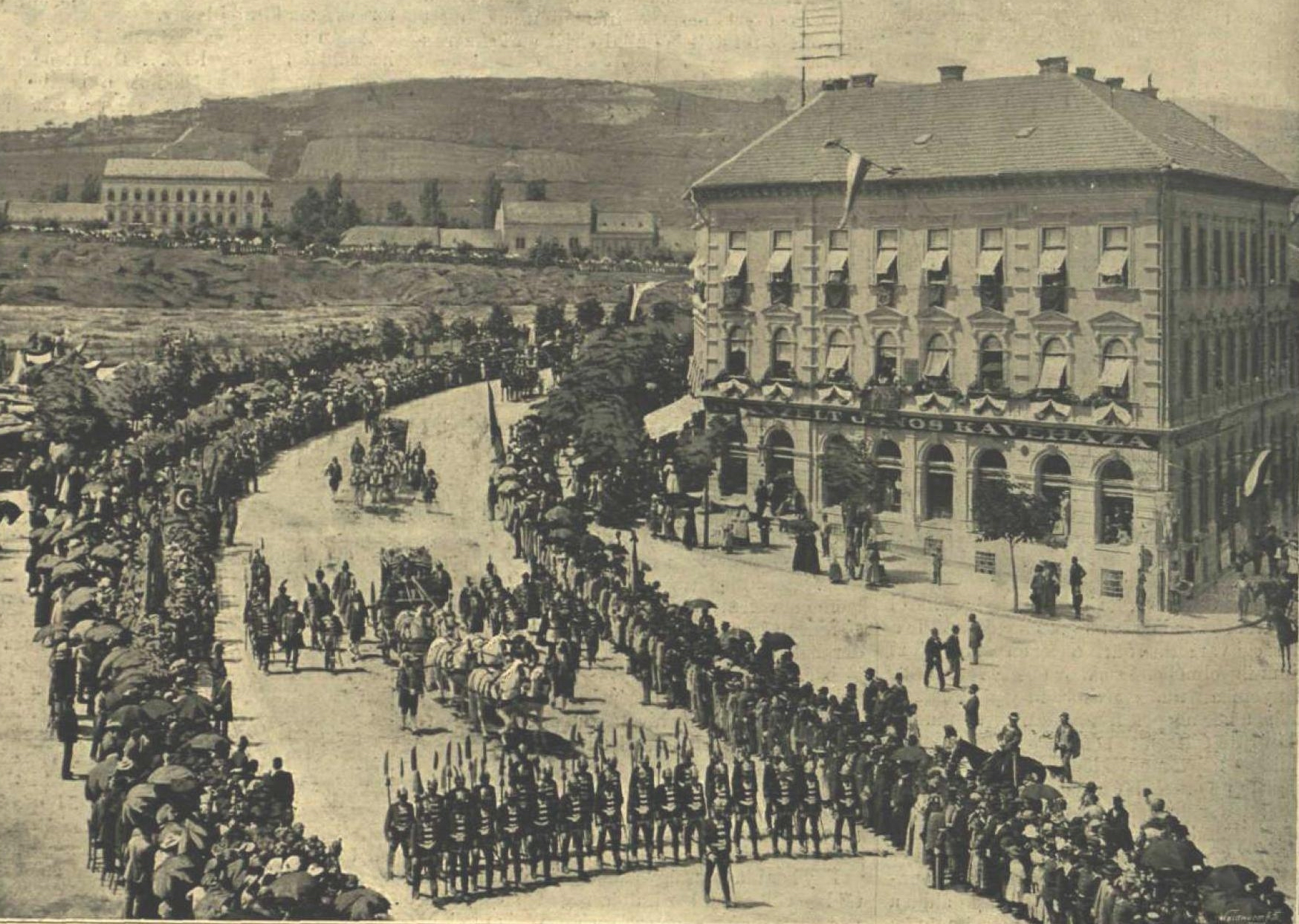
A június 8-i díszmenet a Széna téren
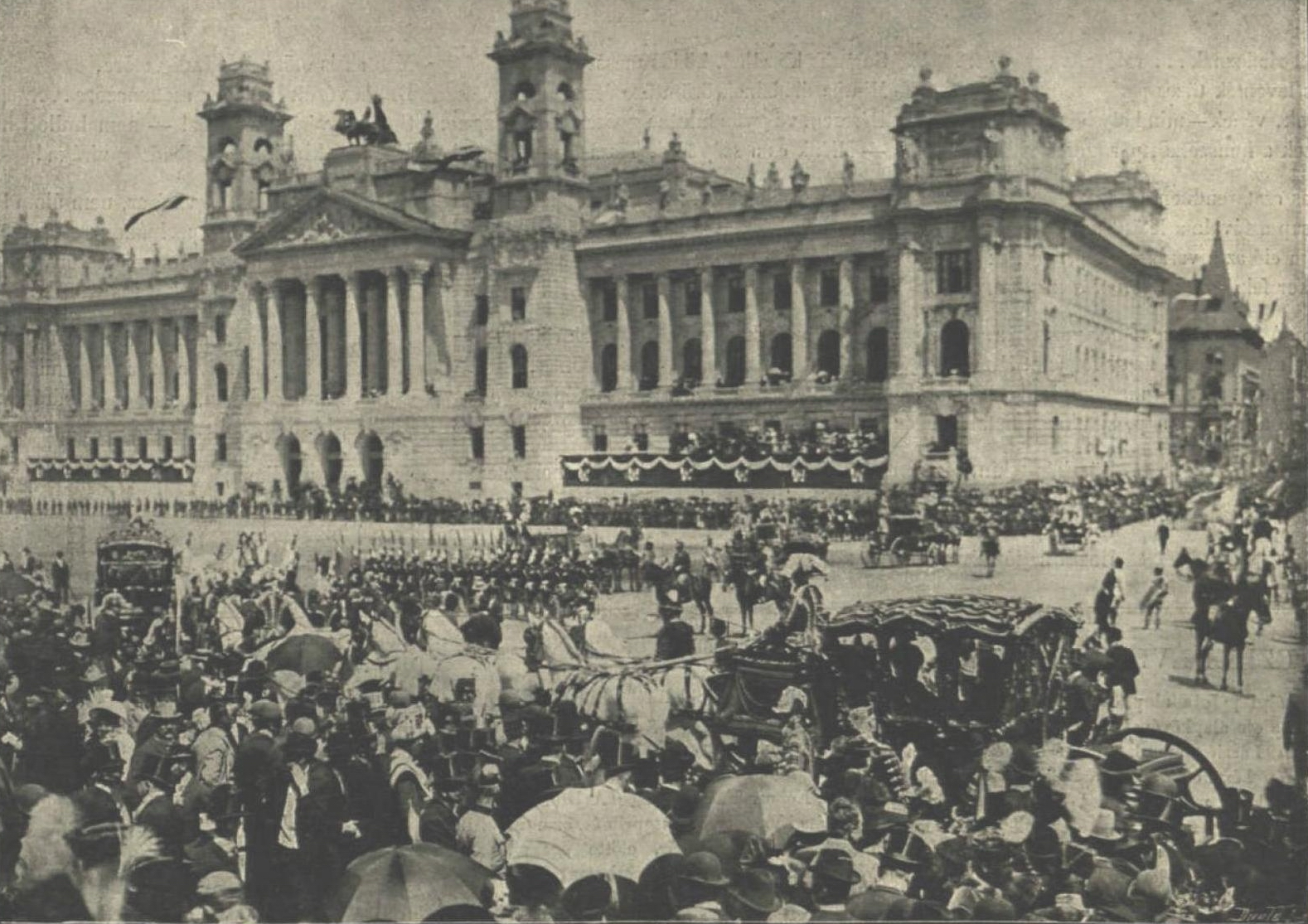
A díszmenet az igazságügyi palota előtt
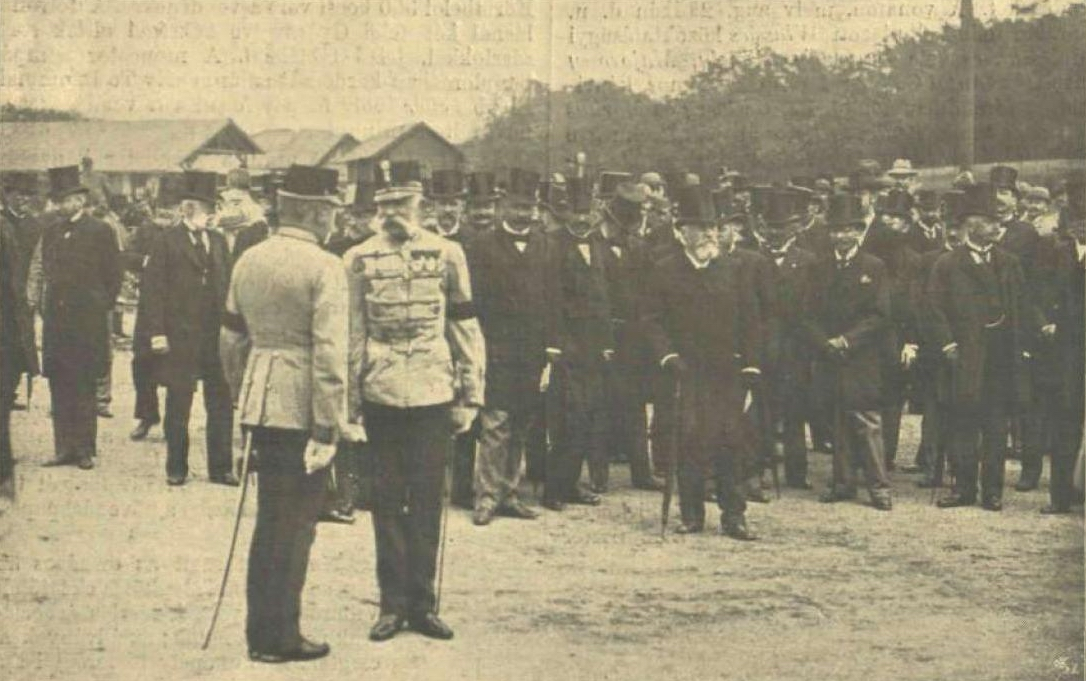
A király az állatkiállításon

- Június 9-én a király megtekinti a tenyészló kiállítást.
- Június 10-én a svéd trónörökös, Gusztáv Adolf herceg, a későbbi V. Gusztáv Budapestre utazott az ezeréves kiállítás megtekintésére.
- Június 12. A tenyészló kiállítás bezárása. A király látogatása az építőipar és közlekedési csarnokban (a látogatást 14-én és 18-án is megismételte) A Ludovika Akadémián az Orczy-kertnek az Akadémia főépülete mögött a király jelenlétében "Test-lőgyakorlat és lovagló ünnepély" A programból: "Carrousel, kerékpározás, kard és vitőr vívás, parterre és szertorna, voltizsálás"
- Június 14-én kezdődnek meg a dunai evezős versenyek, amik két napig tartottak
- Június 15-én 1000 Torontál vármegyei iskolás gyermek látogatta meg a kiállítást. Nemzetközi sajtó-kongresszus megnyitó ülése.
- Júniustól kezdve Budapest számos nemzetközi és hazai konferenciának adott helyet.

### Július, augusztus
- Július 7-én az MTA könyvtárában ritka nyomtatványokból nyílt kiállítás
- Július 8. Drezdai fegyvertani társulat 16 tagja érkezett a kiállítás megtekintésre
- Július közepén nyitották meg a nagyközönség előtt Jan Styka és Wojciech Adalbert Kossak lengyel festők körképét, ami a Kościuszko győzelme címet kapta. A körkép 15 méter magas és 120 méter hosszú.
- Júliusban az orosz cár, Miklós nagybátyja Vlagyimir Alekszandrovics Romanov orosz nagyherceg is tiszteletét tette a kiállításon
- Július 22-én a budapesti katonai zenekarok nyugdíjalapjának javára rendezett ünnepélyt tartottak az iparcsarnok teraszán, nyolc zenekar közreműködésével, utána tűzijátékot rendeztek.
- Augusztus 4-én a kalocsai érsek, Császka György tekintette meg a kiállítást
- Augusztus 6-án megalakul a kiállítást elbíráló zsűri, elnöke Wekerle Sándor, alelnökei Matlekovics Sándor és Thék Endre
- Augusztus 15. A hercegprímás a budavári Mátyás-templomot szentelte fel.[11] Ekkor kezdődtek a dalegyletek versenyei, hangversenyei, melyek 16-áig tartottak
- Augusztus 19-én tartották a festők ünnepét, a Konstantinápolyban, a Nemzeti Szalon, a képzőművészeti nyugdíjalap és a hírlapírók nyugdíjintézete javára. Jelmezes felvonulást rendeztek, amin II. Rákóczi Ferencnek az igazi Konstantinápolyba történt megérkezését és fogadtatását játszották el. A művészek maguk is jelmezt öltöttek. A színjáték este 8-kor kezdődött Rákóczi Asbóth Jenő, a nagyvezír Vastagh György, id. festőművész volt
- Augusztus 19-én Darányi Ignác földművelésügyi miniszter nyitotta meg az időleges kiállítások csarnokában a nyári virágok, zöldségek, gyümölcsök és dísznövények kiállítását.
- Augusztus 20. Szent István és az államalapítás nagyszabású ünnepsége, Mise a Mátyás-templomban, Vaszary Kolos vezetésével, utána egy a budai várat megkerülő körmenettel.
- Augusztusban a cár a nemzeti múzeumnak ajándékozza II. Rákóczi György kardját, amely korábban Bemé volt tőle került a szabadságharc során az oroszokhoz. A kardot a kiállításon is bemutatták a történelmi csoporton belül. Pengéjének felirata: Georg Rakótzi II. 1643, és a Rákóczi címer.

### Szeptember, október, november

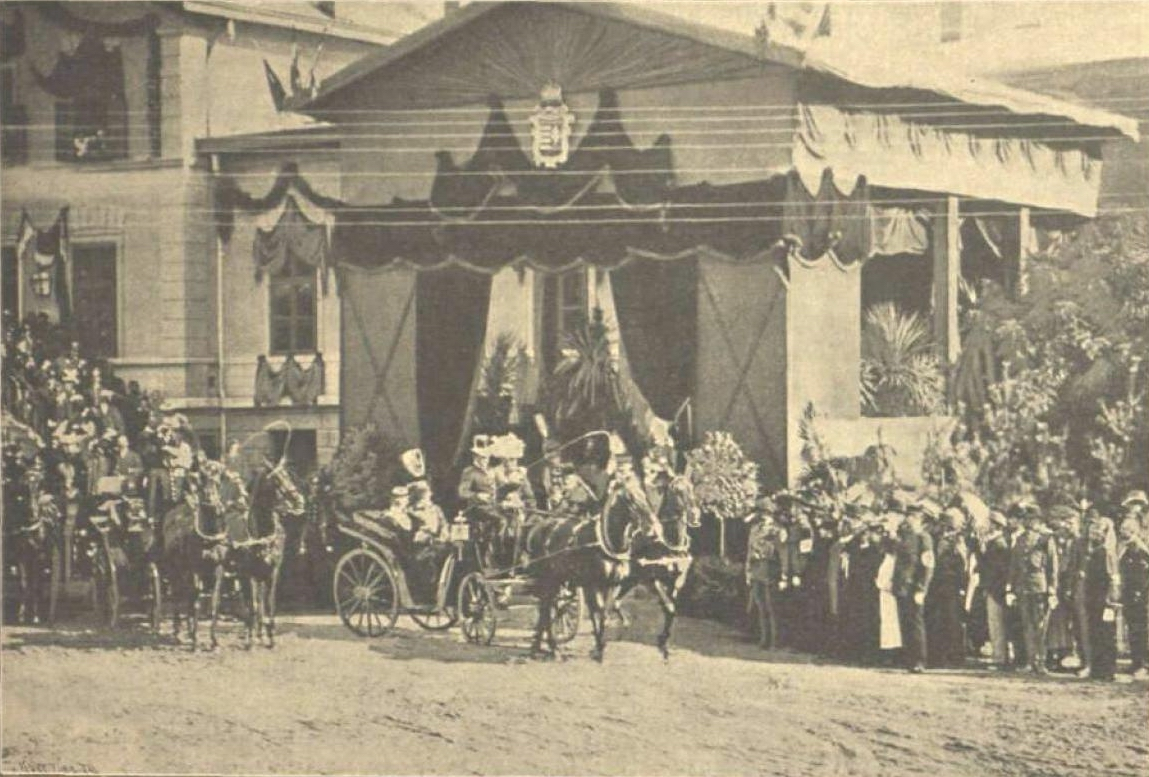
A királyi fogat indulása az orsovai pályaudvarról
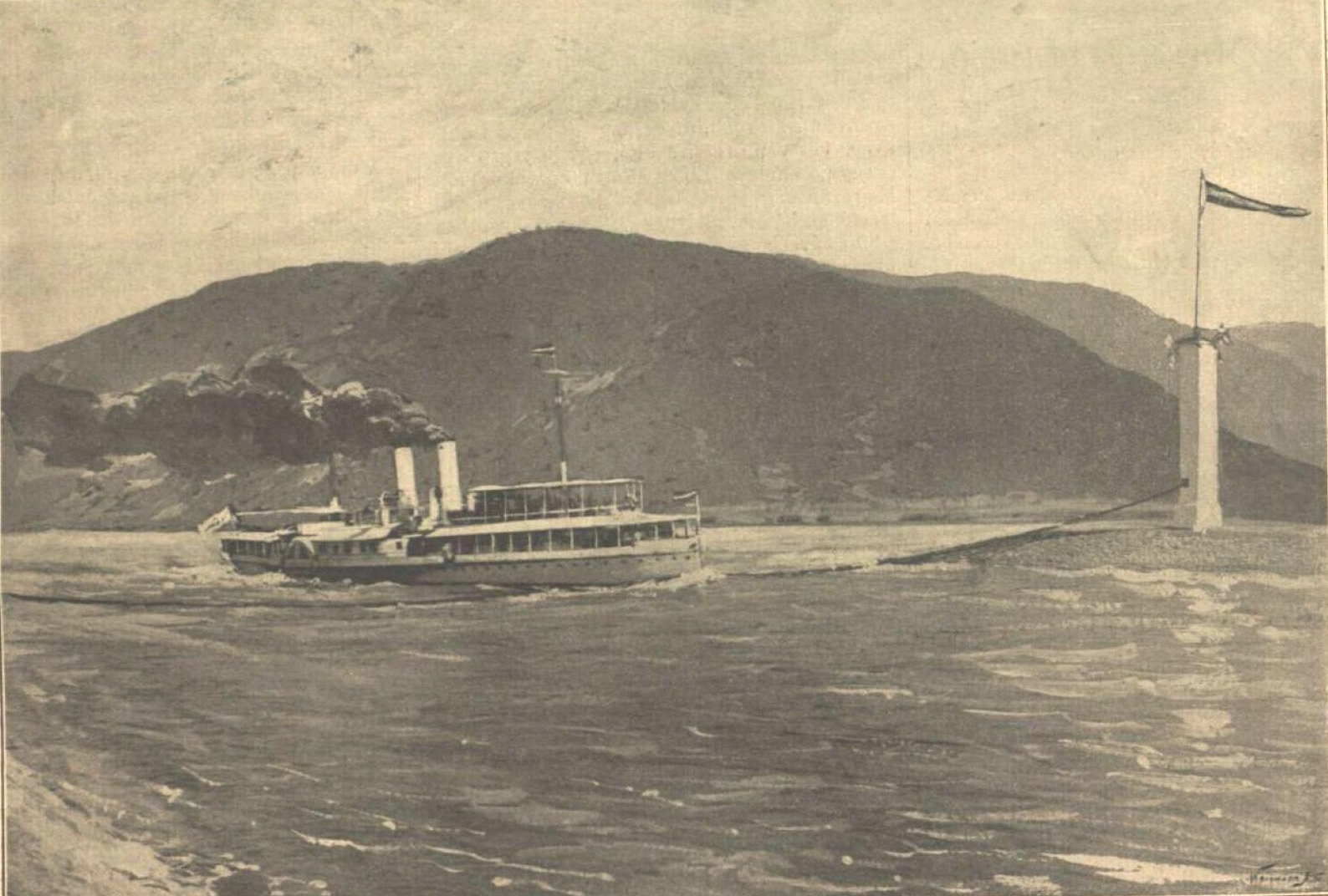
A király hajója elvágja a csatornát elzáró láncot
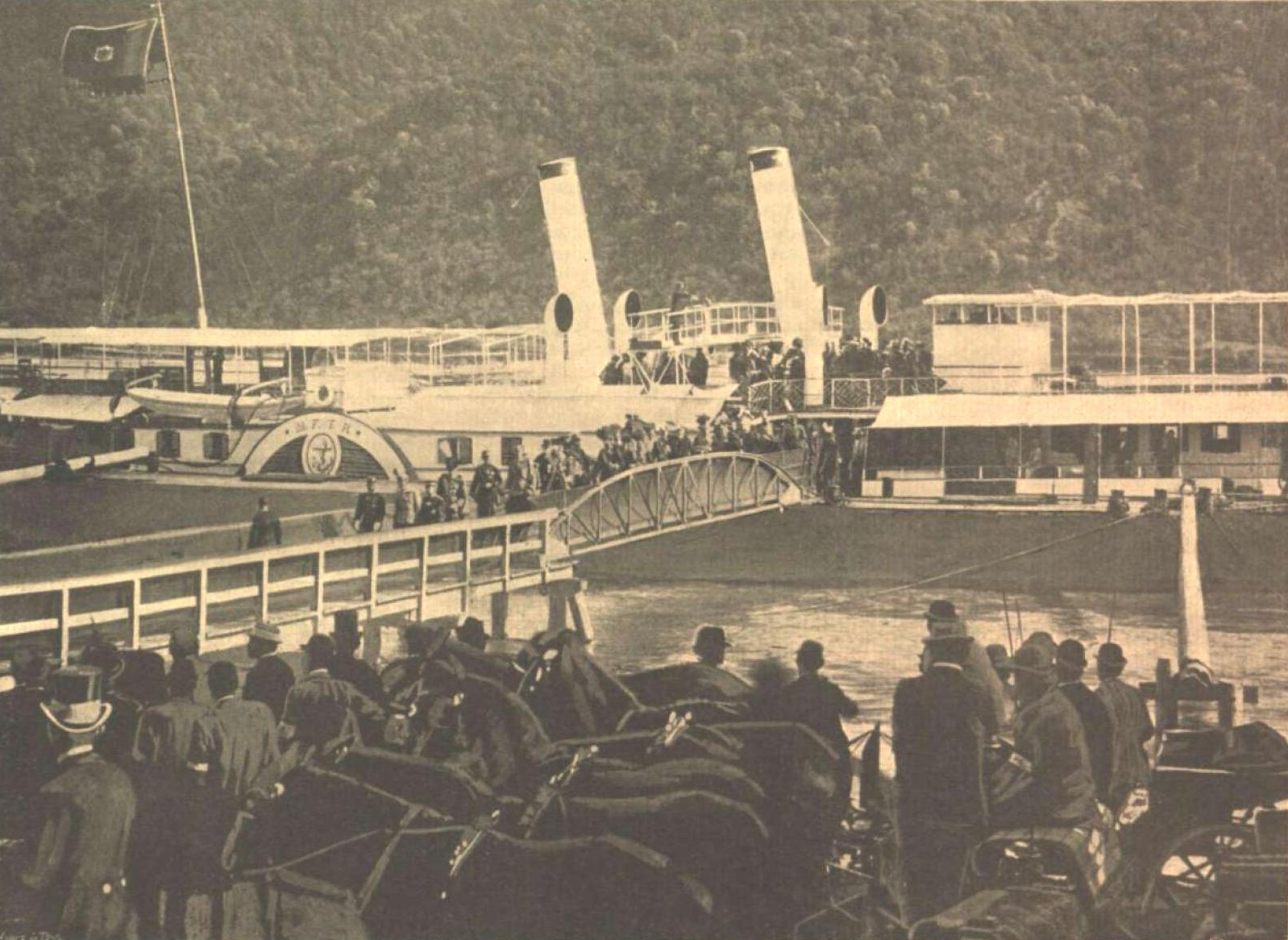
Az avatás után Ferenc József elhagyja a róla elnevezett hajó fedélzetét
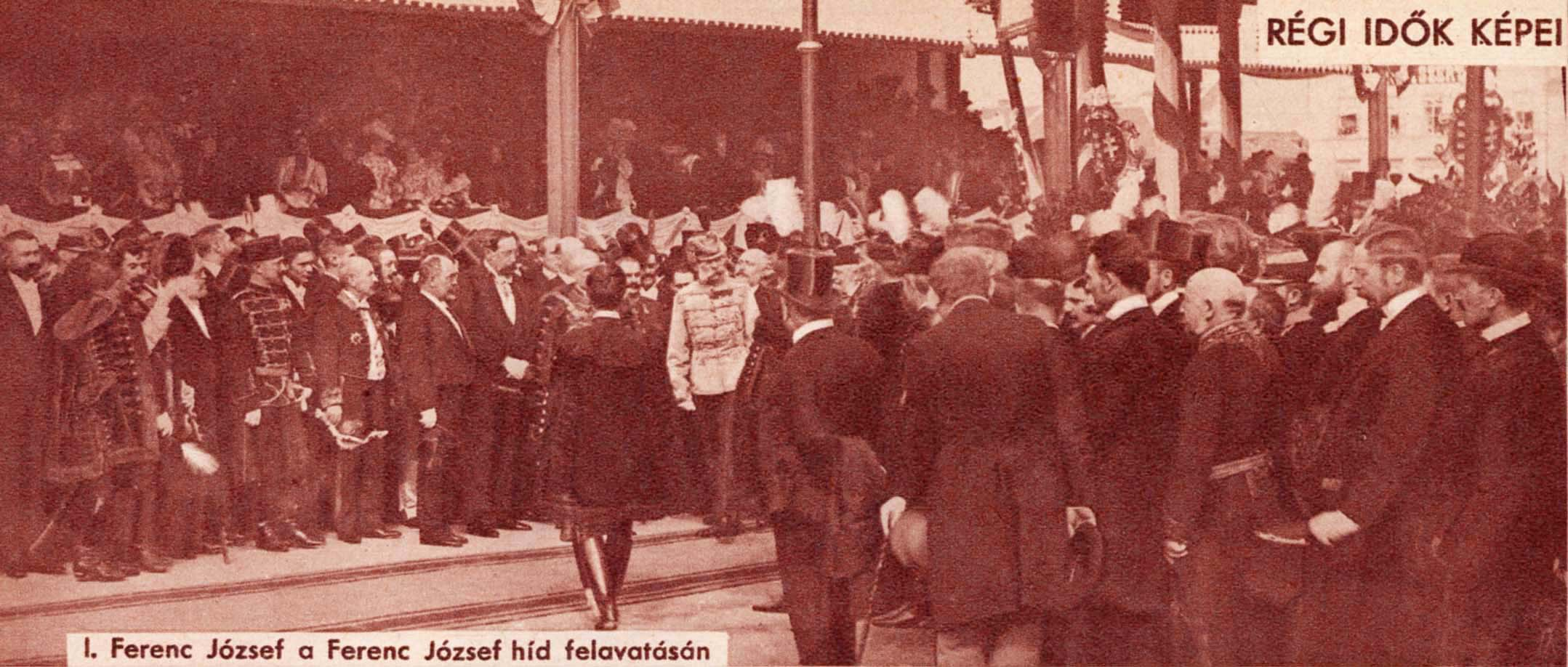
Ferenc József a hídavatón

- Szeptember 8. Ybl Miklós szobrának leleplezése.[12] Szintén ezen a napon érkezett a kiállításra Teodóra lányával a német császár húga, Sarolta, aki egy hétig tartózkodott Budapesten. Este az operában megtekintette a Hunyadi László című operát.[13]
- Szeptember 17-én Nemzetközi gazdakongresszus megnyitása.
- Szeptember 27. – A Vaskapu-szoros megnyitása Károly román király, Sándor szerb király és Ferenc József magyar király jelenlétében. A megnyitásra Förk Ernő tervei alapján, a Latzkó testvérek (ötvösök) által készített serlegekkel koccintottak. A serlegek egyik oldalán a honalapítás, a másikon a Vaskapu megnyitása volt megörökítve.
- Október 4-én a Ferenc József híd felavatása, a király jelenlétében.
- Október 17-én délután a királyné látogatta meg a kiállítást lányával, Gizellával és udvarhölgyeivel, Festetics Máriával és Ferenczy Idával, először a szökőkutat tekintette meg, majd röviden időzött Ősbudavárban.
- Október 19-én Mária Dorottya főhercegnő, férjével, Lajossal és testvérével, Erzsébet hercegnővel tekintette meg a kiállítást, később József főherceg is tiszteletét tette.
- Október 20-án Frigyes főherceg nejével és József főherceg is nejével tekintette meg a kiállítást. A budapesti Igazságügyi palota zárkőletételi ünnepélye.
- Október 25-én Ferenc József megnyitja az Iparművészeti Múzeumot
- November 3. Az ünnepségeket ünnepélyes keretek között déli 12 órakor zárták be. Először a rendezvény igazgatója , Schmidt József, majd Dániel Ernő mondott beszédet. A kiállítás még este 9 óráig megtekinthető volt, amikor a zenés katonai takarodó nyilvánította végleg befejezettnek.

## A rendezvény elnökei és tisztikara

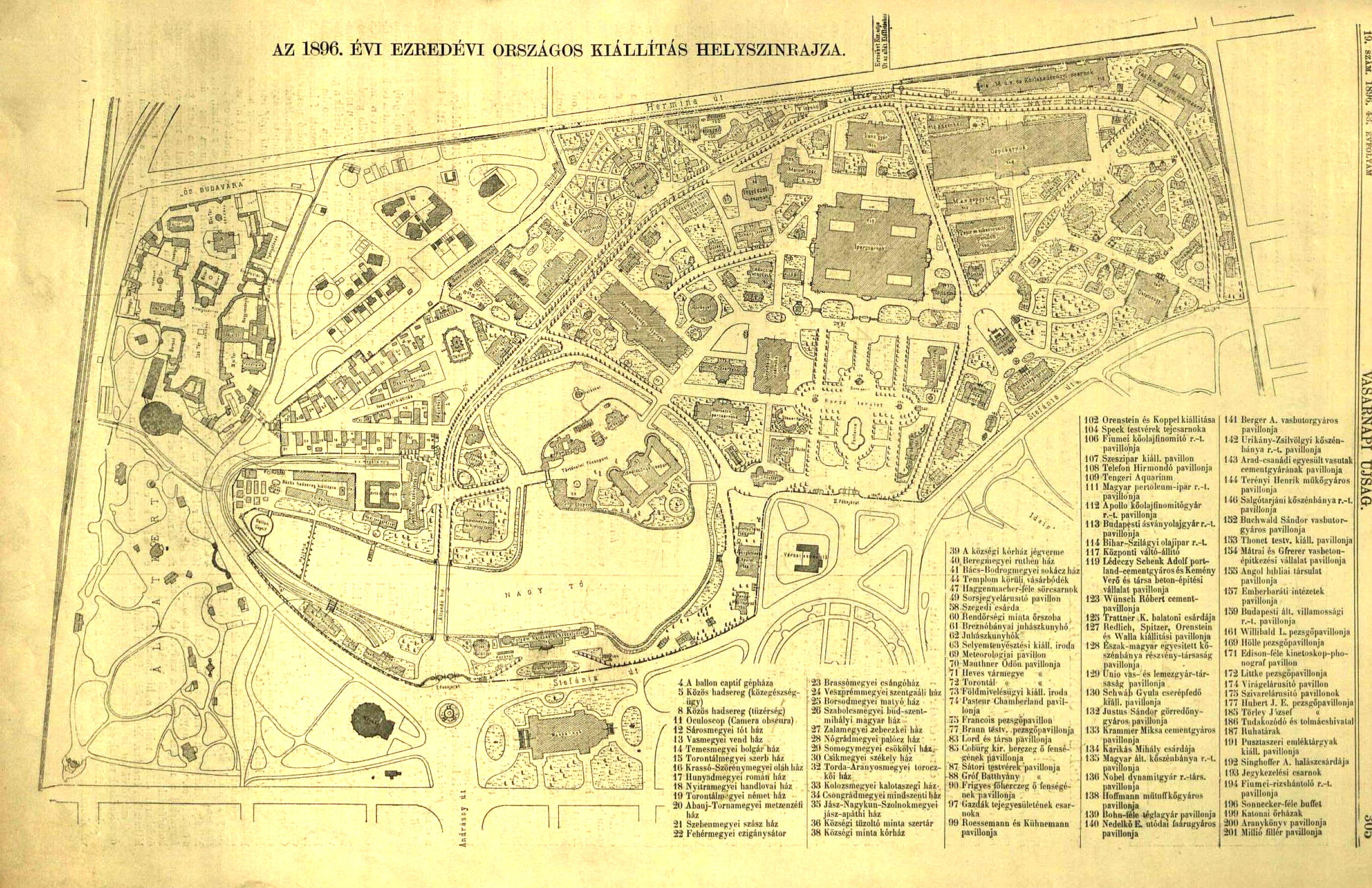
Az ezredévi kiállítás térképe

- Vörös László, államtitkár, a kiállítás országos bizottságának alelnöke
- Dr. Schmidt József, miniszteri tanácsos, a kiállítás igazgatója
- Dániel Ernő kereskedelemügyi miniszter, a kiállítás országos bizottságának elnöke
- Gróf Széchenyi Béla, a történelmi kiállítás rendező bizottságának elnöke
- Gelléri Mór, az országos kiállítás főtitkára
- Alpár Ignác, a történelmi kiállítás épületcsoportjainak tervezője
- Kövesdy Béla, számtanácsos, a kiállítási számvevőség főnöke
- Müller Béla, tanácsos, a kiállítás műszaki ügyeinek vezetője
- Micseh Endre, kiállítási igazgatósági titkár
- Szalay Imre, a kiállítás történelmi főcsoportjának igazgatója.
- Br. Czobor Béla, a történelmi kiállítás egyik főrendezője és előadója
- Radisich Jenő, a történelmi kiállítás egyik előadója és rendezője
- Dr. Szendrei János, a történelmi kiállítás egyik előadója és rendezője
- Fittler Kamil, a történelmi kiállítás egyik előadója és rendezője.
- Krisztinkovich Ede, a kiállítás mezőgazdasági és erdészeti csoportjainak igazgatója
- Dr. Marton Ödön, a kiállítás mezőgazdasági és erdészeti csoportjainak titkára
- Dr. Kovács Gyula, a kiállítás falujának rendezője

(Portréik láthatóak a Vasárnapi Ujságban (1896, 281-283. o.)

## Az Ezredéves Országos Kiállítás

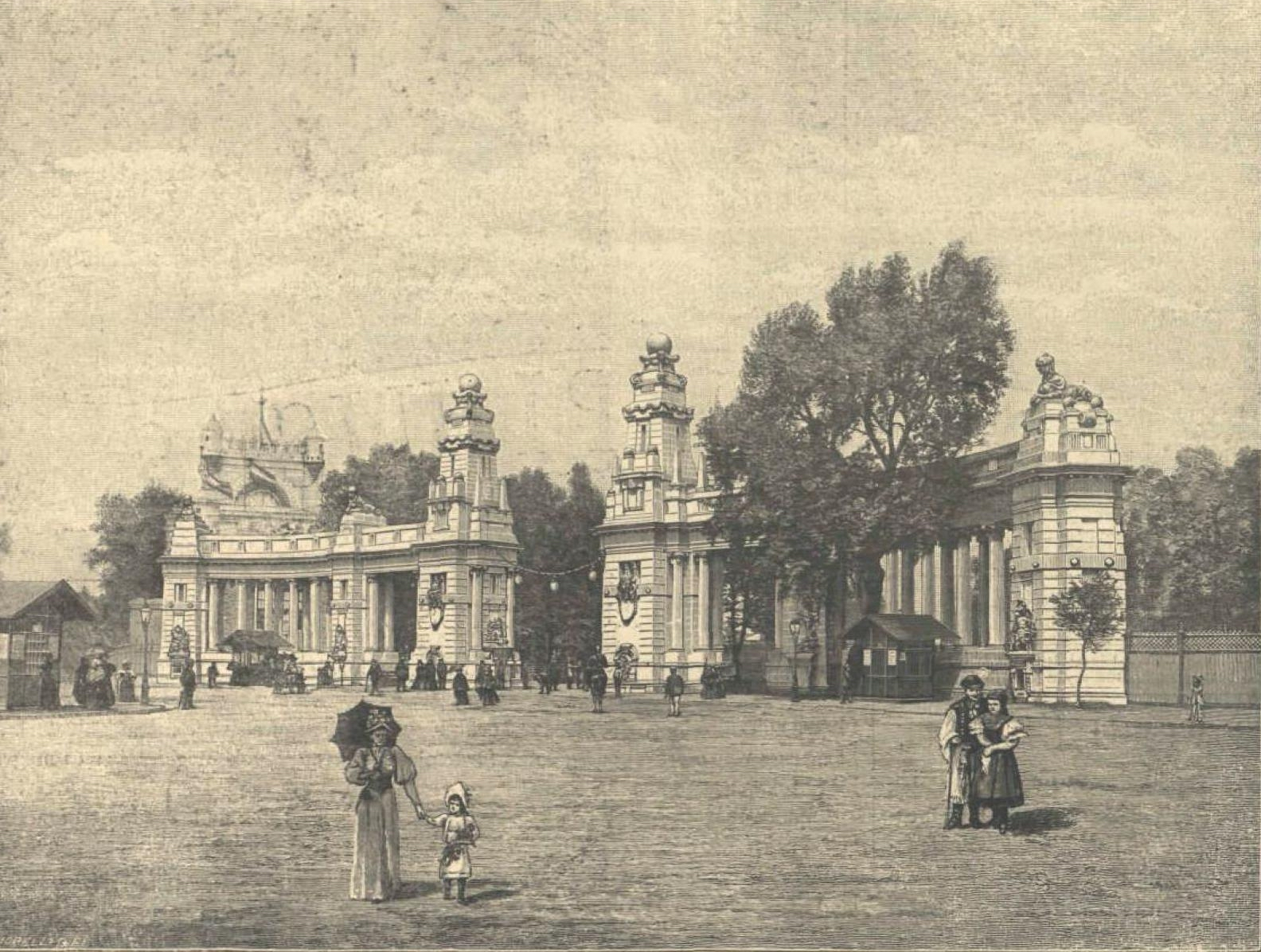
Andrássy úti főkapu

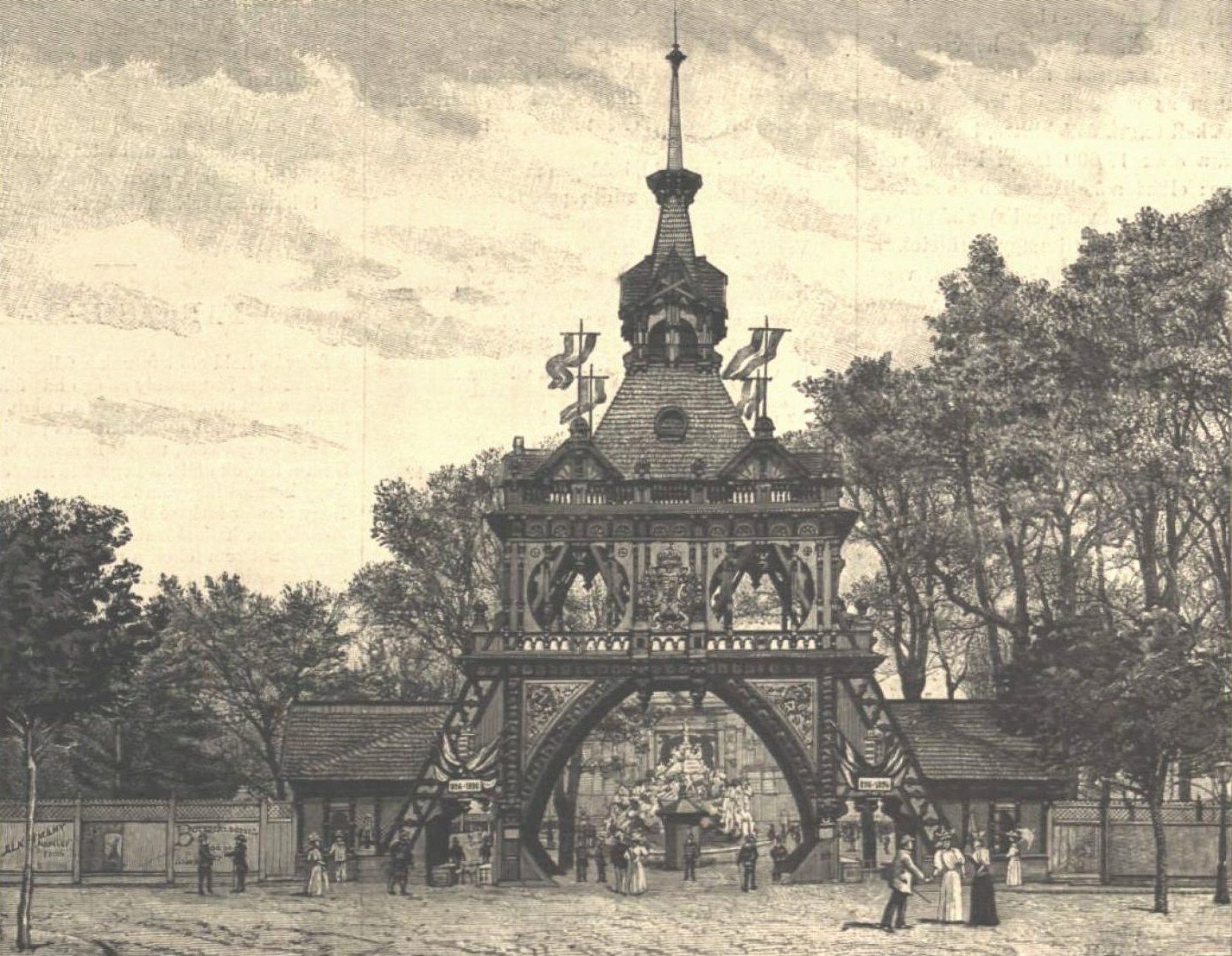
Király utcai kapu

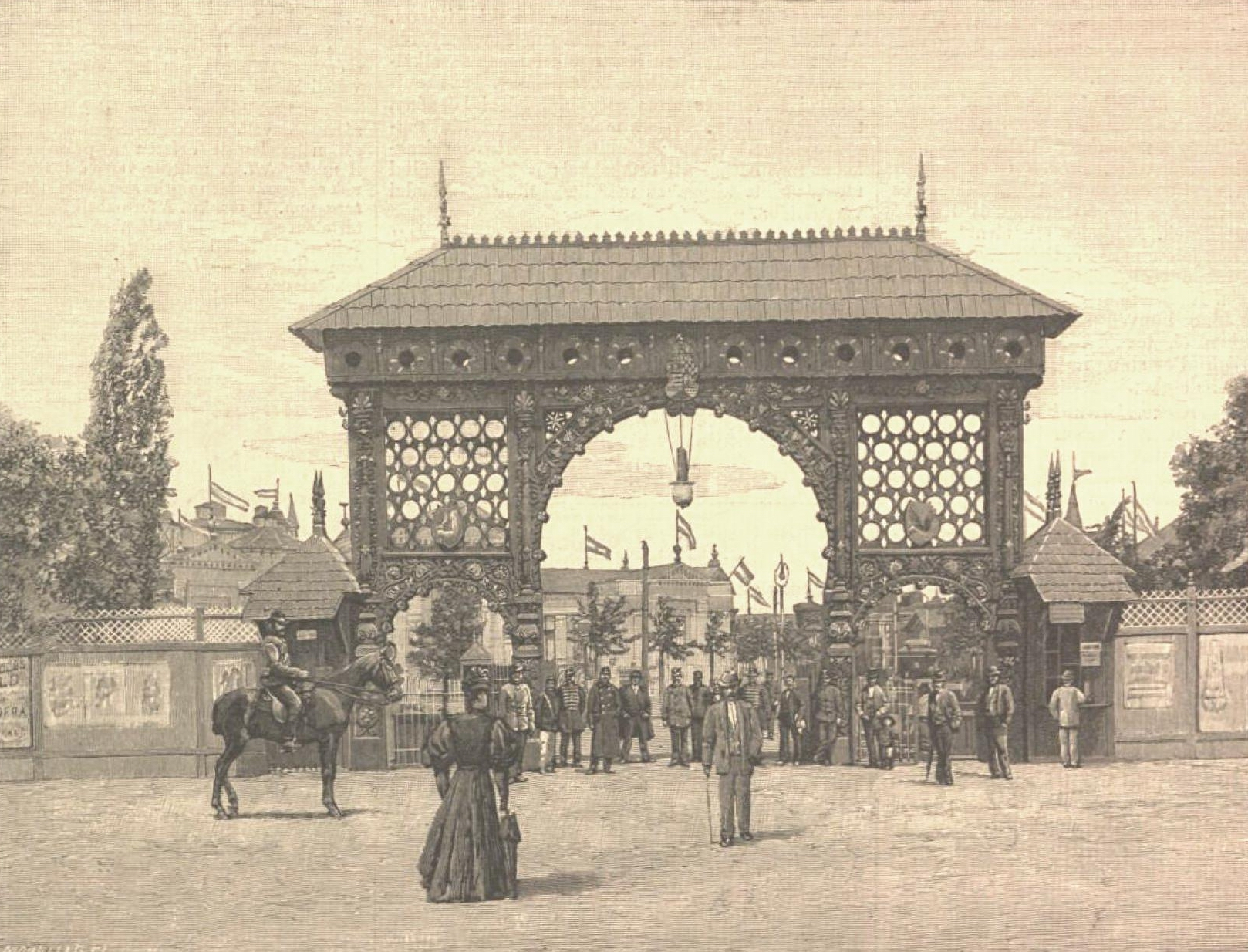
Az István úti, ún. székelykapu

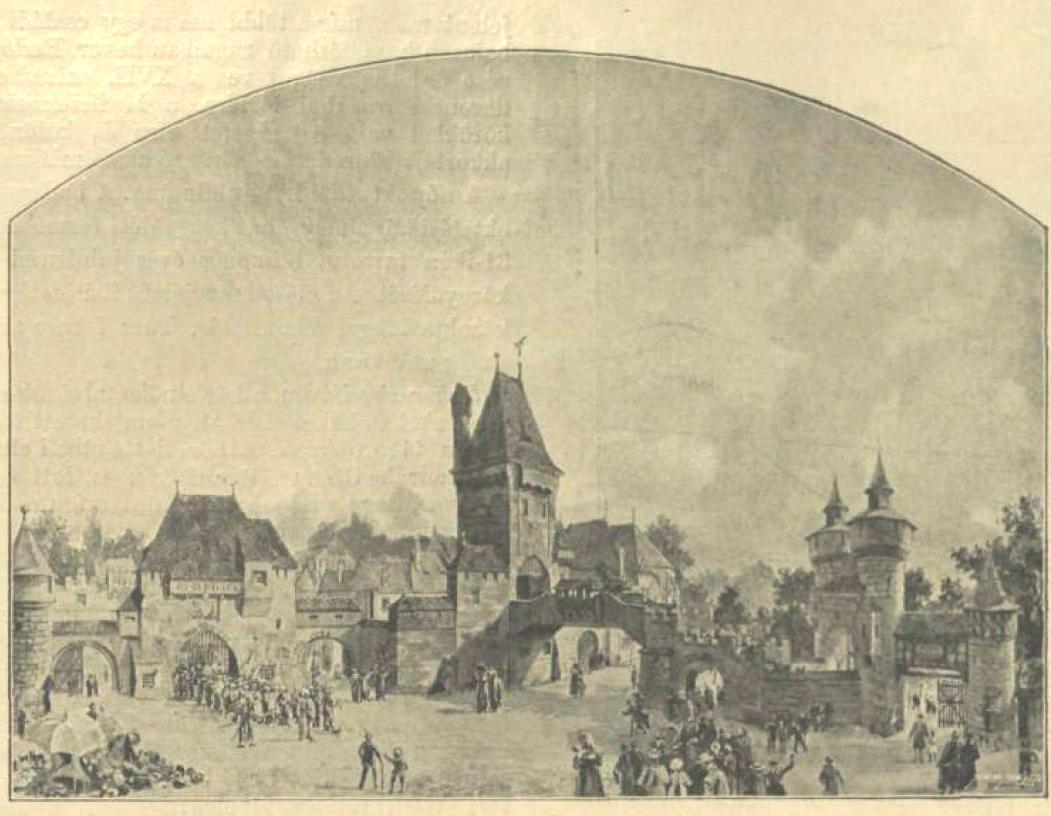
Az ősbudavári kapu

A nagyszabású Ezredéves Országos Kiállítást 520 000 négyzetméteren rendezték meg a Városligetben, melyet Ferenc József nyitott meg 1896. május 2-án. A 240 pavilonban kizárólag magyar eredetű tárgyakat, alkotásokat, gyártmányokat és termékeket mutattak be. A Révai Lexikon statisztikája szerint az állandó és időszaki kiállítók száma együttvéve 21310 volt. A kiállítás nemcsak a Városligetre korlátozódott, a városligeti területen kívül volt az állatkiállítások területe.
A kiállítást 5 főkapun keresztül közelíthette meg a közönség. Ezek a következők voltak: I. számú főkapu (az Andrássy út felőli), II. számú (Király utca felől) kapu, a III. számú kapu (az István út mellett), amit kialakítása miatt székely kapunak is neveztek, A IV. számú (Erzsébet út felől) és az V. kapu (Ősbudavárnál).
Az I. számú főkaput Frommer Lajos budapesti építész tervei alapján a Neuschloss Ödön és Marcell budapesti vállalkozók tulajdonában lévő cég vitelezte ki. A kapuzat 60 méter hosszú és míg a középső pilonok 18 és 5 méter, addig a sarok pilonok 10 és 5 méter magasak voltak. 
A díszes főkapu a mai millenniumi emlékmű helyén állt, ahonnan egy diadalívszerű építmény alatt, egy hídon áthaladva lehetett a kiállítás területére jutni.
A II. számú főkaput Kolbenheyer Viktor budapesti építész tervezte és a Gregersen és fiai cég építette fel. A kapu 25 méter hosszú és 5 méter széles alapon épült föl és 28 méter magas volt.
A látogatók részére térképet nyomtattak, hogy segítség eligazodásukat a hatalmas területen. Emellett minden csarnokot, épületet megszámoztak és a térképen is ezekkel a számokkal látták el. A Gizella út mentén barakkokat – olcsó egyszerű házakat állítottak fel a vidékről érkezők elszállásolására. 5 ilyen épületet létesítettek, amelyben egyszerre 1000 embernek tudtak szállást biztosítani. Működött népkonyha is, ahol szintén tevékenykedtek a főúri hölgyek, köztük Dániel Ernőné is.

### Pavilonok és csarnokok

#### I. számú főcsoport
A kiállítást területét két főcsoportba osztották. Az első számú főcsoportot a Széchenyi-szigeten elterülő Történelmi kiállítás alkotta. Ebben a főcsoportban építették fel a Vajdahunyad vára – először csak fából, a többihez hasonlóan – valamint különböző művészettörténeti korok stílusát bemutató épületeket. Az épületek román, gótikus és reneszánsz eredetijük után készültek. Külön pavilont kapott a népélet, a mezőgazdaság, a vadászat, halászat, köztük Bosznia-Hercegovina kiállításával.

#### II. számú főcsoport
A második főcsoport a Jelenkori kiállítás volt, melyben 19 csoportot alakítottak ki:
- I. csoport: Művészet; Képzőművészet, Előadó művészet
- II. csoport: Közművelődés: az irodalom és a sajtó termékek, valamint a tudományos és közművelődési intézetek és egyletek működése
- III. csoport: Oktatásügy
- IV. csoport: Egészségügy, Gyermeknevelés
- V. csoport: Kereskedelem; pénz- és hitel-ügy
- VI. csoport: Mezőgazdaság; gyümölcsészet; kertészet; borászat; méhészet; állattenyésztés; selyemtenyésztés; állati termékek; állategészségügy
- VII. csoport: Erdészet; vadászat
- VIII. csoport: Bányászat és kohászat; vas- és fémipar
- IX. csoport: Gépipar; műszerek és tudományos eszközök
- X. csoport: Közlekedés; hajózás; tengerészet
- XI. csoport: Építési ipar
- XII. csoport: Faipar; bútoripar; dekoratív ipar; teljes lakberendezések
- XIII. csoport: Agyag- és üvegipar
- XIV. csoport: Bőripar; textilipar; ruházati ipar
- XV. csoport: Papíripar; sokszorosító műiparágak
- XVI. csoport: Arany-, ezüst- és díszműáruk, apró áruk
- XVII. csoport: Hadügy
- XVIII. csoport: Vegyészeti ipar
- XIX. csoport: Néprajzi kiállítás; házi-ipar; műkedvelők kiállítása

A Műcsarnokban mutatták be a képzőművészeti alkotásokat. A termekben a legkiválóbb magyar művészek darabjait voltak megtekinthetőek. A kiállítók között voltak
| - Roskovics Ignác festő - Eisenhut Ferenc és Zemplényi Tivadar (nagy történeti festményei) - Székely Bertalan 6 freskóvázlata (Vérszerződés, koronázás és másik négy nagy magyar történelmi alakokkal) - Madarász Viktor (Zápolya Izabella) - Jantyik Mátyás (Szabadka mint szabad királyi város fogadja Mária Terézia királyi biztosát című képe), - Benczúr Gyula (Ferenc József a Szent István rend öltözetében) - Vastagh Géza (Kivert bika) - Háry Gyula (rajzai) - Hauszmann Alajos - László Fülöp (Zách Felicián) - Mihalik Dániel (Kenellben) - Peske Géza (Csak egy szemet) - Donáth Gyula (Ligeti Antal síremléke) | - Loránfi Antal, szobrász (Az első lecke) - Hegedűs László (Szent család) - Patay László (Zrínyi Ilona feladja Munkács várát) - Margitay Tihamér (Párbaj után) - Blazovits Ferenc (Gyanús alku) - Kriesch Aladár (Az 1567-iki tordai országgyűlés, melyen először mondatott ki a vallásszabadság) - Strobl Alajos (Anyánk) - Zala György szobrász - Vastagh György (Arcképcsoport) - Czigler Győző, építész (a pesti Hazai Első Takarékpénztárnak palotája) - Gyárfás Jenő (V. László esküje a Hunyadi-háznak) - Révész Imre (Petőfi Sándor a táborban) - Thorma János (Szenvedők) - Ferraris Arthur (Női arckép) |

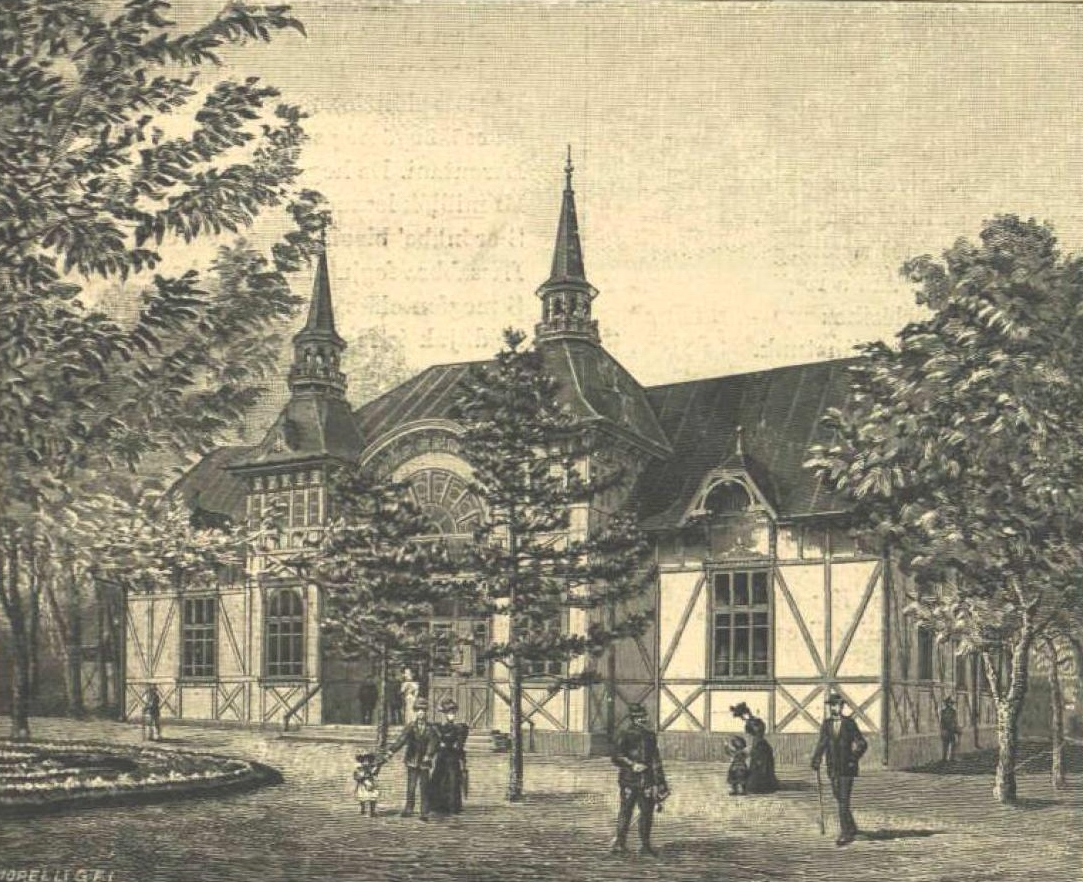
A gyermekpavilon
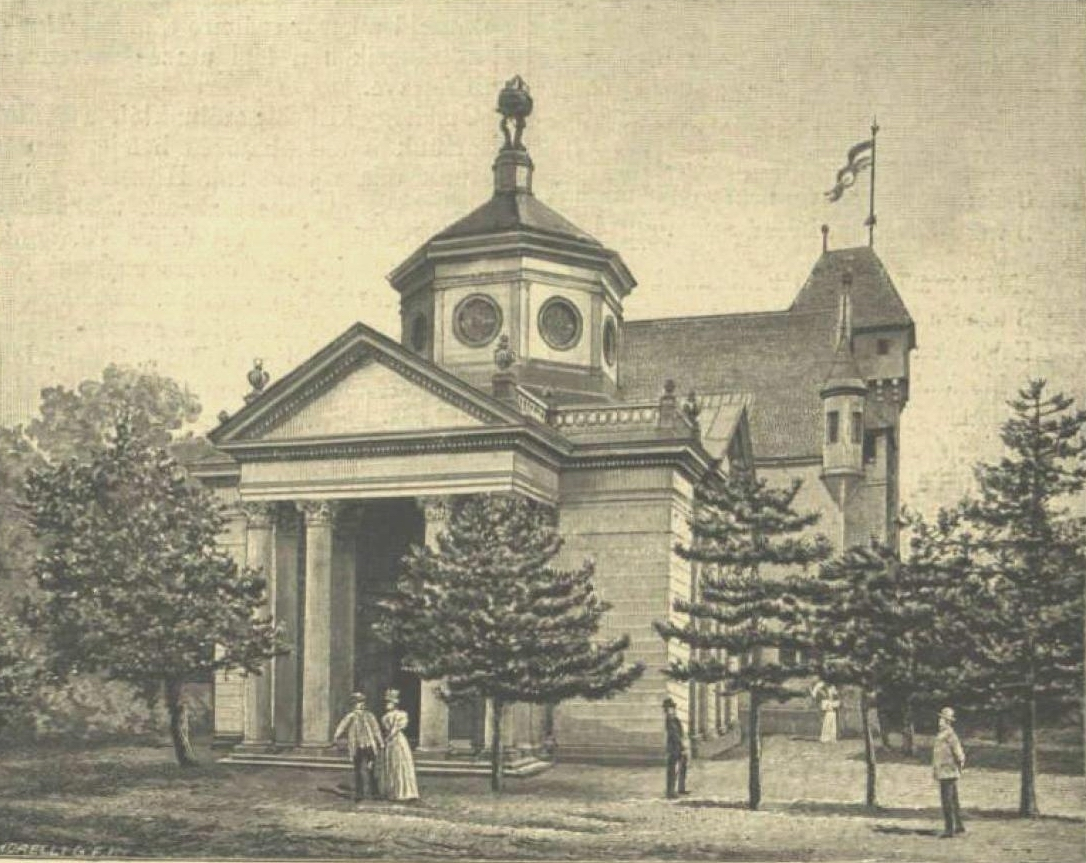
Az igazságügy pavilonja
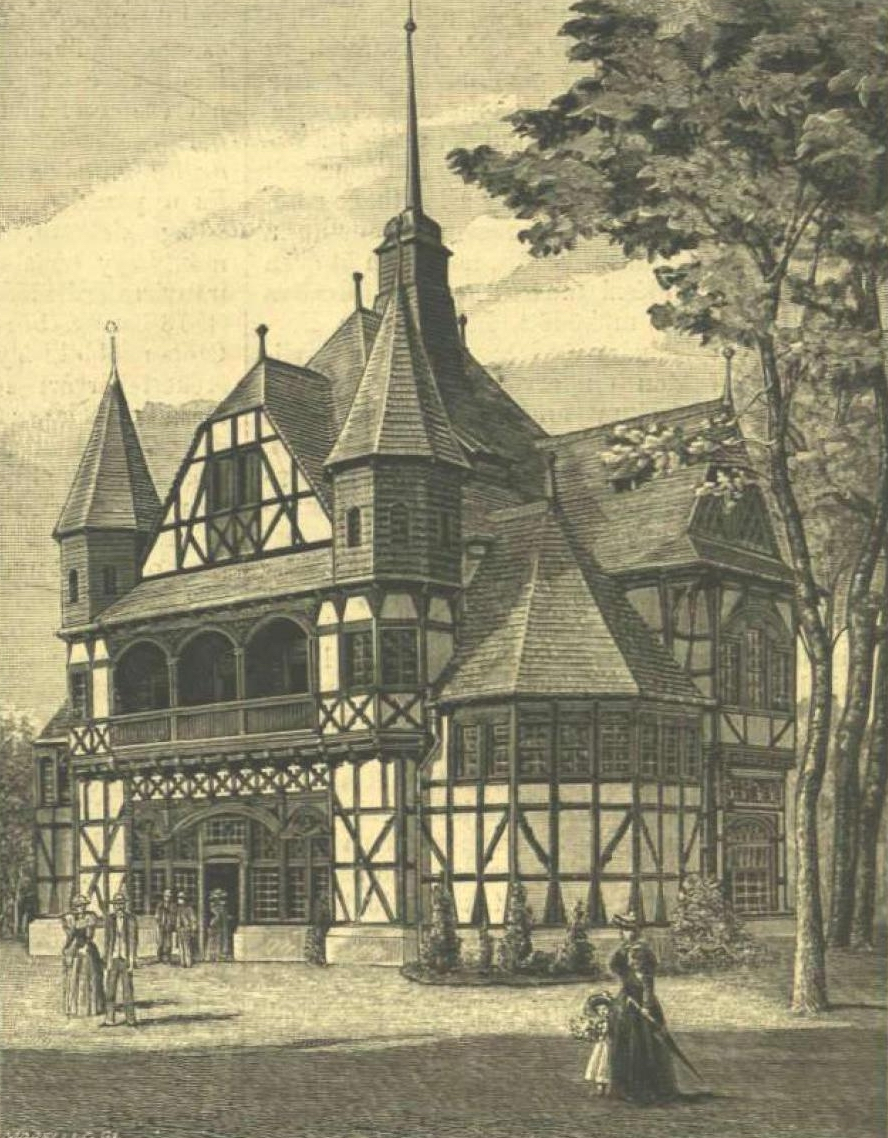
A vadászati pavilon
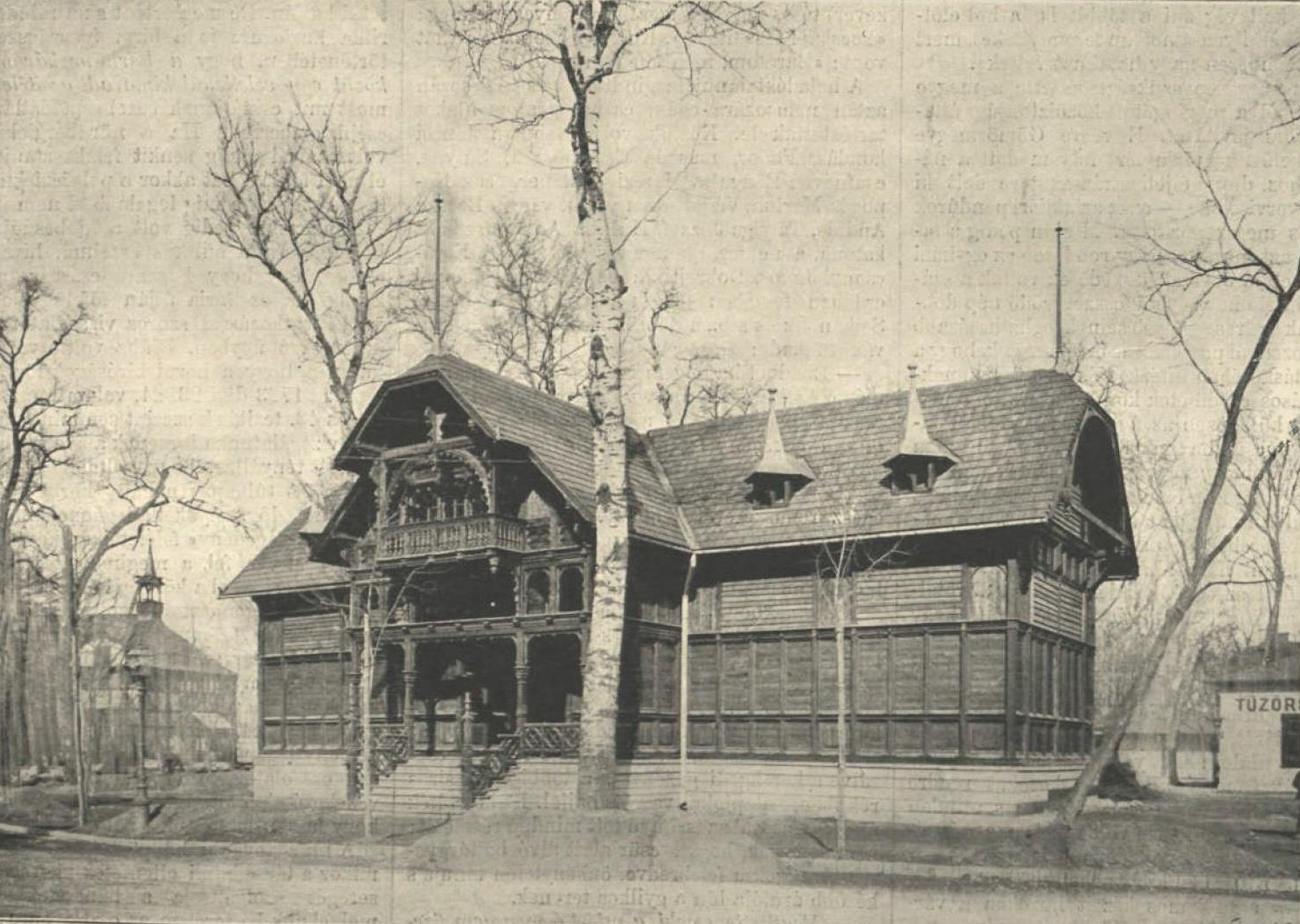
Frigyes főherceg pavilonja

Az oktatásügyi csarnok a tanügy terén az utolsó negyedszázadban elért előrehaladást mutatta, ide tartozott még a közelben levő tornacsarnok. A bécsújhelyi torna- és vívótanító tanfolyam kiállítása egy külön csarnokot foglalt el, melyben az e szakba vágó fegyverek, öltözékek és minták voltak láthatóak.
Az oktatásügyi csarnok mellé került az igazságügy minisztérium pavilonja, amely a fegyházakat és a börtönrendszereket mutatta be.
Ezen kívül a mentők, a gyógyfürdők és a gyermeknevelés-ügy az egészségügyi csoport körében került bemutatásra. A külön-külön pavilonban helyet kapó kiállítások táblázatokon és eszközökön keresztül (pl.: teljesen felszerelt mentőállomás) ismertette meg a közönséggel saját területét. Orvosok tartottak közérthető előadásokat, például a gyermekekről. De a gyermekpavilonban kerültek kiállításra a főhercegek gyermekkori ruhái, fegyverei, köztük II. József puskája, József nádor keresztelő medencéje, egy főúri gyűjtemény 120 éves játék babája. Emellett berendezésre került egy békési és kalotaszegi szoba.

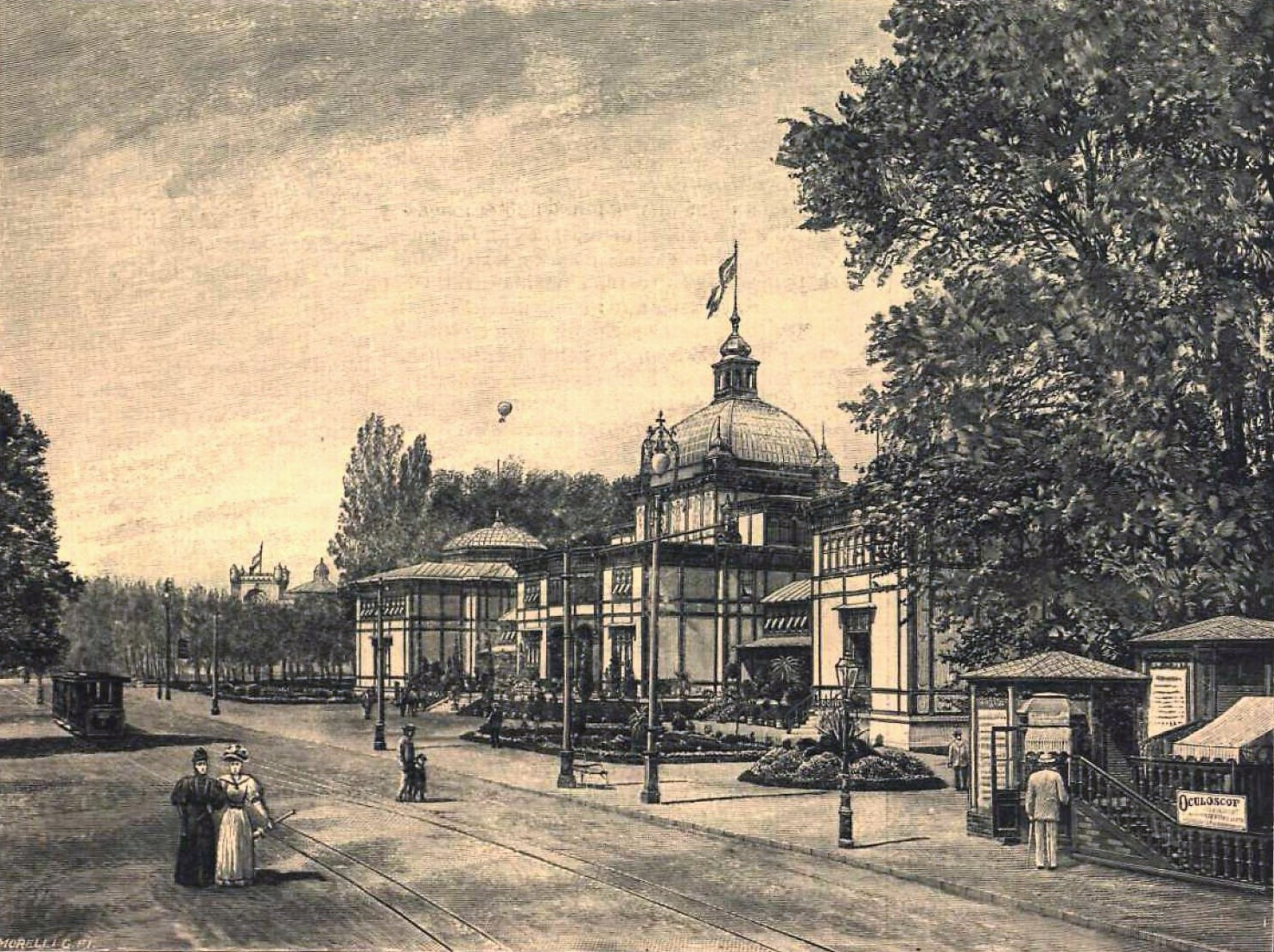
Budapest székesfőváros pavilonja
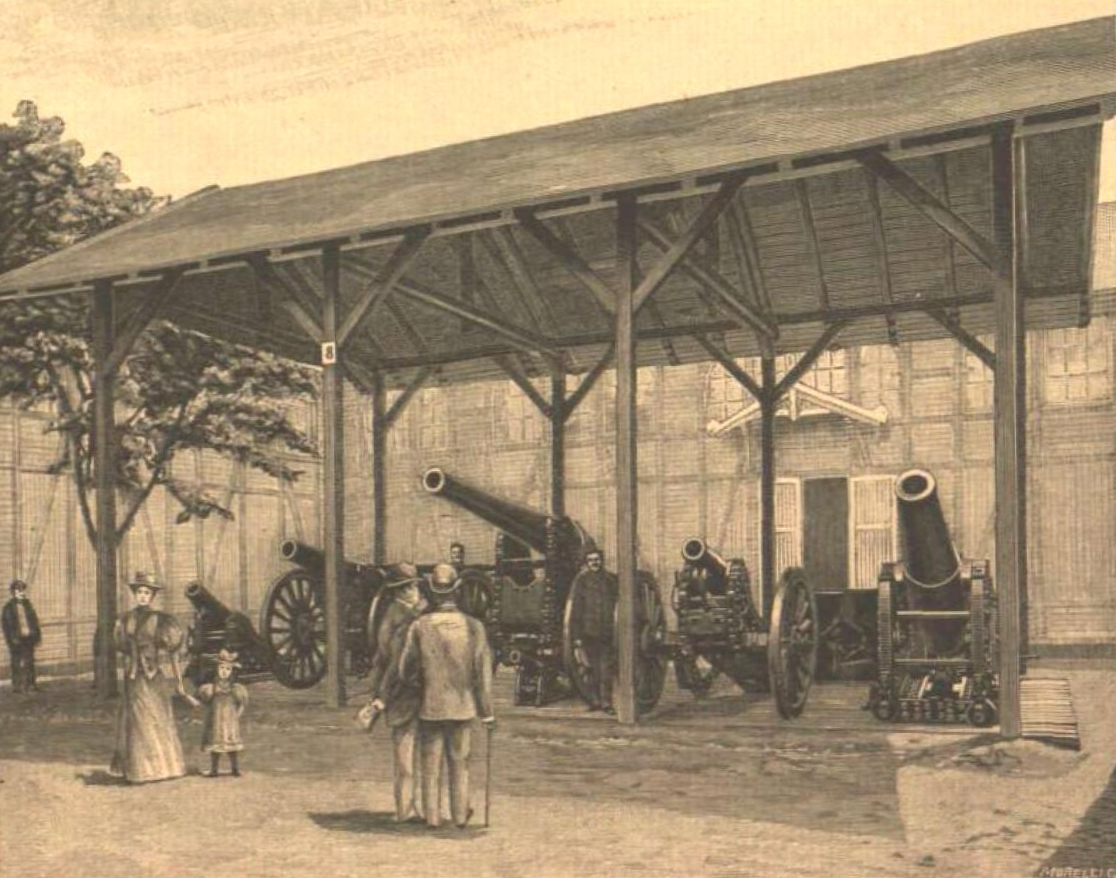
A hadsereg ágyúi
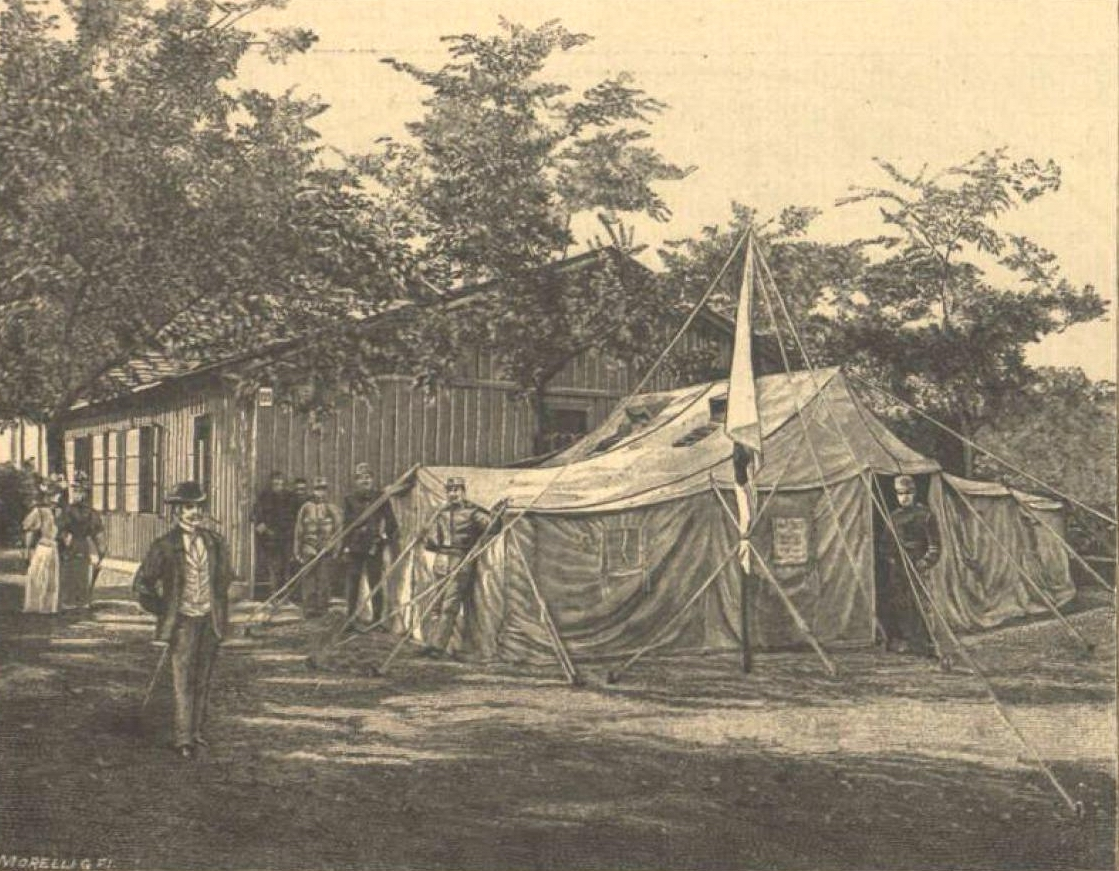
Tábori kórház
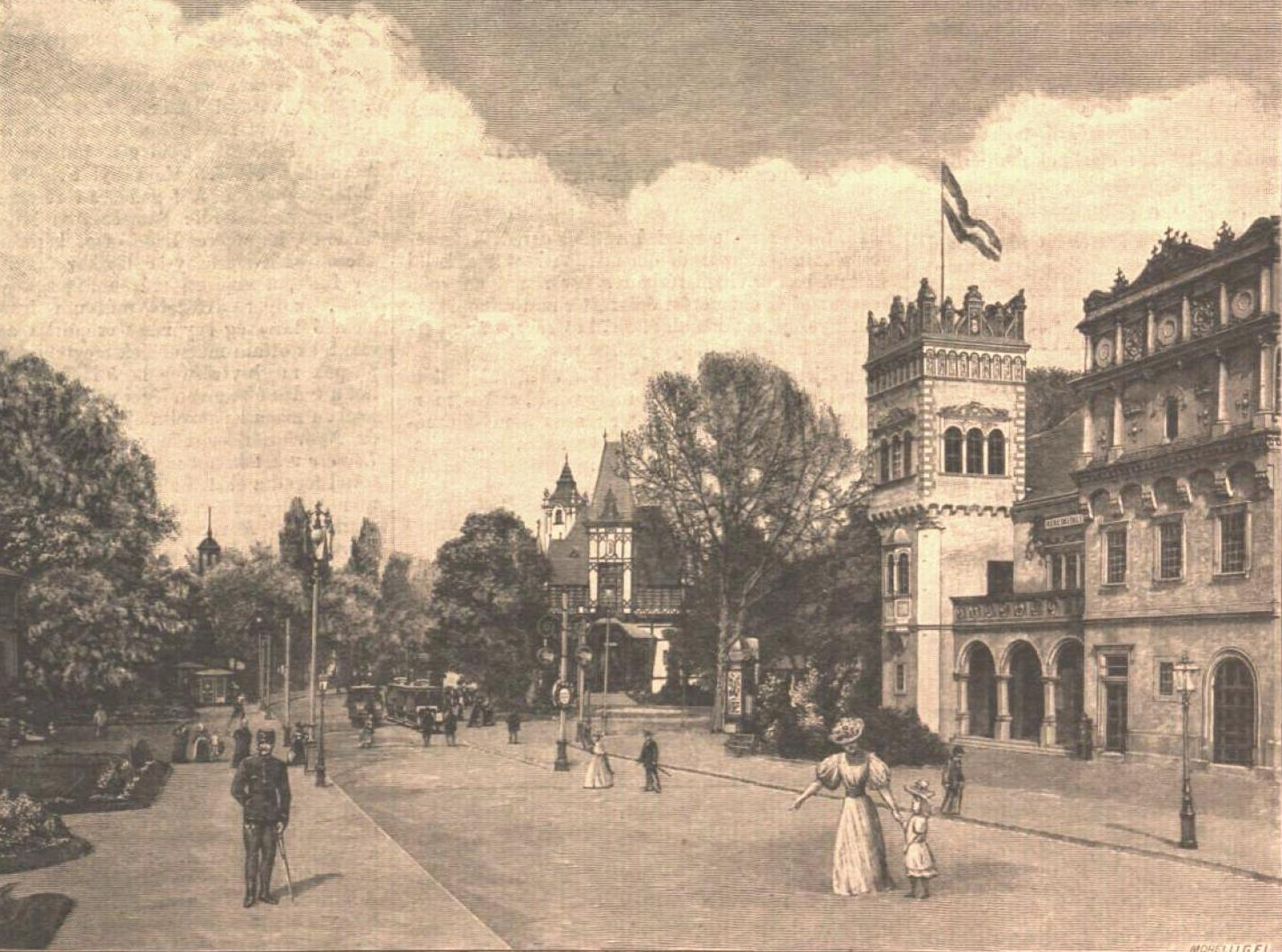
A kereskedelem, pénz és hitelügy pavilonja

A Nádor-szigeten 3 nagyobb kiállítás volt megtekinthető. Az első Budapest székesfőváros pavilonja volt, amelyben a város eredményeit, növekedését és jövőjét bemutató kiállítás volt látható. Hogyan nőtt Budapest, a népesség, honnan költöztek leginkább, legkevésbé a fővárosba, mennyi adót fizettek a főváros lakói- mindezt térképek, modellek, makettek segítségével tárták a kíváncsiskodók elé, csakúgy, mint a főváros szennyvízcsatorna rendszerét. Ebben a pavilonban helyezték el Benczúr Gyula hatalmas festményét, a Budavár visszafoglalását is, egy különálló teremben. A főváros pavilonját virágágyakkal vették körül.

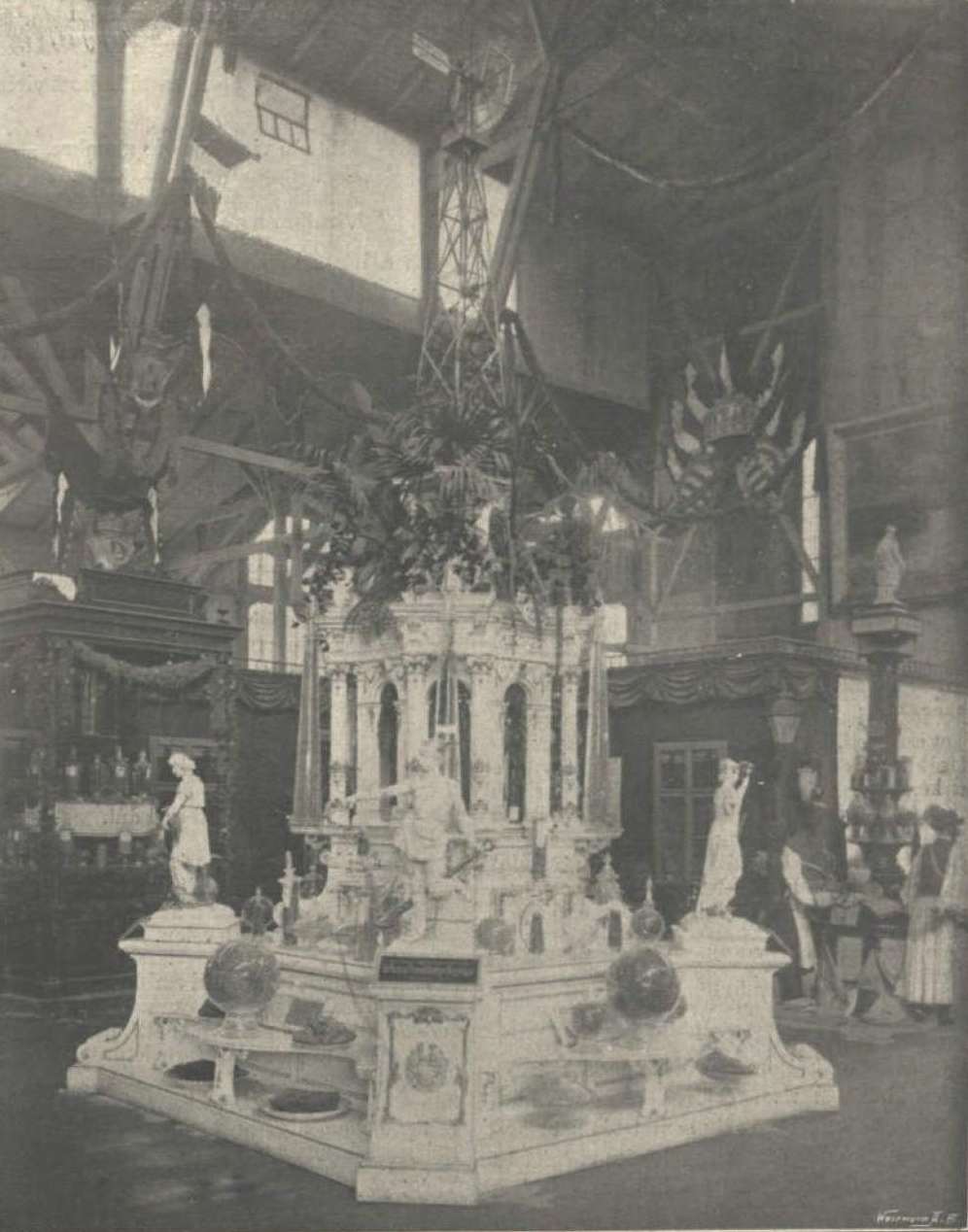
Freystädtler lovag mezőgazdasági kiállítása

Nem messze innen volt megtekinthető a kereskedelem-, pénz- és hitelügy pavilonja, melyben a vásárok történetét, a szállításügy fejlődését mutatták be képekben, valamint itt voltak a kereskedelmi testületek és kamarák kiállításai is. Viaszbábukon szemléltették a pénzváltók tevékenységét, más viaszalakokkal egyetemben. Megtekinthetőek voltak az akkori magyarországi áruházak kicsinyített másai. A Hazai Első Takarékpénztár első 1840-ből származó berendezése is megtekinthető volt, többek között egy eredeti pénztárkönyv.
Emögött állt József főherceg pavilonja, mely uradalmát és annak fejlődését mutatta be, és látható volt a főherceg egy 40 éves pálmája.
Az őstermelés befogadására szolgáltak a következő főbb épületek: a mezőgazdasági csarnok, a selyemtenyésztés, a vízépítészet, az erdészet, dohányjövedék, a tejgazdaság, a kertészet, a szőlészet, borászat, a ménesbirtokok pavilonja és az időleges kiállítások csarnoka.
A szőlészeti pavilonban a szőlők betegségei ellen folytatott harcot, a különböző szőlőfajtákat. A mezőgazdasági csarnokban egy fehér emelvény formájú állvány volt; négy szegletén négy mintázott szoborral, melyek a mezőgazdaságot, ipart, kereskedelmet és az állattenyésztést jelképezik; az állvány tetején pedig egy működő miniatűr szélmalom helyezkedett el. Ezen üvegedényekben terményeket helyeztek el, melyek a Zala és Veszprém vármegyében fekvő hegymagasi, szigligeti, tótvázsonyi és csopaki (kövesgyűri Freystädtler Jenő lovag) uradalmakból származtak. Az időleges kiállításon kapott helyet a Párizsban élő Balog Gyula műlakatossegéd Árpád vezért ábrázoló szobra.
Az erdészeti kiállításon a fanevelés és feldolgozás állomási, valamint hatalmas, 130 centiméter átmérőjű tölgyek és fenyők voltak láthatók. A halászati pavilonban Karácsony Jenő haltenyésztő uradalma volt megismerhető (kis medencékben), a mód, ahogy a halakat gondozzák, nevelik.

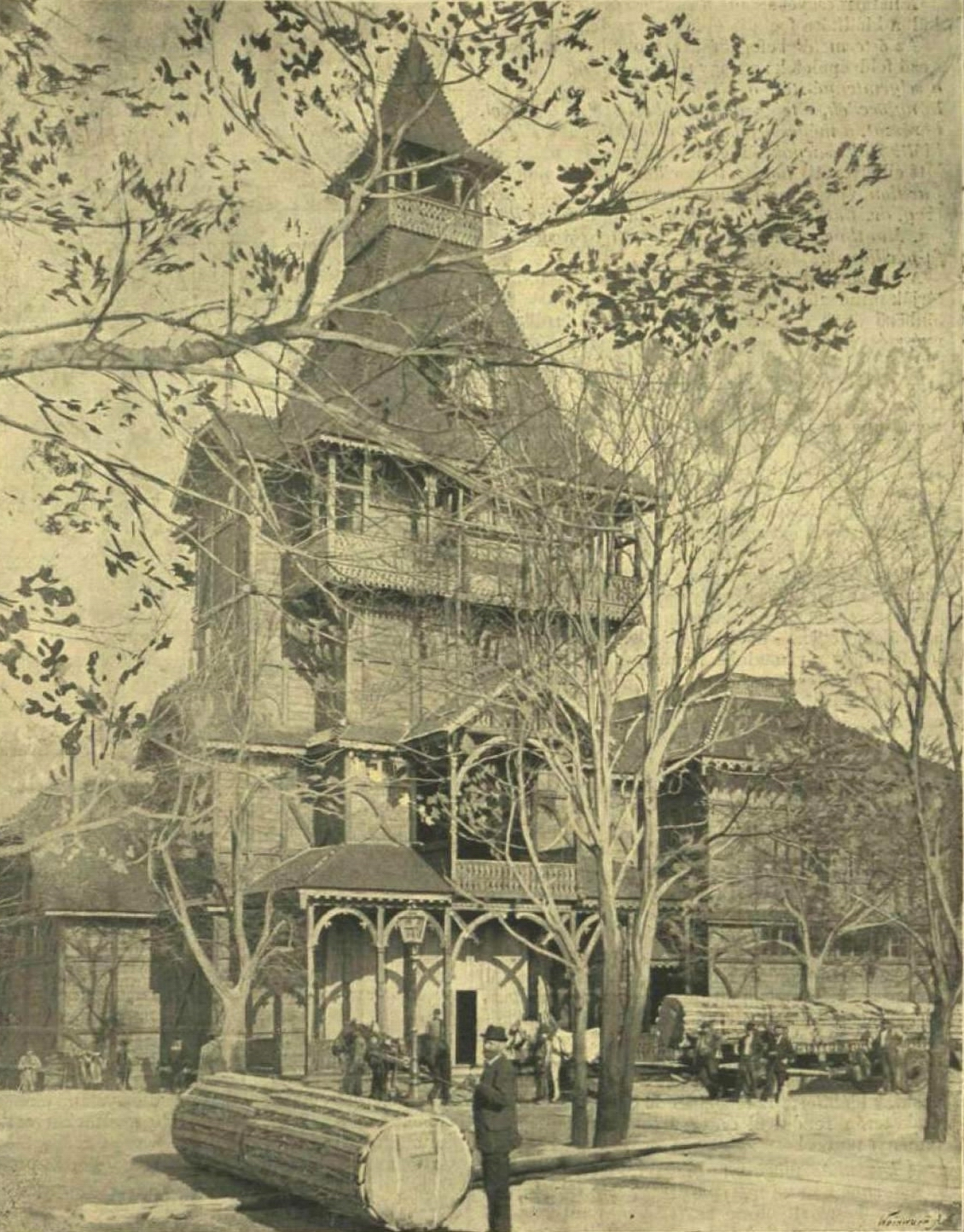
Az erdészeti kiállítás horvát pavilonja
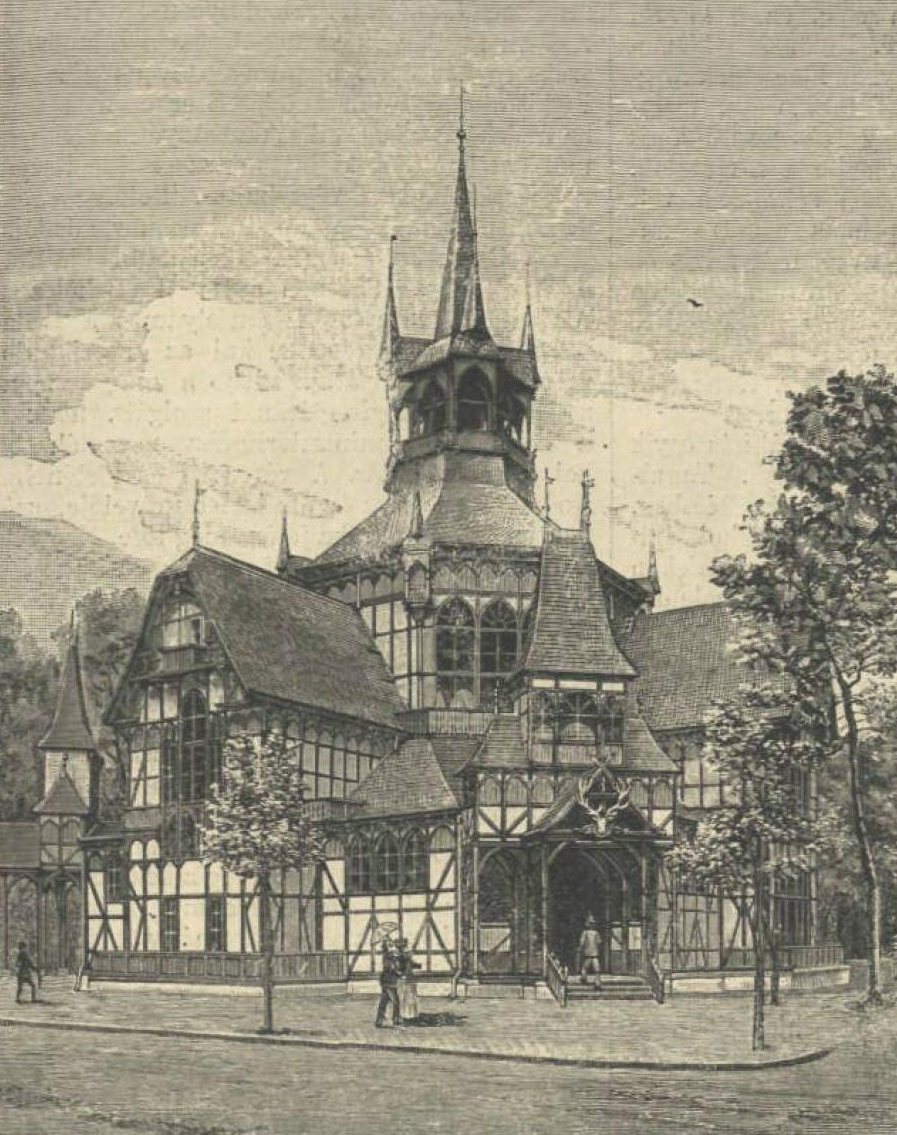
Az erdészeti pavilon
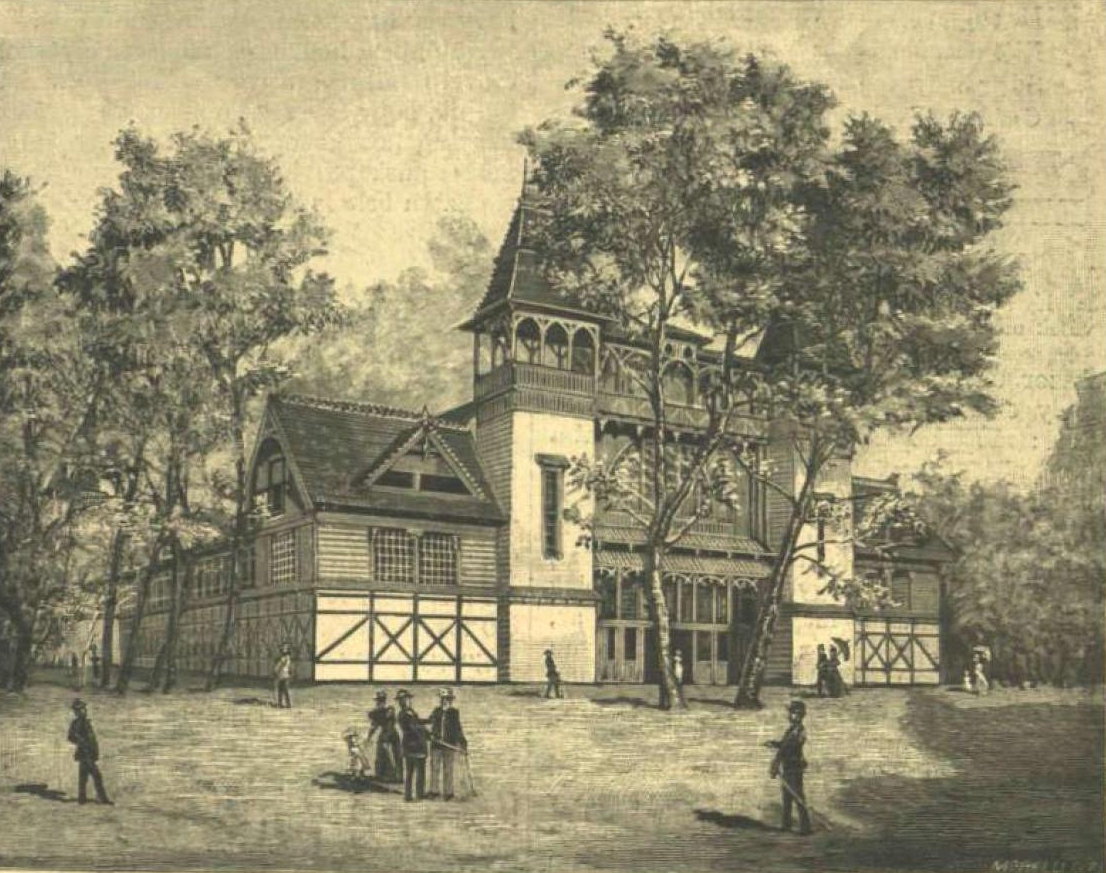
Mezőgazdasági pavilon
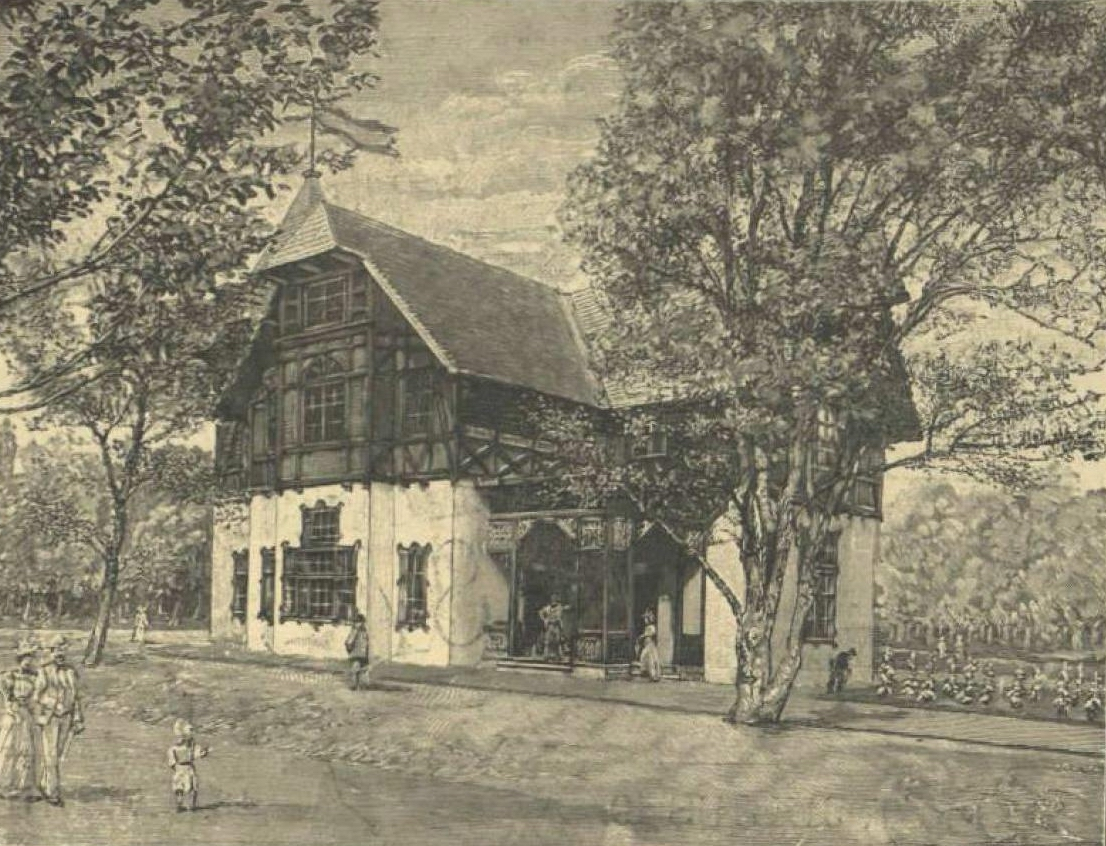
A szőlőművelés pavilonja

Az erdészeti csoport végén két hatalmas pavilonban foglalt helyet a cukor-és a malomipart bemutató kiállítás. A malomipari kiállításon a liszt történetét vették sorra egészen az őskortól, de táblázatok, térképek segítségével bemutatták a hazai búzatermesztést-fogyasztást, az egyes búzafajok fehérje-, zsír-, keményítő-, hamutartalmát, Magyarország népeinek búzafogyasztását (különböző méretű kenyerekkel), búzaexportot, -importot stb. A cukoripari kiállításon, a cukorrépa termesztése, feldolgozása és répafajták voltak láthatók többek között.
Itt kapott helyet a halászati pavilon, Koburg herceg, Frigyes főherceg, gr. Batthyány, Földváry gazdasági pavilonja, Mauthner Ödön kertészeti pavilonja, tejárusító- és fapavilonok. Ezekben az adott területeken elért legnagyobb és legújabb vívmányokat tették közszemlére.

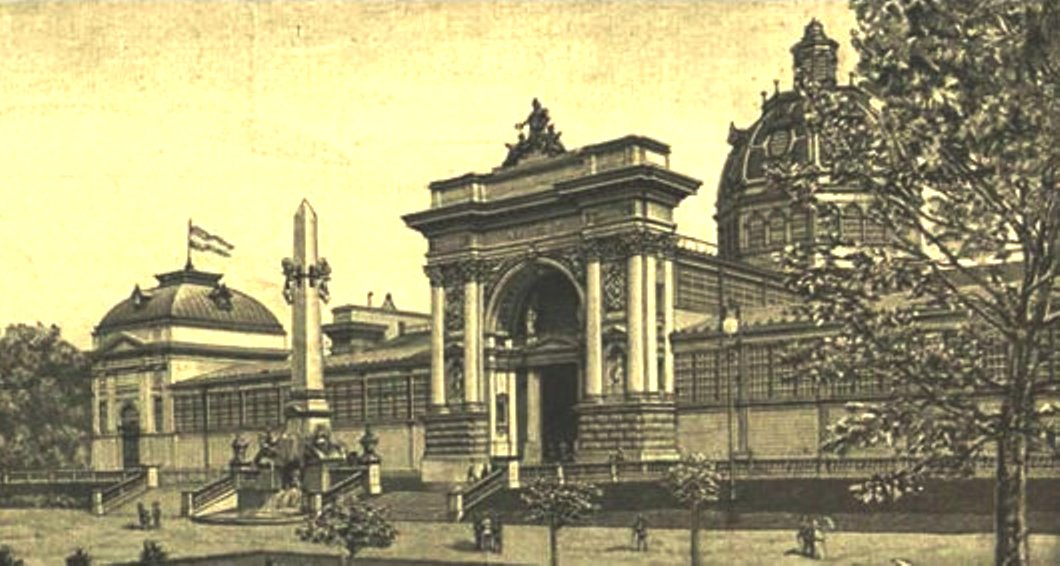
Az Iparcsarnok, a kiállítás vas- és fémipari pavilonja

Az ipart bemutató részek középpontjában az Iparcsarnok állt, mellette a gépipart és a közlekedést bemutató csarnokokkal. Pavilonnal rendelkezett ezen a területen a Ganz gyár valamint a Bihar-szilágyi petróleumipar, a budapesti ásványolajipar és a magyar Petróleumipar Társulat kisebb pavilonja.
Ezenkívül az ipari kiállító részen belül az élelmiszeriparral, az agyag- és üvegiparral, a bőr-, ruházatiparral, arany-ezüstművességgel és a bútoriparral is megismerkedhettek az érdeklődők. Itt volt látható működés közben egy szövőgép. Az ipari részlegen kapott helyet a légszeszgyár pavilonja, ahol a gázzal működtetett gépek voltak kiállítva (világítás, gázmotorok, -kályhák,-főzőhelyek), kialakításra került egy konyha is ahol az ételeket gázzal fűtött tűzhelyeken készítették.

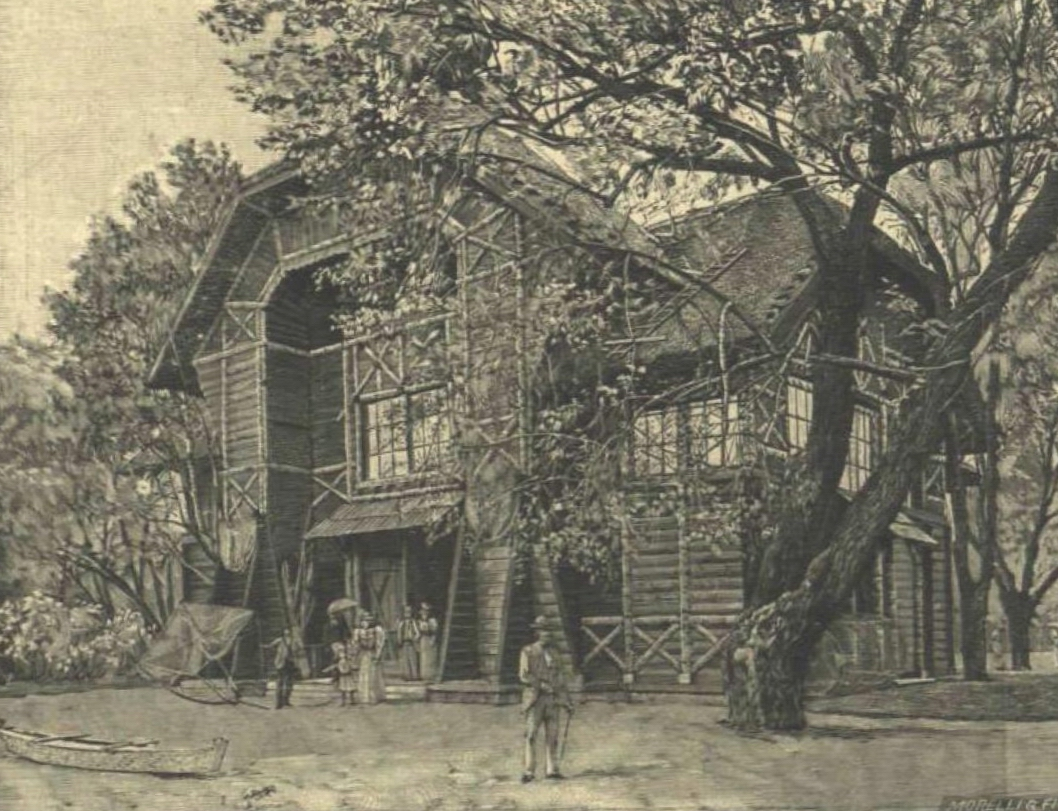
Halászati pavilon
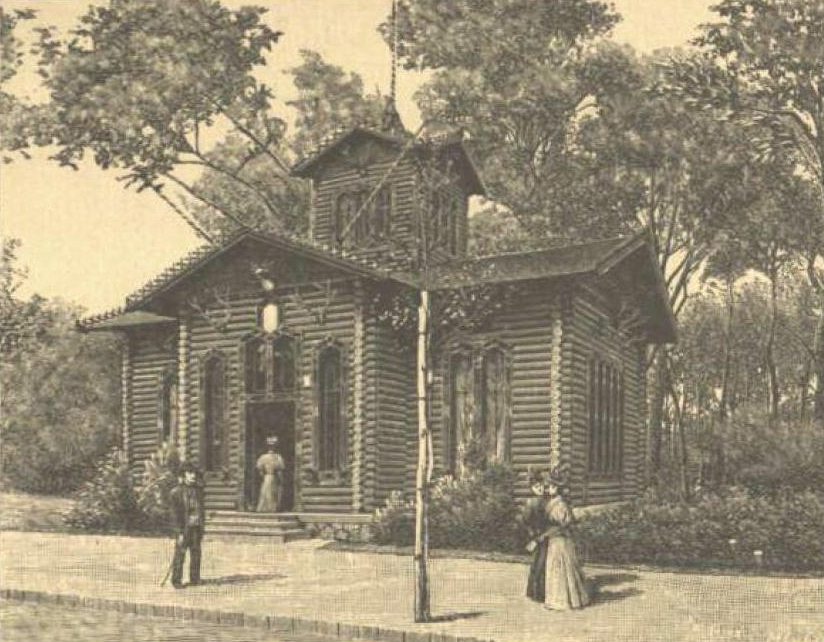
Koburg főherceg pavilonja
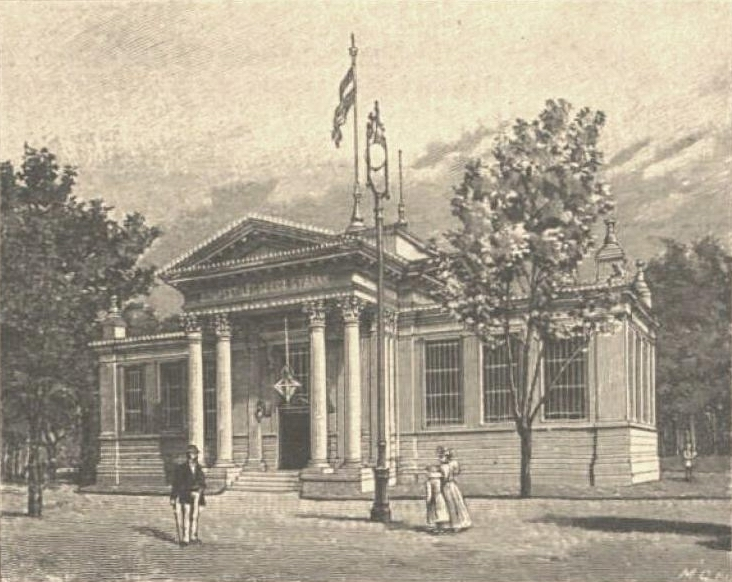
A légszeszgyár pavilonja
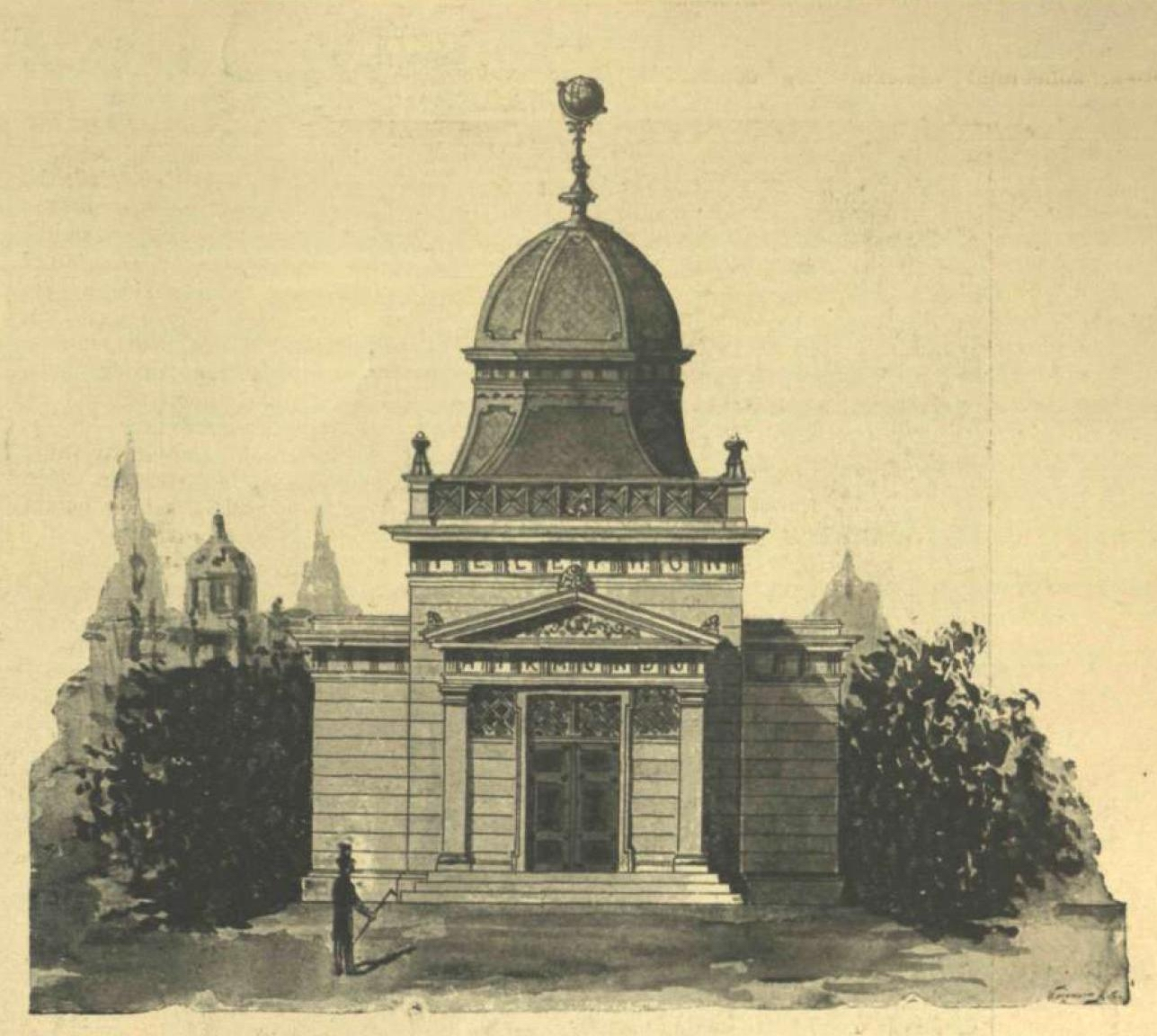
A telefon hírmondó pavilonja

Az Iparcsarnok előtt volt a kiállítás főtere és korzója zenepavilonokkal, díszkertekkel, szökőkúttal, kávéházakkal, ahol délután 4-től este 10-ig egy 43 tagú katonazenekar játszott, délután 5-től este 11-ig pedig egy 32 tagú zenekar a történelmi épületcsoport udvarán muzsikált. A korzó végénél, a II. számú kapun keresztül is a kiállítás területére lehetett jutni.
A ezredéves kiállításra épült meg a MÁV kiállítási csarnoka (a mai Közlekedési Múzeum), ahol a MÁV gépeit kerültek kiállításra, melyet Pfaff Ferenc tervezett. A közlekedési csarnok mellett állt a papíripari és a sokszorosítói iparágak (könyv- és kőnyomdászat, fényképészet) csarnoka, ahol szintén az iparágban használatos gépeket mutatták be, melyek szintén láthatóak voltak működés közben. A csarnokot Baumhorn Lipót tervezte.
Az ipari csoport végén kapott helyet építőipar csarnoka, amely építőipar és vas- és fémipar befogadását látta el. E csarnok körül sorakoztak a járművek csarnokai, a posta-, távírda- és telefon-pavilon, valamint a bányászati és kohászati csarnokok, melyekben mindben a legfrissebb vívmányokkal szembesülhettek az odalátogatók. A telefonhírmondó pavilon belső falán fülhallgatók voltak elhelyezve, melyekből folyamosan hallhatóak voltak a legfrissebb politikai, színházi hírek, de hallható volt Jókai hangja is, amint a Szegény gazdagokból idéz, Szilágyiné Bárdossy Ilona operaénekesnő és más színészek, énekesek hangja is. A pavilon rendezője Szvetics Emil, a Telefon-Hirmondó technikai igazgatója, a telefonográf feltalálója tökéletesítője volt.
A bányászati és kohászati csarnok eredményeinek kiegészítéséül szolgálnak a kisebb pavilonok, úgymint a rimamurányi, salgótarjáni vasművek, az osztrák magyar állam vasúttársaság kiállításai, az urikány-zsilvölgyi kőszénbánya, Unió vasmű, magyar általános kőszénbánya, a Nobel dinamitgyárának pavilonjai, a Buchwald Sándor vasbútor gyárának és a Thonet testvérek bútorral foglalkozó pavilonja, valamint a cement pavilon.

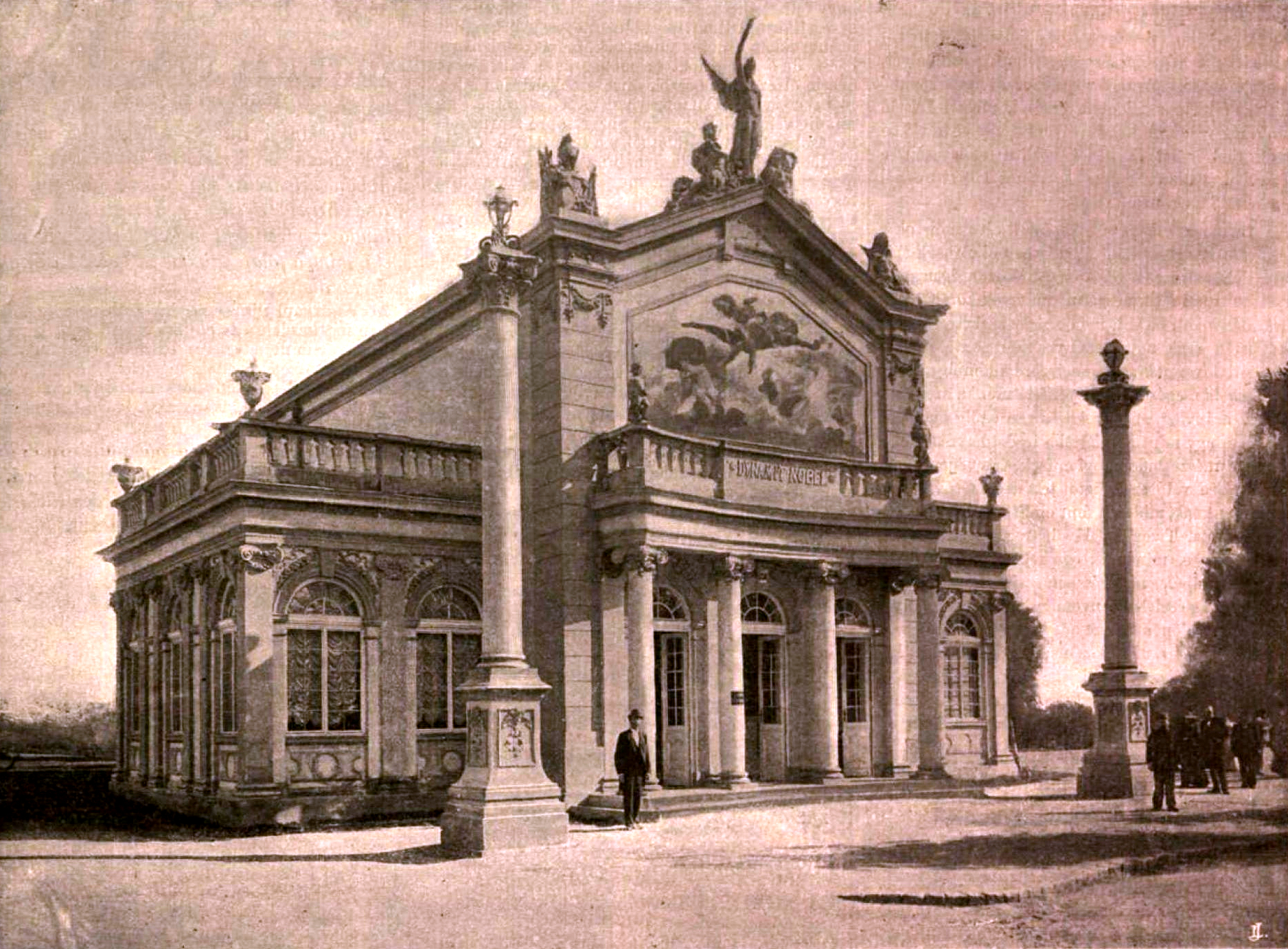
A dinamitgyár pavilonja
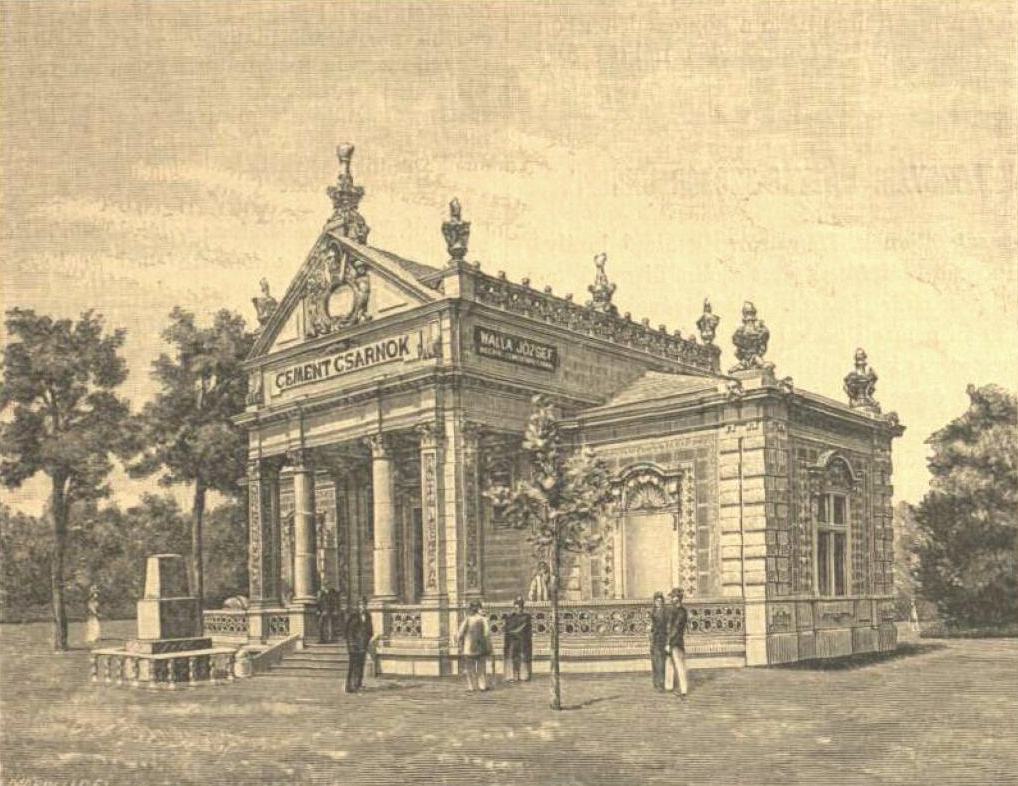
A cement pavilon
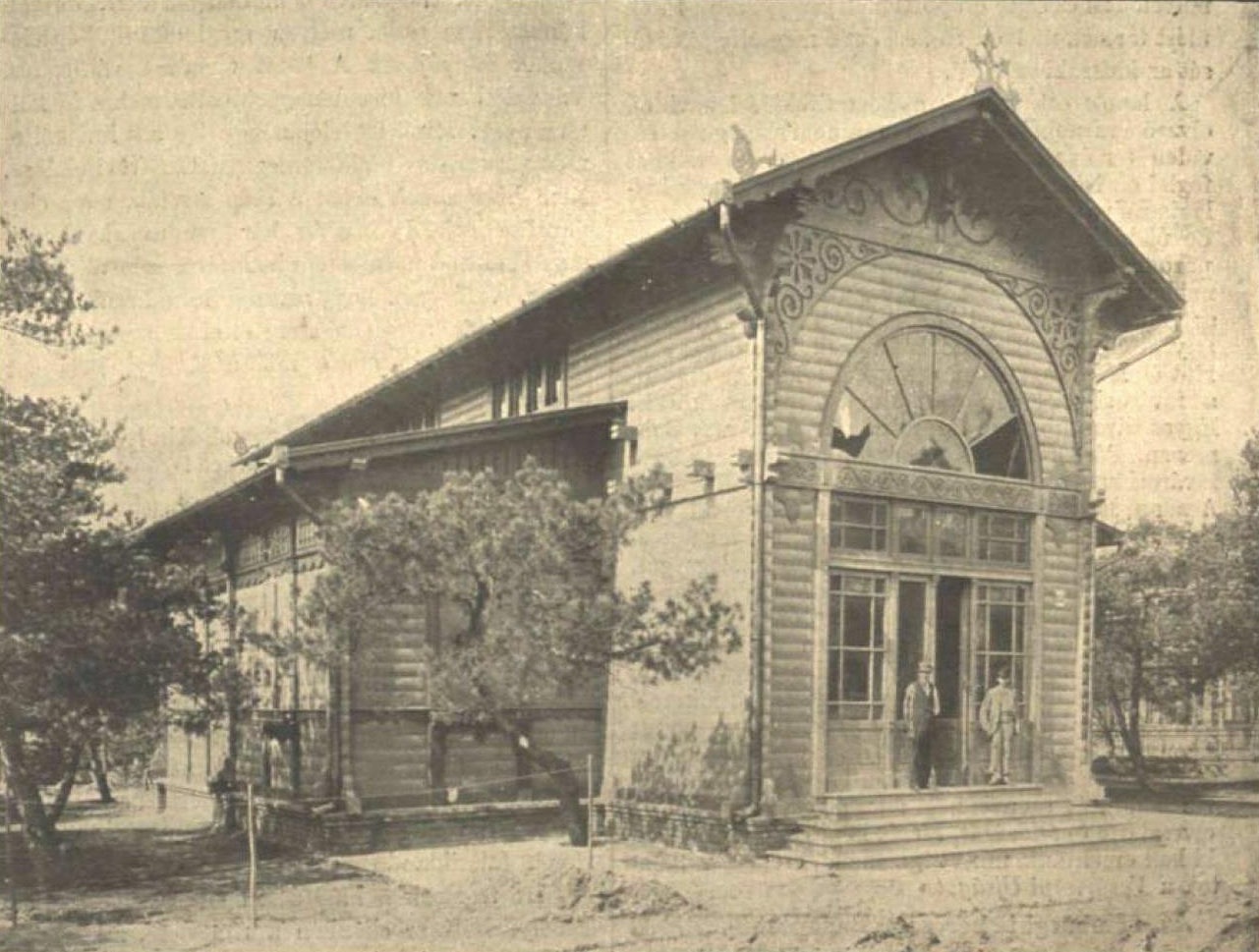
A Thonet fivérek bútorgyárának pavilonja
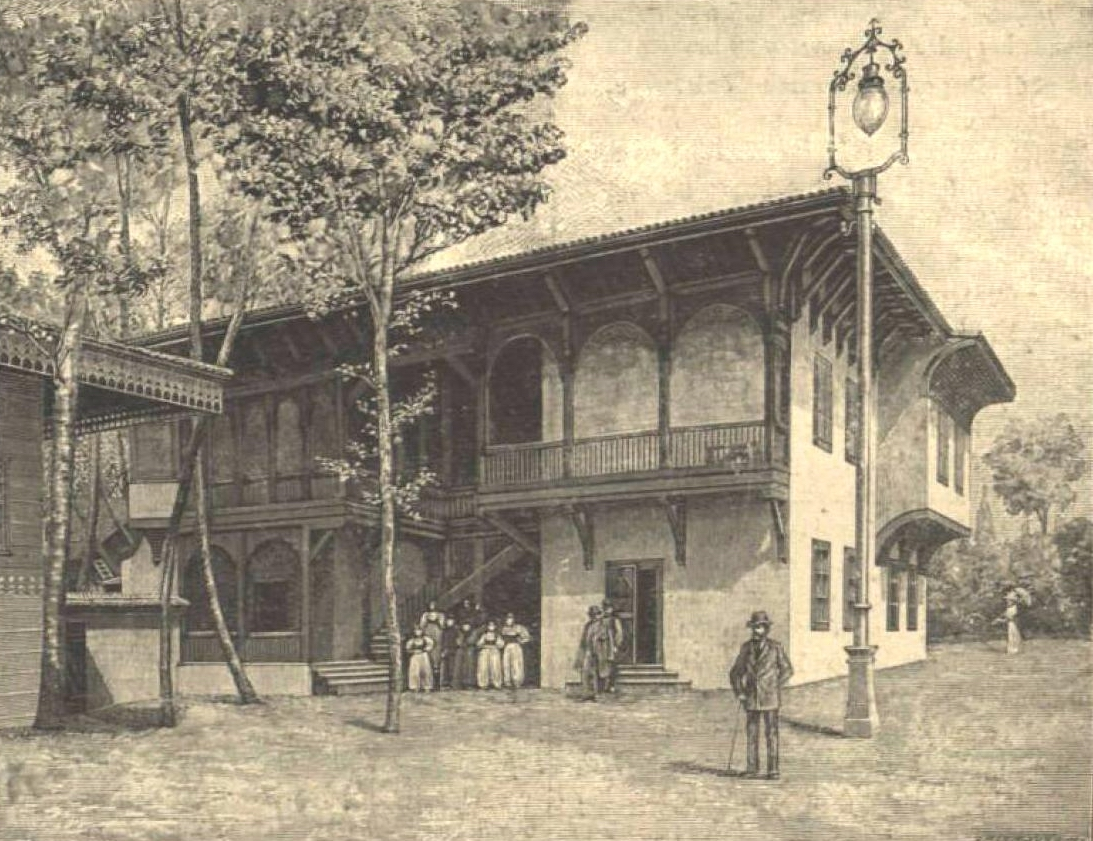
A bosnyák ház

A Dinamit Nobel-részvénytársaság görög stílusban épült pavilonjának bejáratát négy oszlop tartotta, homlokzatán festménnyel. Belül a pozsonyi gyárat látta meg először a belépő, a kiállítási teremben az alapanyagok másai, a gépek, a zsinegek és hasonló a dinamitgyártáshoz szükséges eszközöket állítottak ki. A teremben Nobel arcképét is elhelyezték. A pavilon másik szobáját fogadóteremmé alakították, ahol a társaság tagjai megpihenhettek, az érdeklődők pedig felvilágosítást kaphattak.
Az Alpár Ignác által tervezett cement pavilonban lehetett megtekinteni Walla József mozaik- és cementgyárának termékeit, úgymint cement- és márvány mozaikból készült kagylók, oszlopok, lépcsők, faltáblák, kútmedencék, és a pavilon közepén felállított szökőkutat.
A fa- és nádszék-ipar csarnokában mutatkozott be a barsmegyei nagyugróci hajlított faszékgyár, a Thonet testvérek cége.
Az igazgatósági épület mellett terült el a rendőrkapitányság épülete, egy dunai halászcsárda, az akvárium, a kereskedelmi tengerészet és a folyamhajózás helyiségei, mely számára a korcsolyacsarnok alakították át.
Az akvárium bejáratát hatalmas cethal figura mutatta. A bejárat után egy barlangszerű üregbe juthattunk, mely a tengerfenék élővilágát hivatott bemutatni. A talajt kagylókkal, csigákkal, korallokkal borították, egy elsüllyed hajó roncsait is bemutatták. A terem falában elhelyezett vízzel töltött tartályokban tengeri állatok úszkáltak (halak, remeterákok, tengeri rózsák, tengeri uborkák, tengeri csillagok, teknősök, tengeri pókok). A vizet az Adriai-tengerből, az állatokat pedig Nápoly környékéről szállították, bizonyos időközönként (Minden hónap 1-jén és 16-án). Az állatok tartásához megkívánt hőmérséklet elérésére érdekében jéggel hűtötték a medencéket.
A közművelődés- és sajtópavilonban kaptak helyet dr. Madarász Gyula állatpreparátumai (túzok, fecske, nádi veréb, vadkacsa, stb.)
Külön kiállító hellyel rendelkeztek az ügyvédek, az igazságügyi pavilonon belül. Többek között kiállításra került Werbőczy Hármaskönyve, egy 1246-ból és 1280-ból való ítéletlevél, bigámia- és boszorkányperek peranyagai. A történelmi csoporton belül kapott helyet a krasznahorkai várból származó Andrássy kincsek.

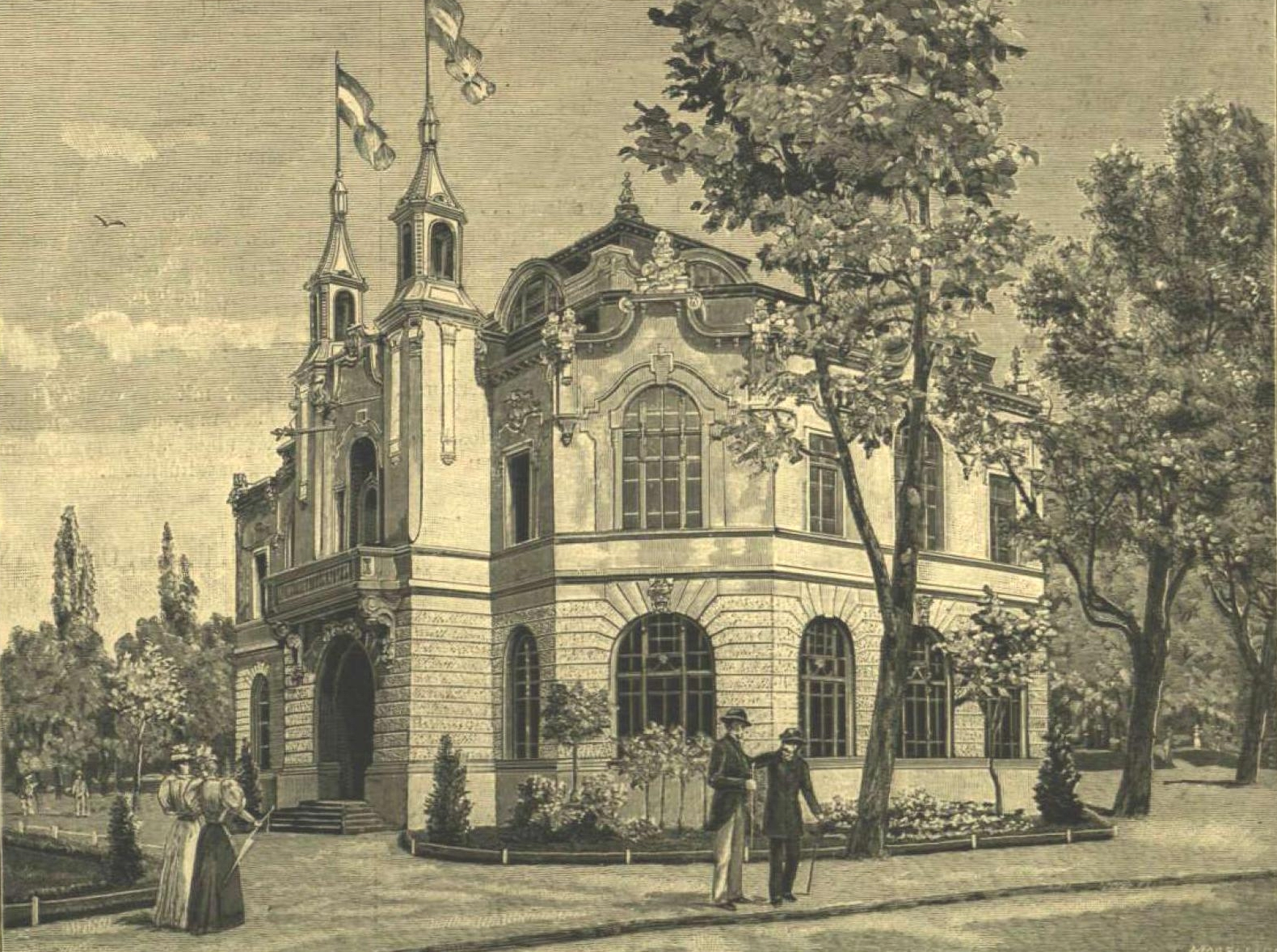
A sajtó és közművelődési intézetek csarnoka
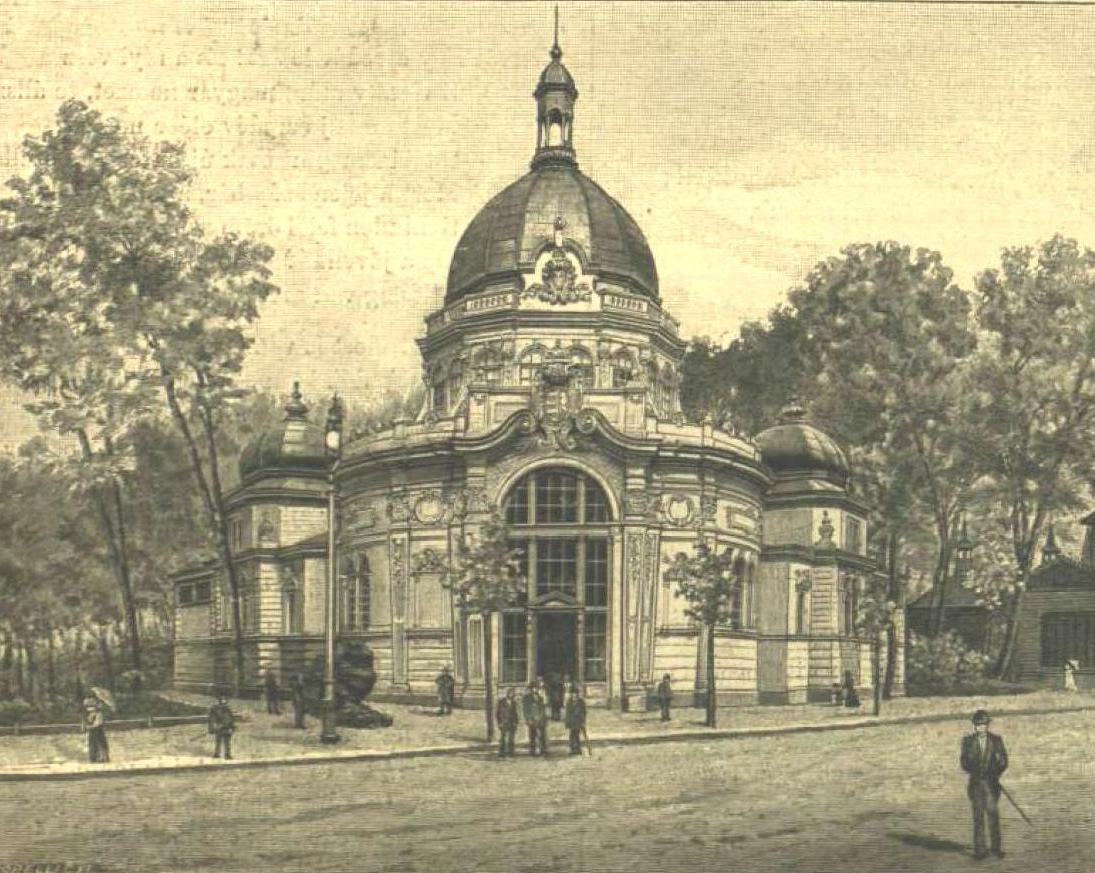
A vízépítészeti pavilon
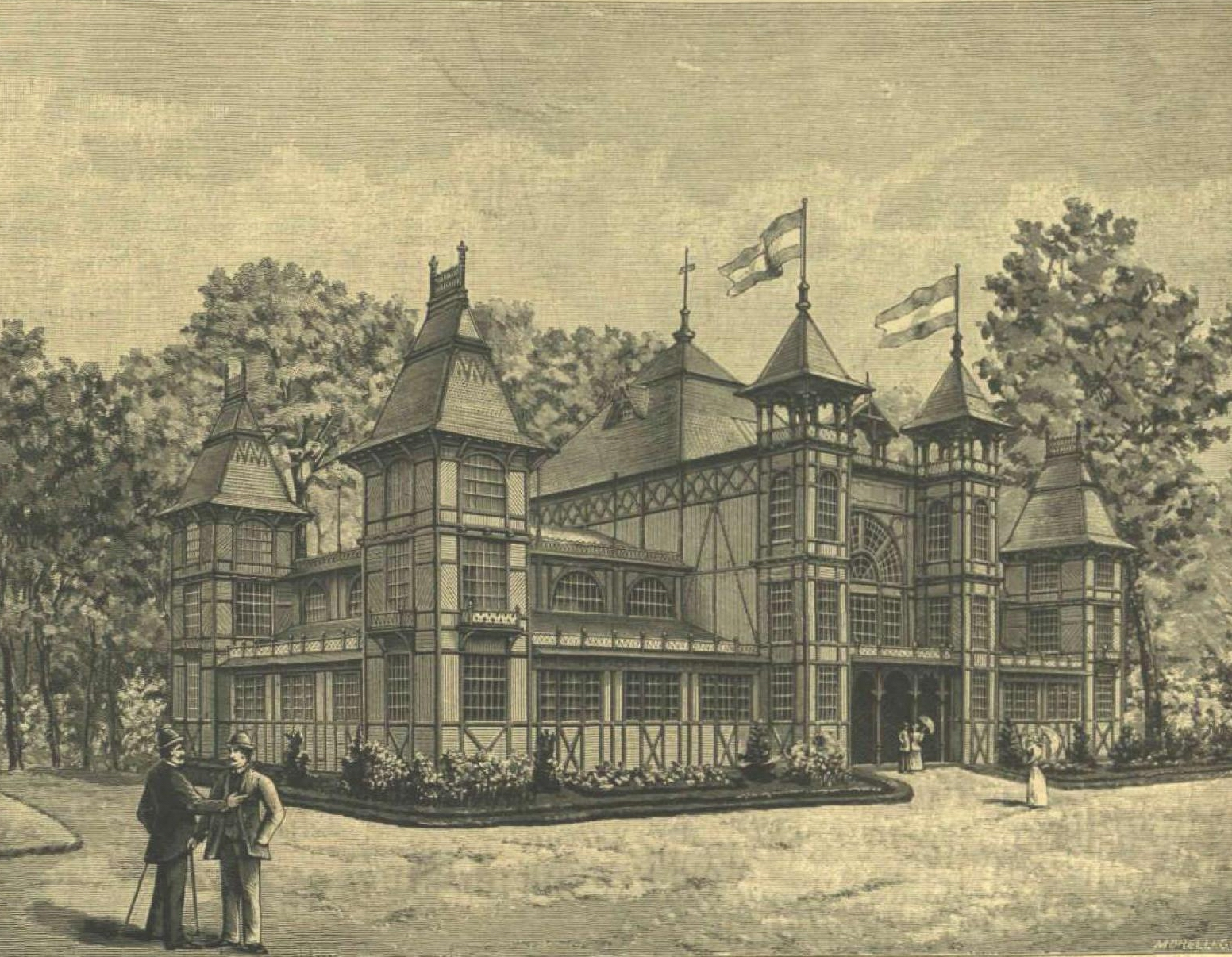
Az időleges kiállítások csarnoka
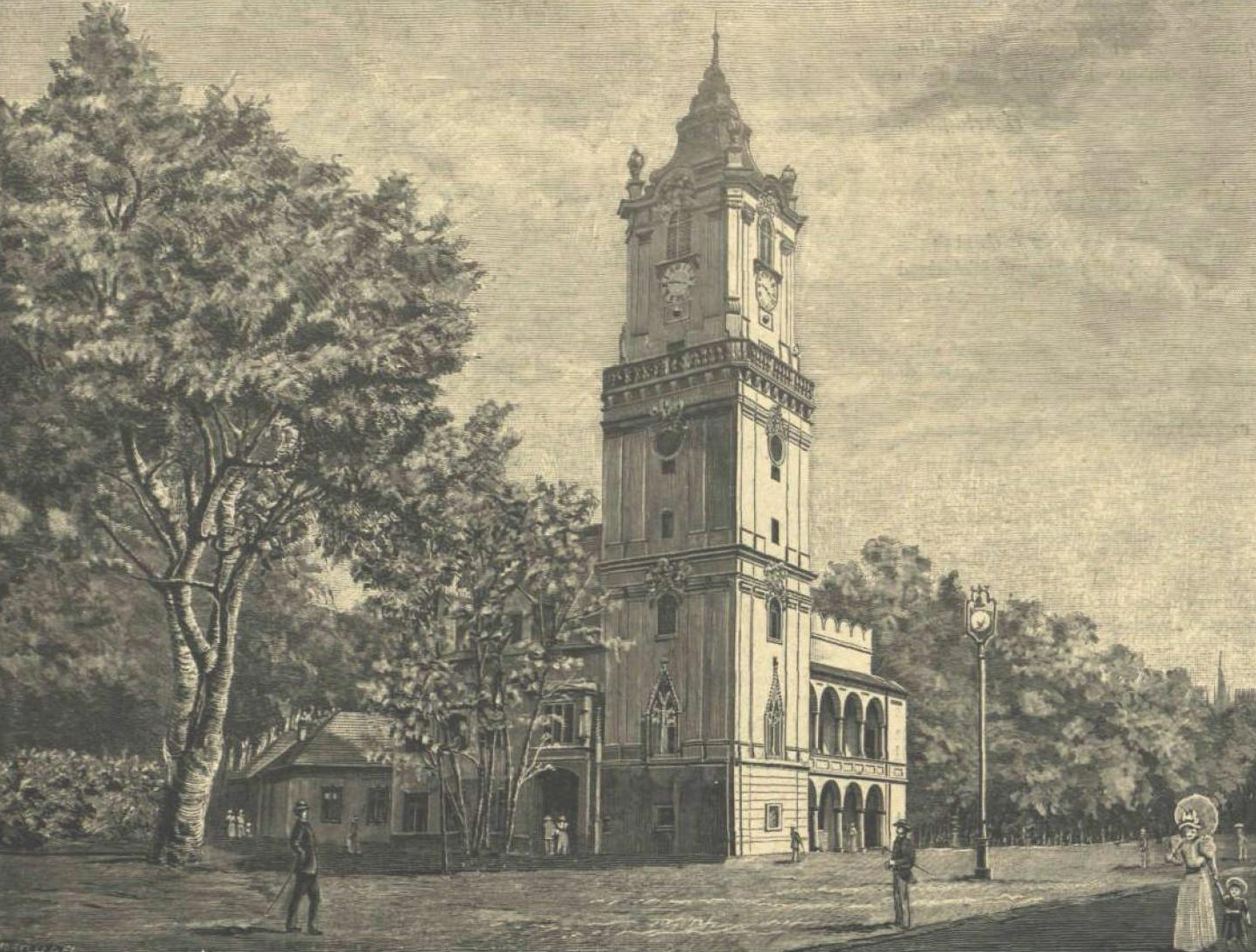
A háziipar csarnoka

A főbejárattól balra a hadügyi kiállítás volt látható (magyar királyi honvédség, hadseregszállítók, haditengerészet és az Osztrák-Magyar közös hadsereg), szintén itt állítottak ki egy sárga hadi léghajót, amelyben a magasba repítette az érdeklődőket egy rövid időre. Két várágyú is volt kiállítva, egy hajópáncéllal egyetemben, amin a golyó ütötte sérülést is megszemlélhették a kíváncsiskodók. De megismerhető volt a hadsereg három nemének (tüzérség, gyalogság, lovasság) felszerelése (puskák, járművek katonai kerékpárok is, ágyúk), öltözete, statisztikai adatai. A katonai állatgyógyászatot is bemutatták.
Nem messze innen egy hadihajó középső része volt felállítva, a Császári és Királyi Haditengerészetet bemutatandó a legjelesebb tengeri csaták, hajók és kapitányok (köztük Tegethoff kapitány a lissai csata győztese, Weyprecht, a Ferenc József-föld felfedezője) adatai képei voltak láthatóak. A sor Frigyes főherceg, Tegethoff, Miksa császár haditengerészeti ereklyéivel, az északi sarki expedíció hajómakettjeivel, szánjaival, csónakjaival, korcsolyákkal folytatódott. A haditengerészeti kiállítás része volt a Dunán horgonyzó Szamos is melyre szintén felmehettek az érdeklődők.

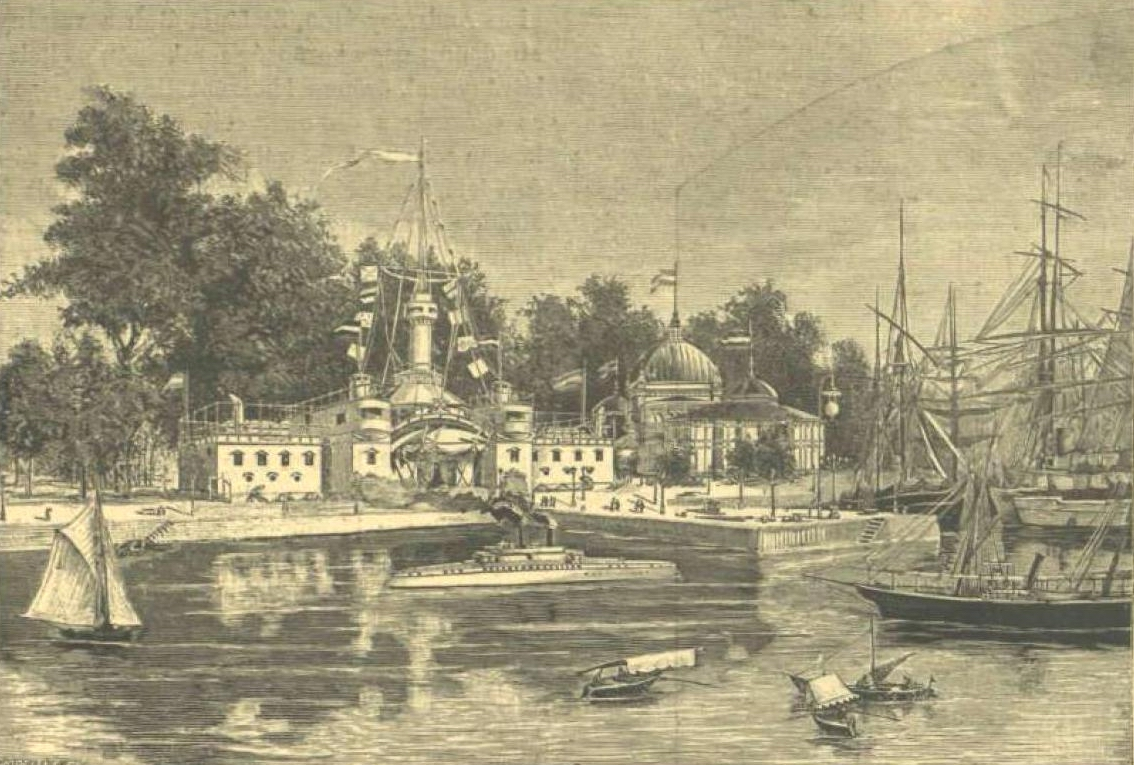
A haditengerészeti kiállítás látképe, a hadihajó részletével
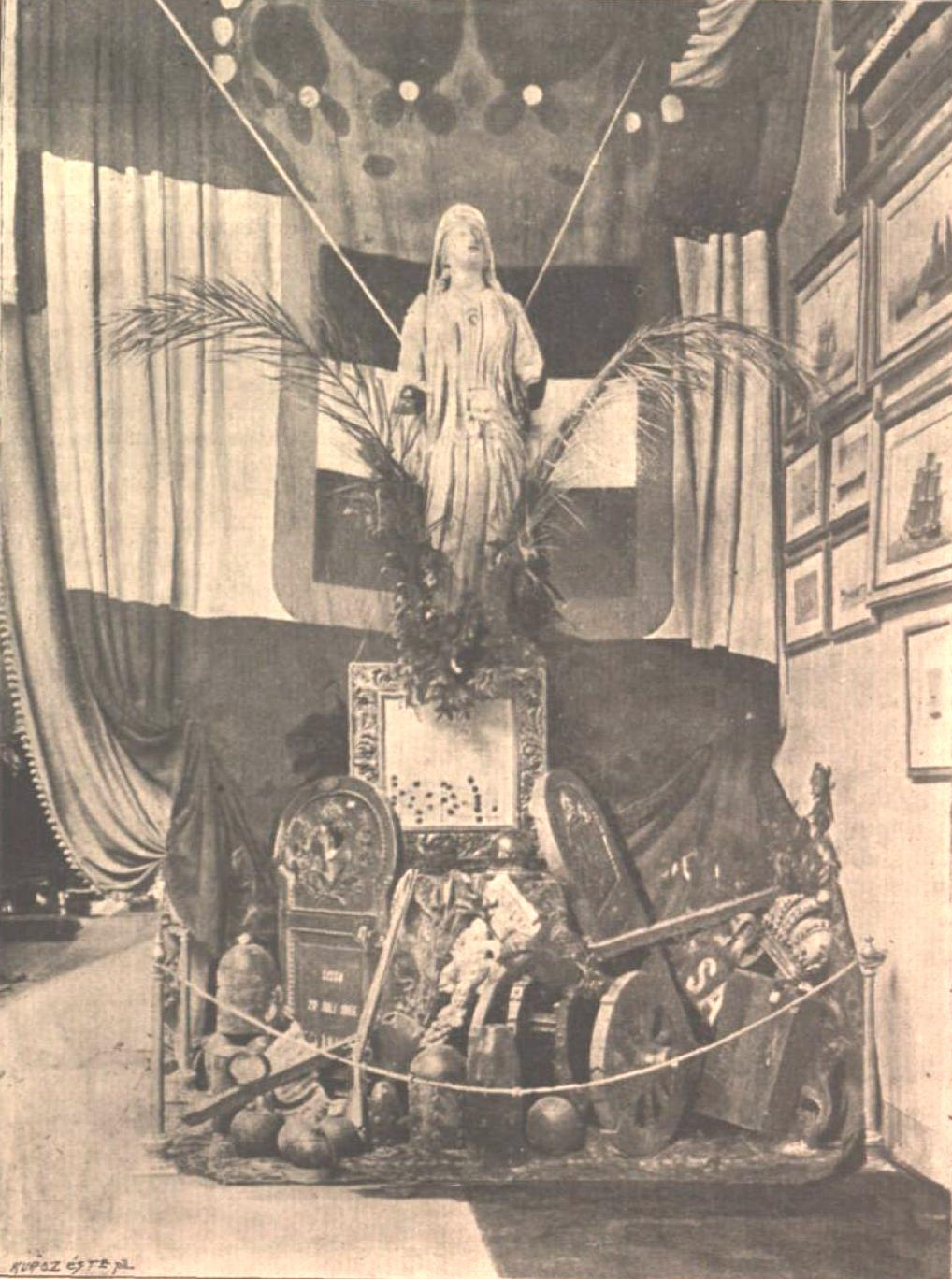
A haditengerészet egyik termének részlete
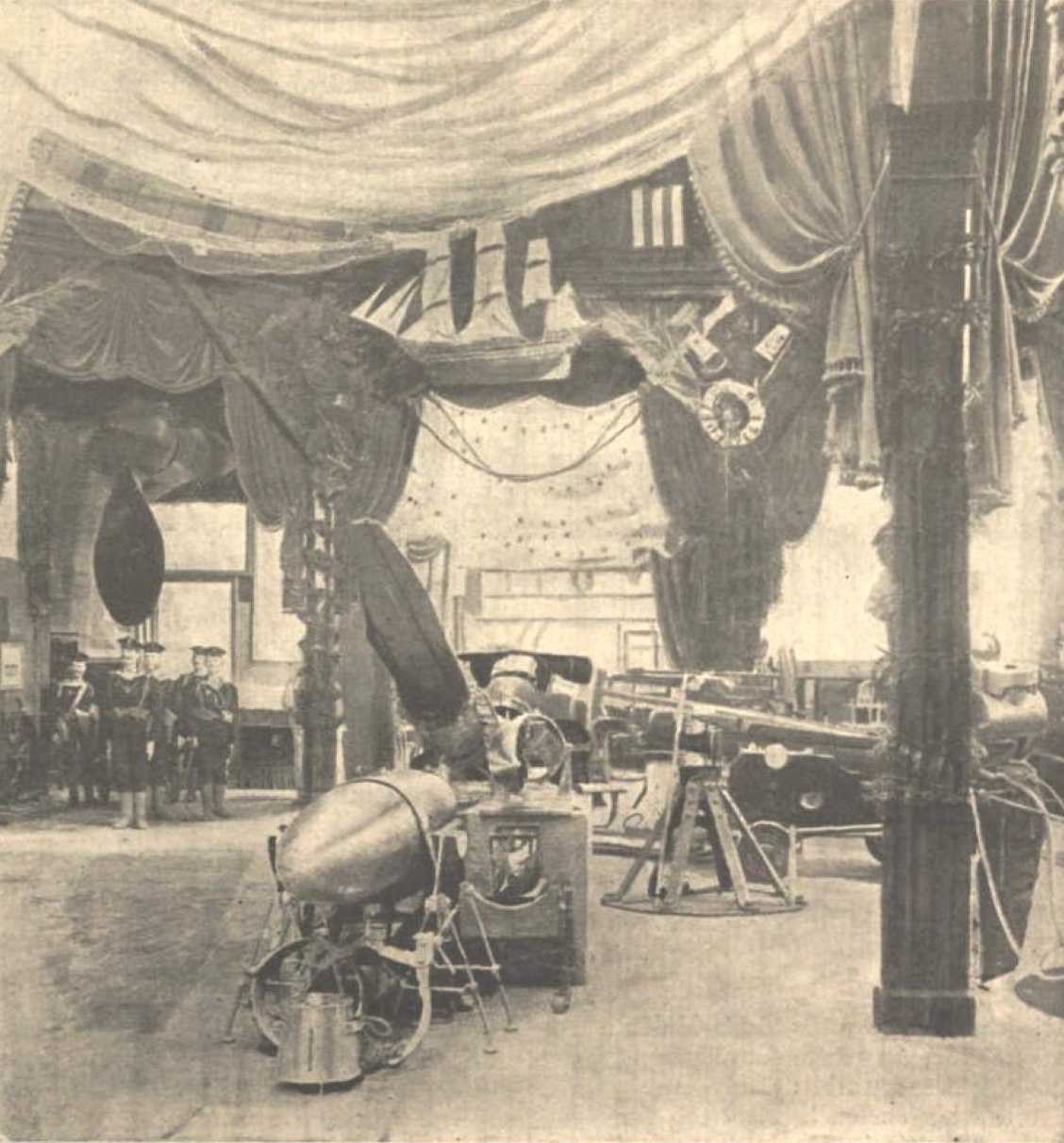
Haditengerészeti terem, háttérben az uniformist viselő matrózok
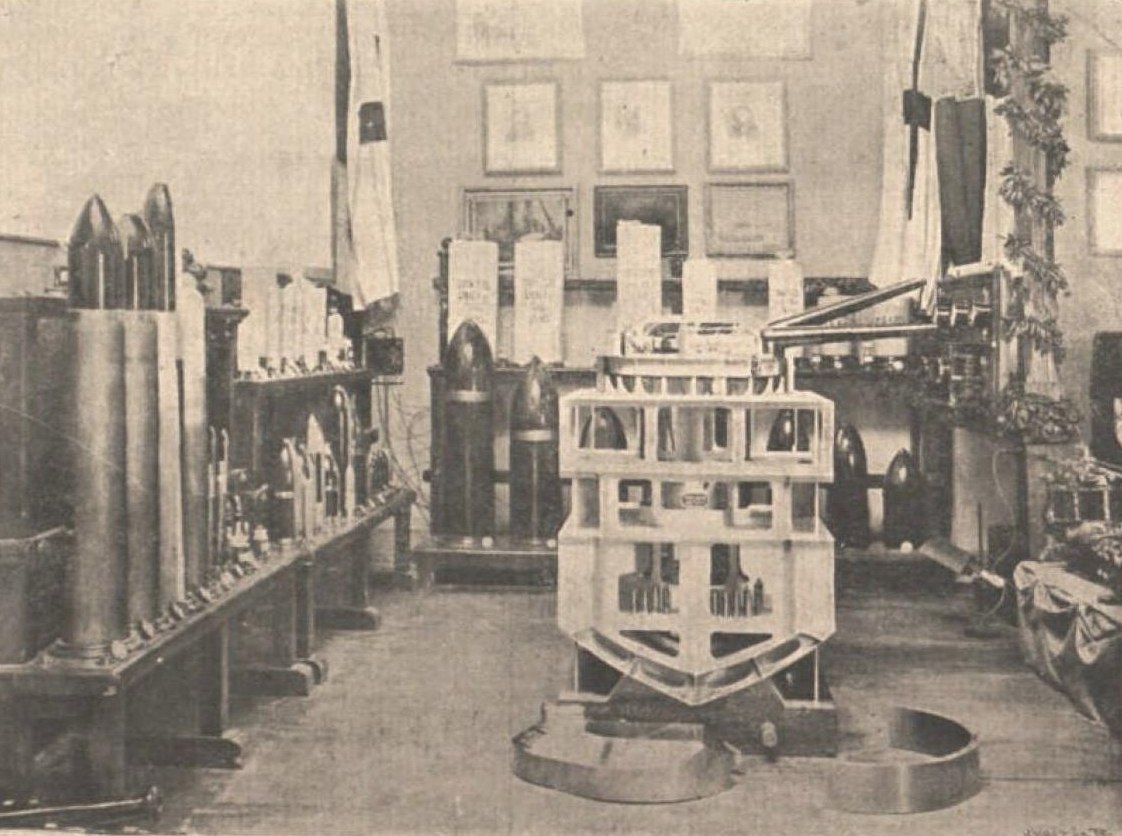
Lövedékek

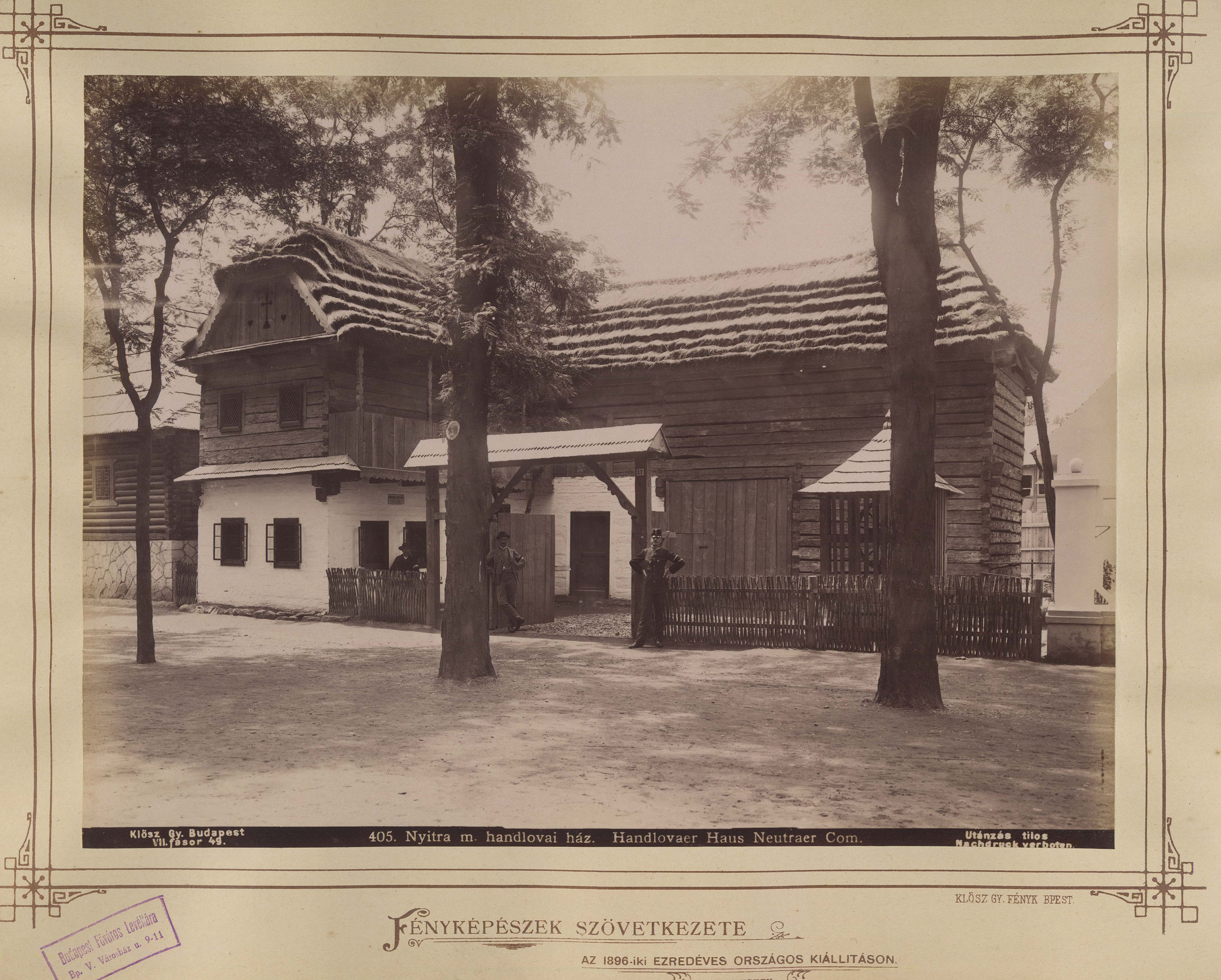
Handlovai ház a Millenniumi kiállításon

A kiállítási falunak nevezett részen különböző vidékek és nemzetiségek lakóházait és gazdasági épületeit állították ki, emellett csárdát, templomot, községházát, iskolát, kórházat és tűzoltótelepet mutattak be. A templom körül vásárbódék helyezkedtek el. A kiállítási falu területén különböző falvak küldöttségei népszokás- és néptáncbemutatókat tartottak.
Bosnyák ház (tervezte Blazsek Ferenc) – egy jobb módú bosnyák ember házát mintázta, benne egy földesúri és paraszti szoba berendezésével, illetve egy szövöde, ahol szövőlányok mutatták be a szőnyegszövés tudományát. Itt is találhatók viaszbábuk, amivel a mindennapi életet, esküvőt mutatnak be.

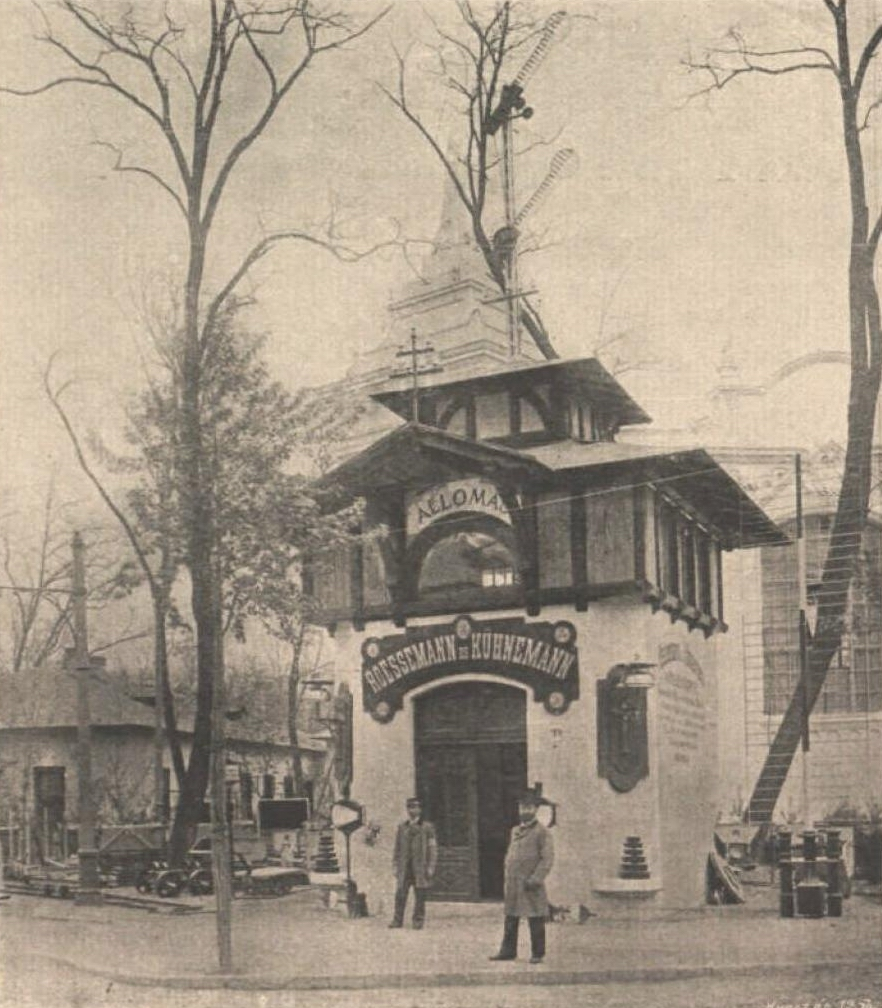
Roesseman és Kühnemann gyár pavilonja

Az állatkertben 50 krajcár fejében 250, Afrikából (Akkra, Ghána) érkezett négert tekinthetett meg az érdeklődő közönség. Az eredeti életkörülményeiket utánzó kunyhókban töltötték napjaikat, és mesterségeiket mutatták be.
Molnár Árpád és Trill Géza színházi festők Dante eposza, a Pokol több részletét ábrázoló körképének külön csarnokot építettek.
A Plasticon című kiállítás a műcsarnokban kapott helyet olyan látványosságokkal, mint viaszszobrok, amik hírességeket (Liszt, Wagner, Wekerle, Vilmos császár), vagy festményeket jelenítettek meg (Zichy: Erzsébet királyné Deák ravatalánál, Murillo: Madonna). Ezek mellett voltak tükörszobák és torzító tükrök.
Kiállították két honfoglalás kori magyar vitéz csontvázát, az egyiket – melyet Törtelnél találtak – áldozati lovával együtt. A másik Kecskeméten került elő – Kada Elek ásatása során – gyűrűvel az ujján, áldozati lóval és útravalóul mellé adott disznó csontjaival.
Egy helyen géppel készítették a látogatók számára a jeget, máshol 1 millió krajcár volt egy halomban, megint máshol török sátor volt látható. A kiállításon értékes hímzéseket is bemutattak, köztük Gyarmathy Zsigáné gyűjteményéből való darabok. Herman Ottó is rendelkezett egy pavilonnal (Ősfoglalkozás), melyben néprajzi tárgyak voltak összegyűjtve. A zene történetének bemutatására is külön helyiség volt hivatott.

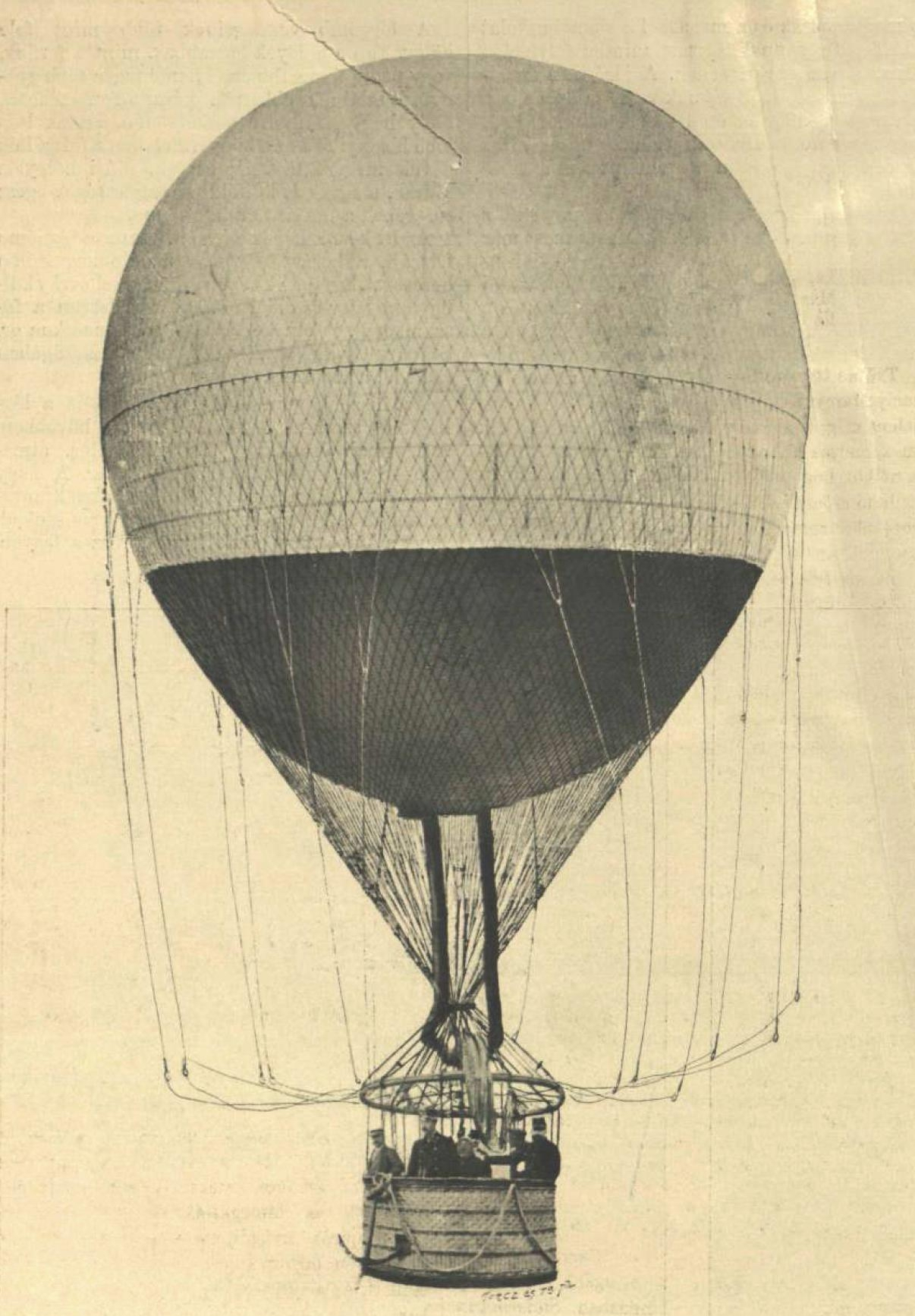
Godard kapitány léghajója (A léghajót hirdető plakát)
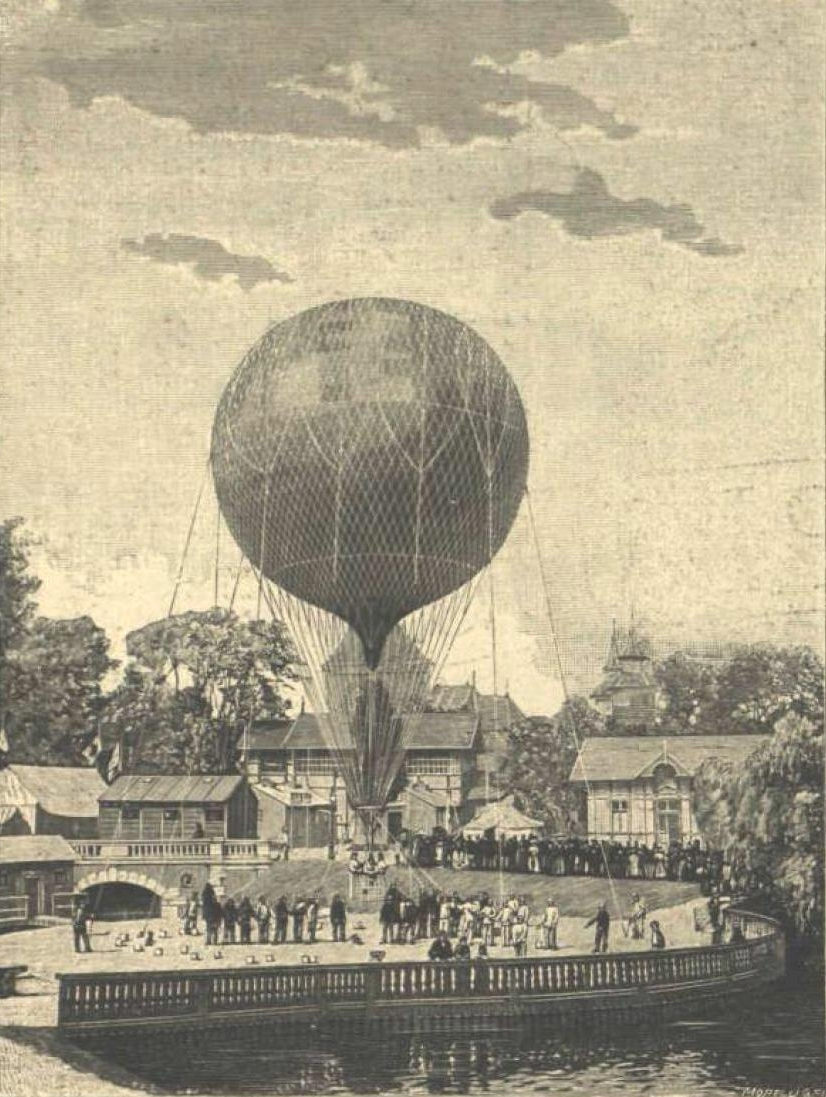
A kiállítás katonai léghajója
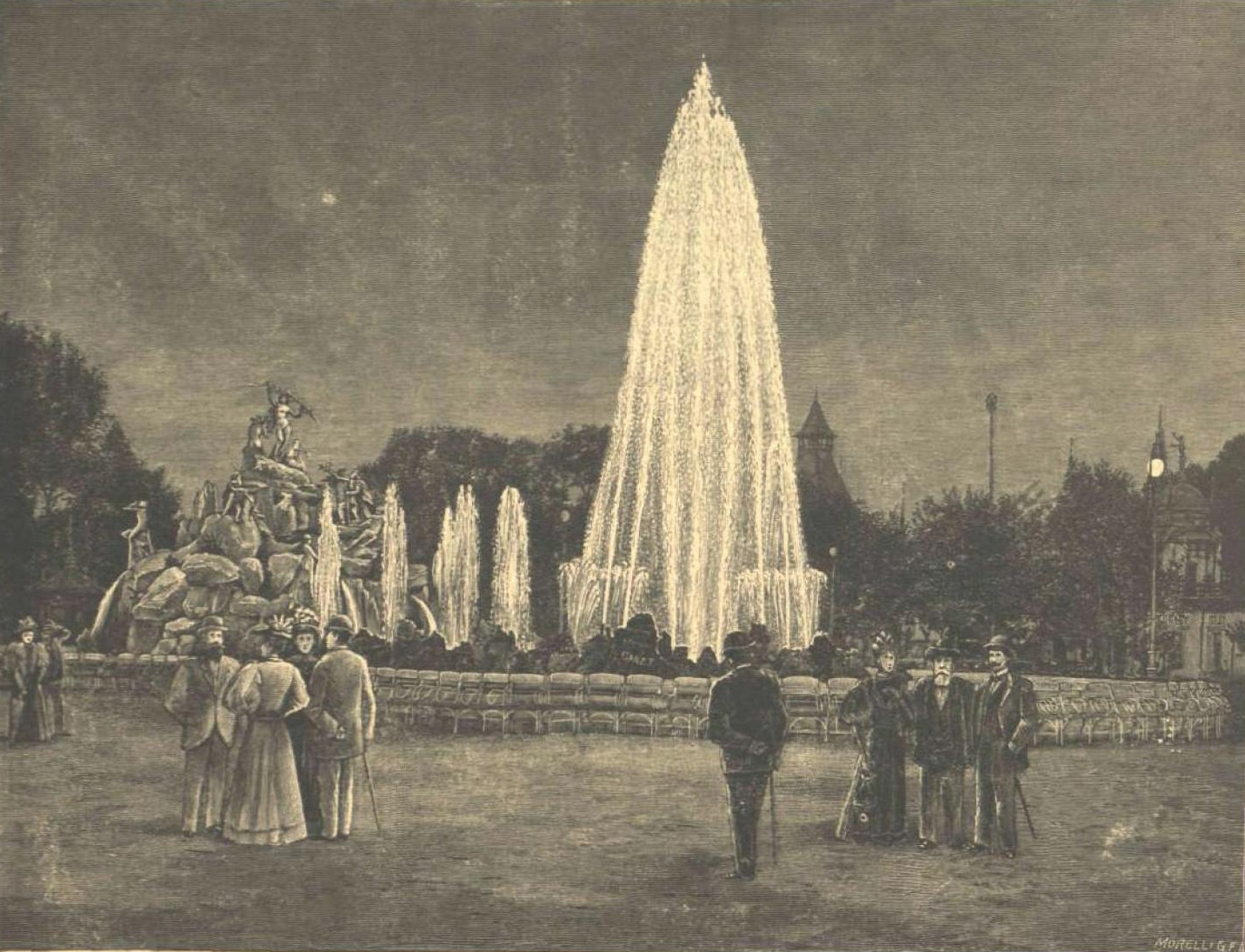
A látványos szökőkút az Iparcsornok előtti téren
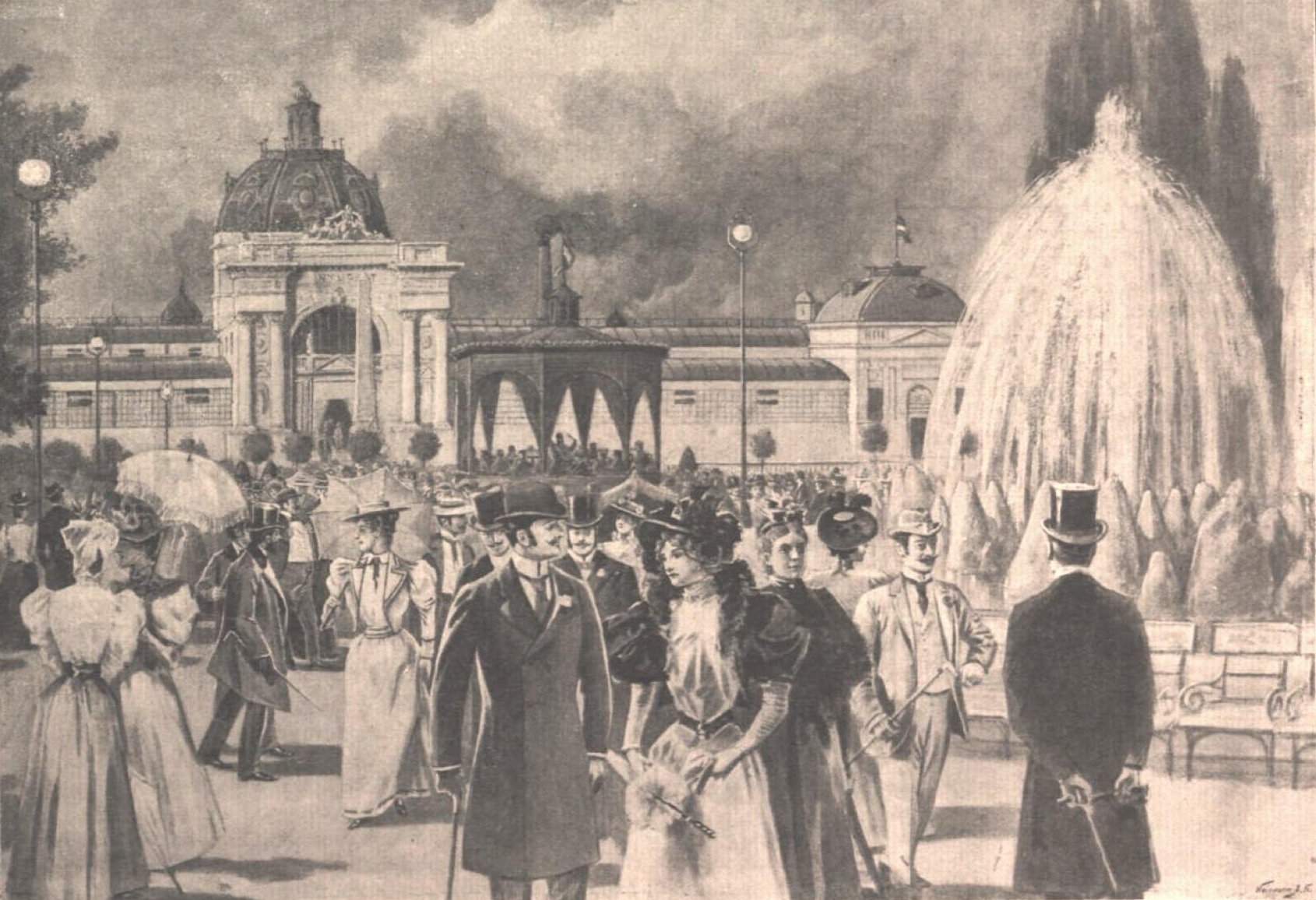
A szökőkút és a tér

Kiállították Szent István palástját, az Aranybullát, a Halotti beszéd és könyörgést, egy rekonstruált káptalani irodát (hiteleshely). Kiállítottak egy 25 öl (több mint 36 méter) hosszú két láb széles kihallgatási papírt, 1555-ből, valamint Nádasdy Ferenc, Zrínyi Péter és Frangepán Ferenc Kristóf kivégeztetési perének iratait. Bemutatták Mátyás király ruháit, fegyvereit, kálváriáját, könyvtárának egyes darabjait, Nagy Lajos misekönyvét, Miskolczy László-féle imakönyvét, Kisfaludy Himfy szerelmének kéziratát, II. Rákóczi Ferenc hadi törvényeit, kiáltványait, leveleit, Lorántffy Zsuzsanna levelét menyéhez, Báthory Zsófiához.
A látvány mellett szórakozásra is volt lehetőség. Vidéki sörgyárak is tartottak kóstolót, lehetett léghajózni (2 hajón is, a másik a hadügyi kiállításnál volt) – ez nagy szenzációnak számított. 500 méterre szálltak fel, reggeltől estig, a kiállítás főbejáratával szemben, 1 koronáért. Godard kapitány léghajójának, a Ballon Captifnak kipróbálására egyszerre 12-14 embernek volt lehetősége, a felszállás előtt egy emlékkönyvbe lehetett bejegyezni a felszállók nevét, illetve minden csoportot lefényképeztek. Az erős augusztusi szelek Godard kapitány léghajóját azonban szétszaggatták, a darabjait eladták. Emellett pezsgős pavilonok (Littke Pezsgőgyár), egy kávéház; zenepavilon, színes fényeket szóró szökőkút szórakoztatta az embereket. A mesterséges szakadékos sziklahegycsúcs, melyeken hableányok pihentek, akik a csúcson álló Sió tündérét ünnepelik, a víz esténként 8-10 méter magasra is felcsaptak.
A kiállítás tárgyát képezte egy elektromos kisvasút, melyet ki lehetett próbálni. A mozdonyt a Ganz gyár, a kocsikat és a többi felszerelést pedig a Roesseman és Kühnemann-féle gépgyár adta, aminek pavilonja egy vasúti megállót mintázott.

### Az Ős-Budavára

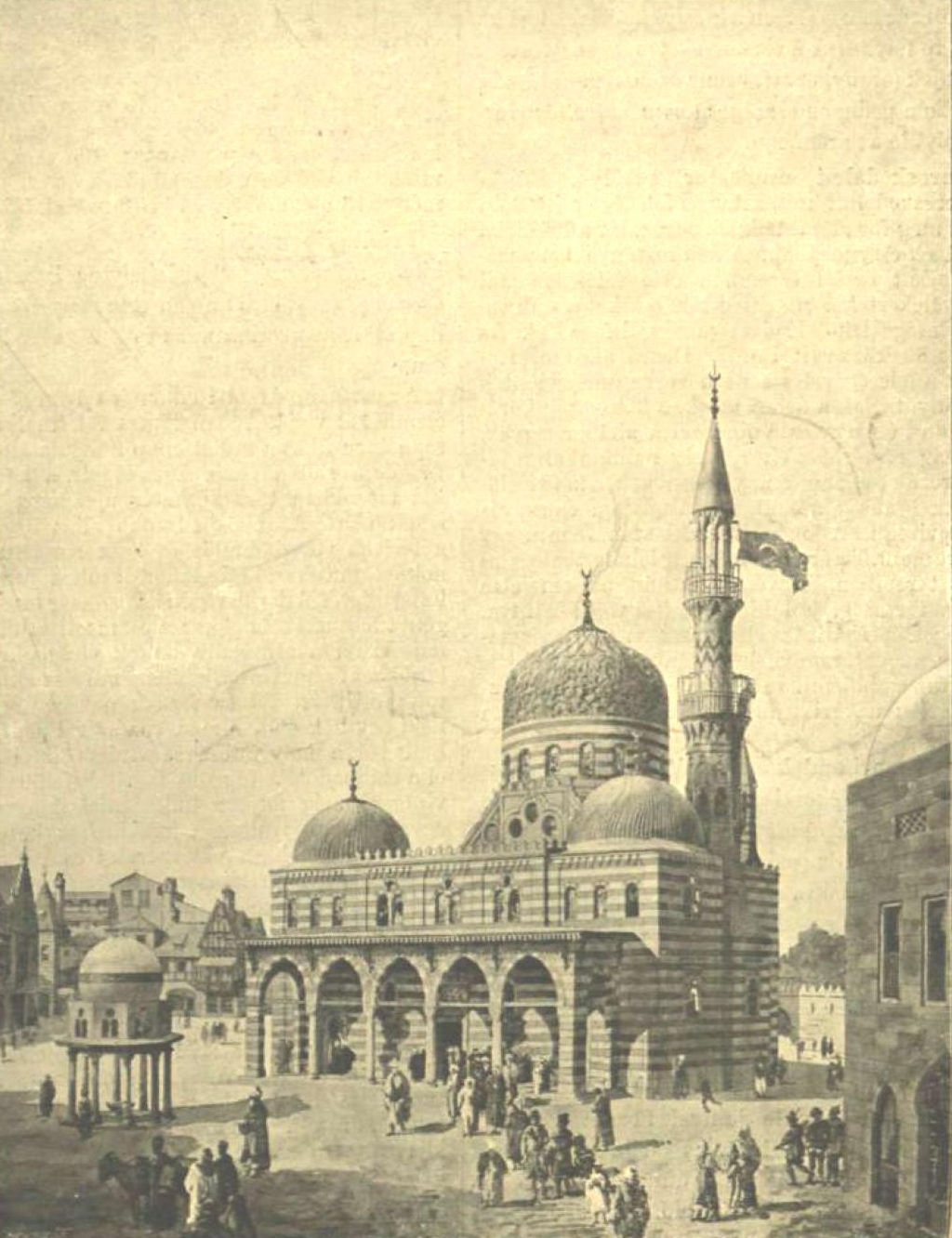
Mecset az Ős-Budavárában

Az Ős-Budavára egy fából és gipszből épített mulatókomplexum volt az Állatkert által bérbe adott 70 000 négyzetméter területen. Török időket imitáló épületek, ódon városrészletek, kastélyok váltogatták egymást.
Az Ős-Budavára elnevezés arra utal, hogy ez a kiállítórész a Budai vár török időkben tapasztalható állapotát kívánta visszaadni. Felépítettek itt egy mecsetet is mely nemcsak díszlet volt, ugyanis a kiállítás területére több törököt szerződtettek és óránként felhangzott a müezzin éneke. A müezzin július 28-án halt meg, mert a reumájára felírt, külsőleg használandó gyógyszer nem használt, ezért az egész üveggel megitta. A halottat (Csusztalics Resid) a katonai temetőben helyezték örök nyugalomra.
Ős-Budavára adott otthont az élőképek csarnokának, ahol a (híres Kiliani-féle) képeket úgy mutattak be, hogy az egyes alakok mind élő személyek voltak. Itt is működött zenekar, méghozzá Serly Lajosé. Az itt előadott amerikai produkciók kísérőzenéjéből ismerhette meg a hazai közönség és az itthoni zenészek is a jazz előzményének számító ragtime-ot.
Sok vendéglátóhelyet fogott össze, pl. Parisienne Mulató, Berger Étterem. 1900 nyarán elárverezték, majd átalakították, és egymást váltották a tulajdonosok. Jelentősége és látogatottsága folyamatosan csökkent. 1907-ben végleg bezárt, 1910-ben tűzveszélyre hivatkozva lebontották. Helyét részben az Állatkert kapta vissza. Másik részén, az akkor a vasútig tartó Hermina úttól balra lévő sávból alakították ki a külső mutatványostelepet, a Vurstli újabb részét, mely 1950-től a Budapesti Vidám Parkhoz lett csatolva.

### Látogatottság
Május 10-én volt az első nagyobb látogatottságú nap, előtte a szeles hideg idő tartotta vissza a nagyobb tömegeket a kiállítástól. A látogatottságra vonatkozó adatok erre a napra: Andrássy úti főkapu, 21.104 fő a II. (király-utca) főkapun 14.267 fő, a III. kapun (az István út mellett) 2.093 fő, az V. kapun (Ősbudavár) 2.772 fő. A IV. (Erzsébet út) kapunál körülbelül 1000 fő. Ezek a számok a napijeggyel rendelkező látogatókat mutatja, emellett még számolni kell a bérlettel rendelkezőkkel és a szabadjegyesekkel, hogy a tényleges látogató számra következtetni lehessen. Ezek alapján 50-60 ezren lehettek kinn május 10-én.
Június 24-én érkezett meg a kiállítás milliomodik látogatója, egy Nyárádszeredáról való székely asszony, Ács Ferencné (szül. Gáspár Róza) asztalosné, aki egy csoport tagjaként tekintette meg a rendezvényt. A jegyirodától egy női aranyórát kapott emlékül.
Júniusban 665.248 napijegyes látogatója volt a kiállításnak, összességében az első két hónap napjegyes látogatóinak száma 1.110.511 fő volt. Július első heteiben érkezett meg az Ősbudavár 500 000. látogatója, akit szintén aranyórával ajándékoztak meg. Július 8-án a Godard-féle léghajó már a 638. felszállásnál tartott.
A kiállítást, a napijegyeket számláló gépek tanúsága szerint május 2-tól augusztus 31-ig 1.993.015 fő tekintette meg. Május 2-tól október első napjáig a kiállításnak 2.490.990 napijegyes látogatója volt.
A Révai Lexikon a teljes látogatói létszámot 5.800.000-re teszi, a teljes bevételeket 5.286.000, a kiadásokat 5.238.000 koronában állapítja meg.

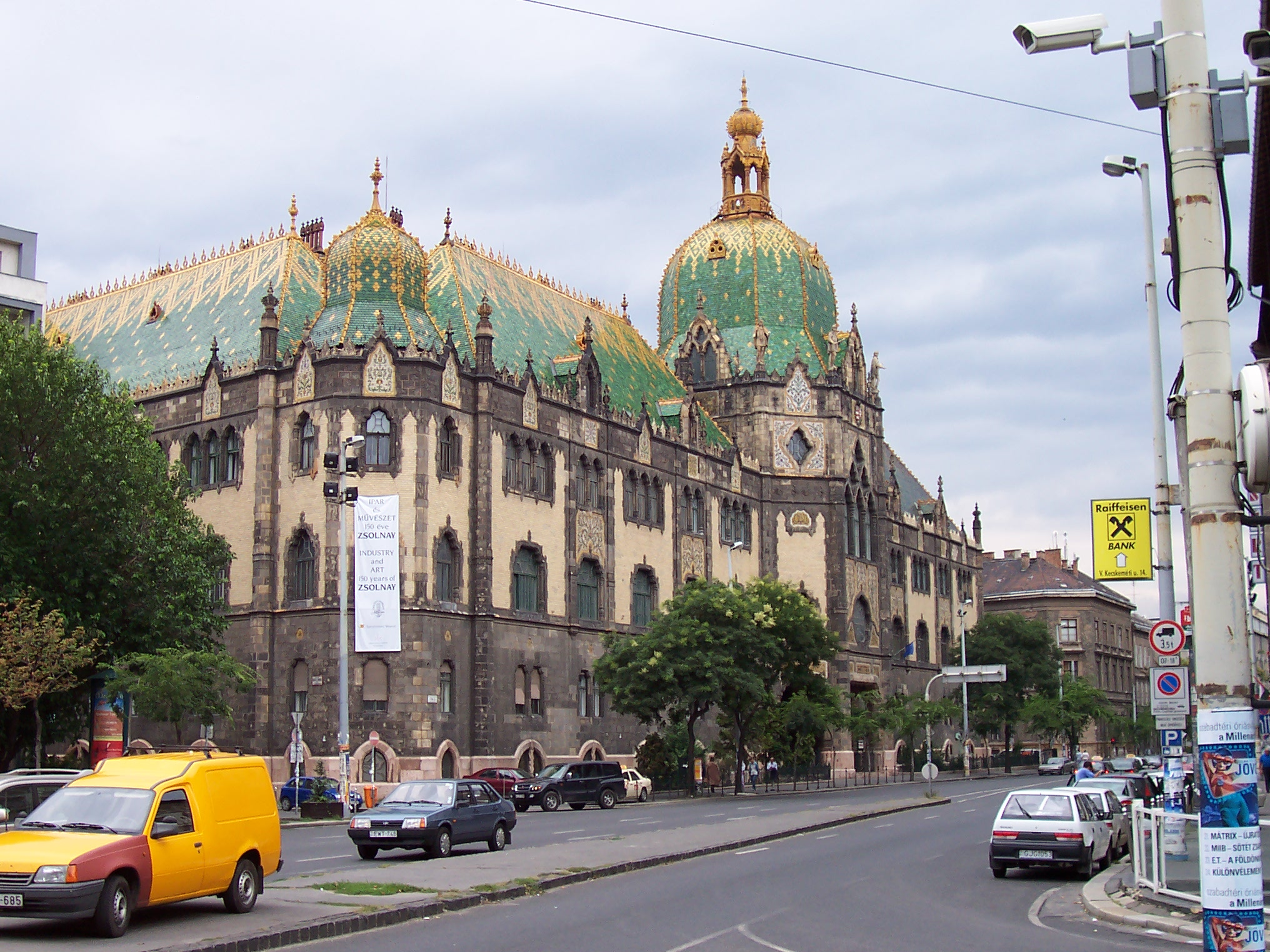
Az Iparművészeti Múzeum

### Az ünnepségekre elkészült épületek, és egyéb műtárgyak
- Millenniumi Földalatti Vasút
- Műcsarnok
- Iparművészeti Múzeum
- Ferencz József híd
- Budai Várpalota alapjainak letétele
- Az ünnepségek ideje alatt készült el a Parlament kupolája, melynek magassága 96 méter, feltehetően a honfoglalás évét (896) kívánta hangsúlyozni.[23]
- A Konstantinápoly mulatóhely a Duna-parton, a Gellért-hegy lábánál
- Ybl Miklós szobra

## Érmek

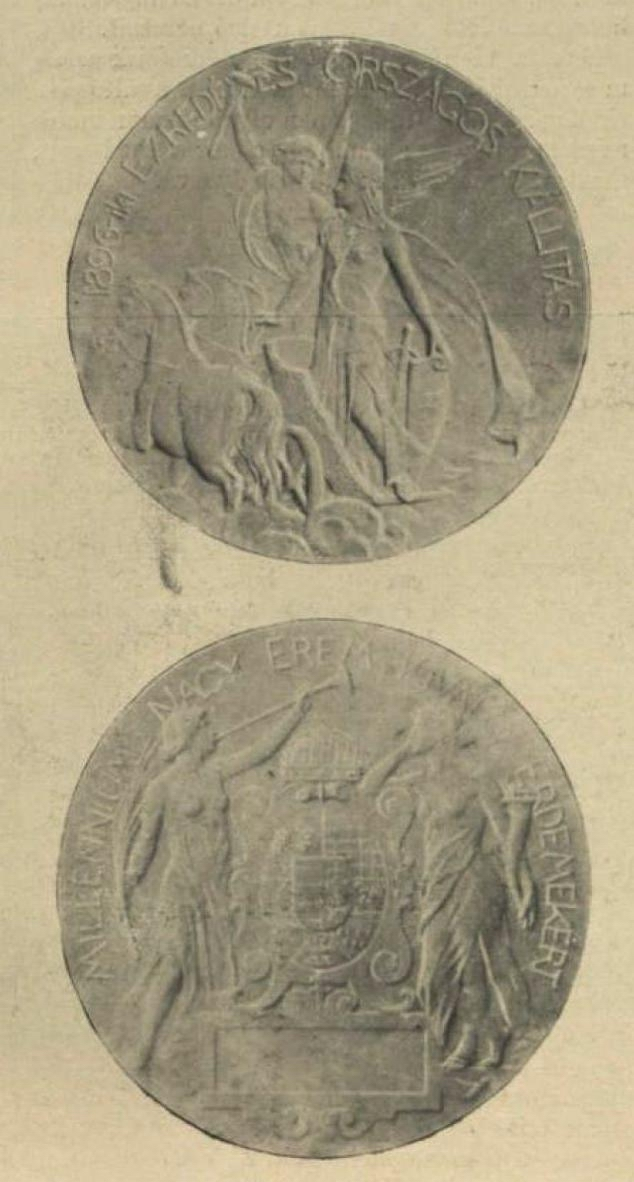
Nagy érem

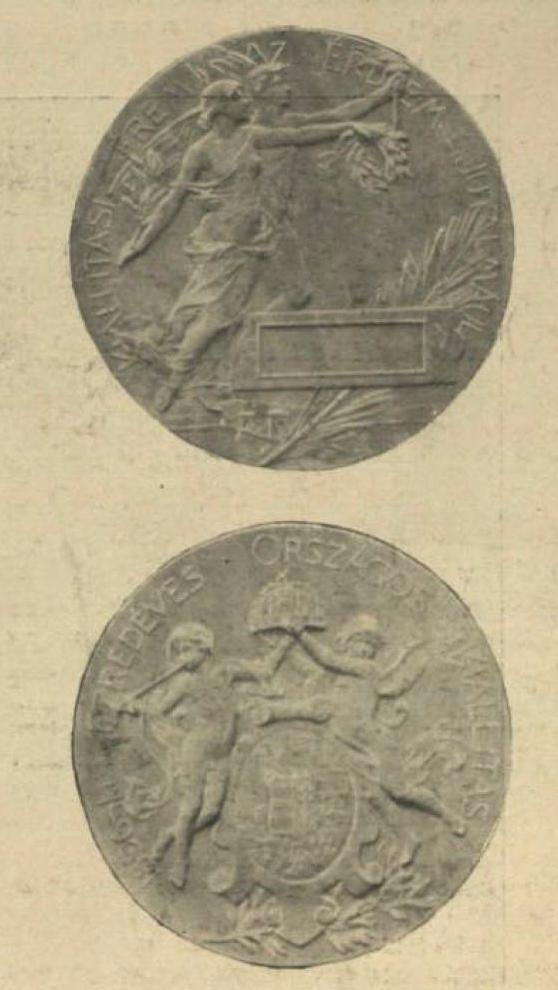
Kiállítási érem

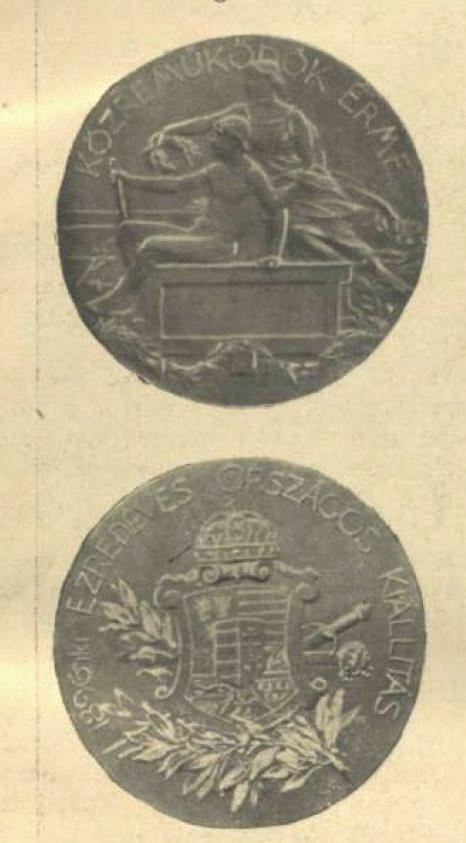
Közreműködők érme

A kiállítok értékelésére háromféle érmet tervezett Beck Ö. Fülöp a Párizsban 1895-ben végzett művész.
- Nagy érem 
Alak áll Szent koronával a fején egy római hármas fogaton, kivont karddal, baljával a magyar címeres pajzsára támaszkodik. Mellette a haladás szelleme fáklyával világítja meg a szekér előtti utat. Körben az 1896-i ezredéves országos kiállítás felirat olvasható..
Az érem hátoldalán a magyar címert két allegorikus alak védi. Az egyik pálmaágat tart egyik kezében a másikban harsona van, zengve a magyarok dicsőségét. A másik kezében bőségszaru látható. A címer alatti téglalapba vésték a kitüntetett nevét. Félkörben a felirat: Millenniumi nagy érem, kiváló érdemekért.
- Kiállítási érem 
Előlapján két lebegő alak, a leány testéhez tapadó lepelszerű ruhán áttetszenek testének idomai, egyik kezével babérkoszorút nyújt, melyet a haladást jelképező szárnyas ifjú vesz át tőle. Felirata: Kiállítási érem az érdem jutalmául. Itt is téglap kihagyva a díjazott nevének. Az érem alján pálmaág és Budapest látképe a lánchíddal. Hátlapján két angyal tartja Szent István koronáját a címer fölé.
- Közreműködők érme
Az előlapon ifjú támaszkodik kalapácsára, mögötte alak áll babérkoszorúval kezében. Hátlapján a címer látható háttérben pedig a keresztbe tett királyi kard és pálca.

## Ünnepségek vidéken
Az ezredéves ünnepségek keretében a honfoglalás és államalapítás szempontjából fontos hét helyen emlékművet emeltek, utalva a hét honfoglaló vezérre. Az emlékművek ötlete Thaly Kálmán történetírótól származik, amelyek helyszínéről egy külön bizottság döntött: Ópusztaszer, Munkács, Pannonhalma, Zobor-hegy (Nyitra mellett), Dévény, Brassó és Zimony. Ezek felavatására az ünnepségek ideje alatt került sor, de a hét kiemelt emlékművön kívül az ország más pontjain is emeltek jelentősebb emlékműveket és tartottak megemlékezéseket.

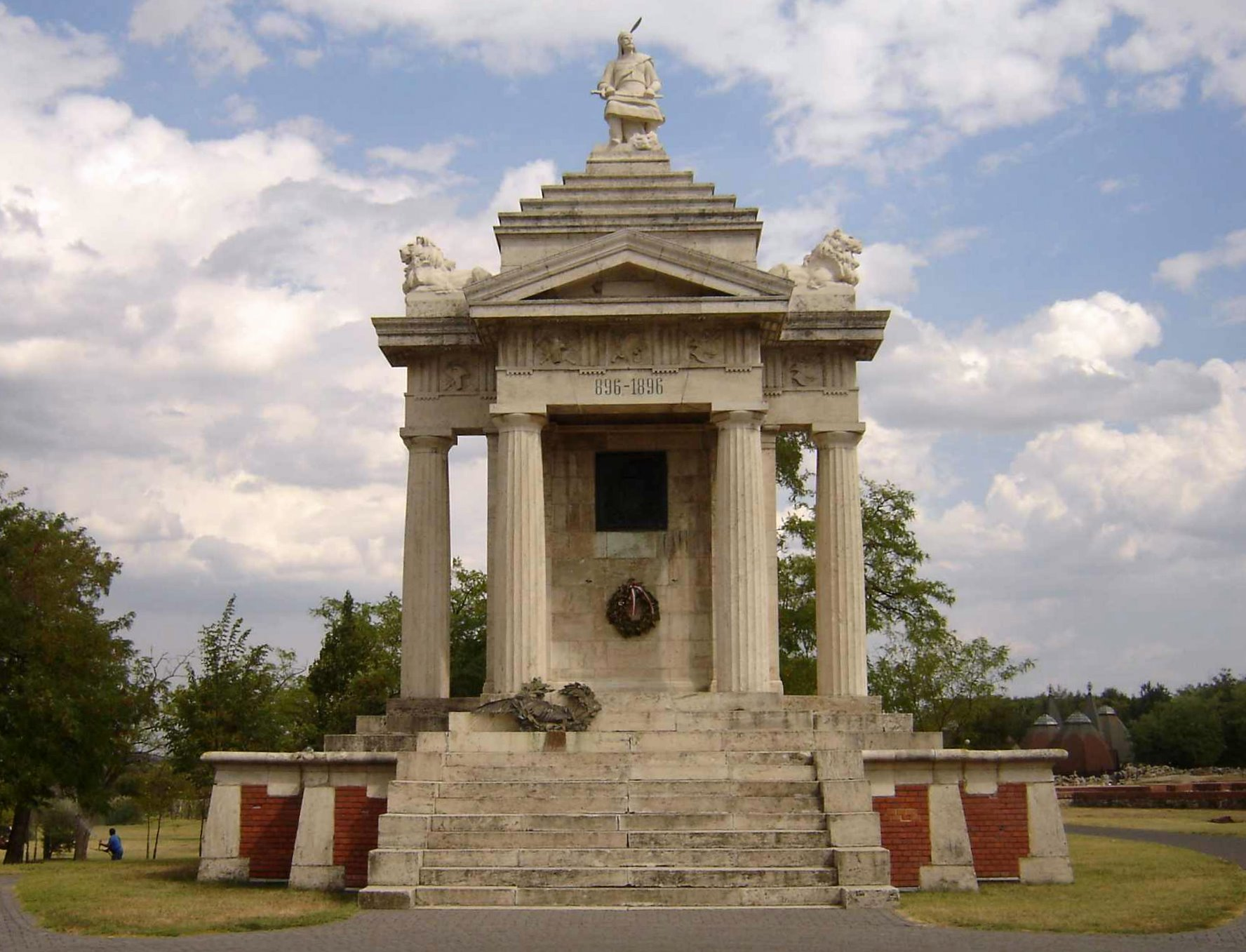
Az ópusztaszeri rekonstruált Árpád-emlékszobor
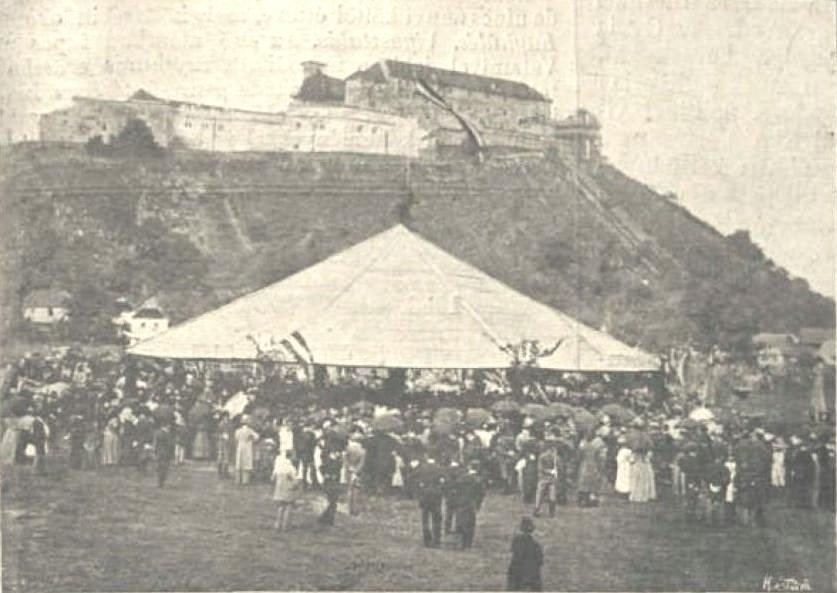
A munkácsi megemlékezés
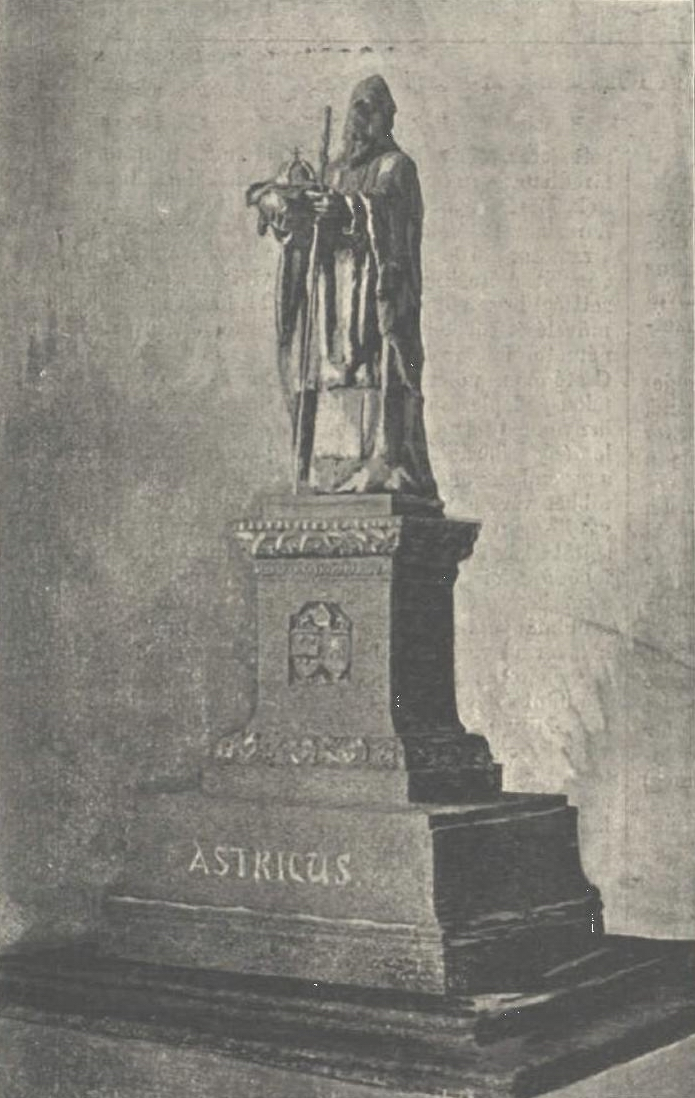
Jankovics által megformált Asztrik, Pannonhalmán
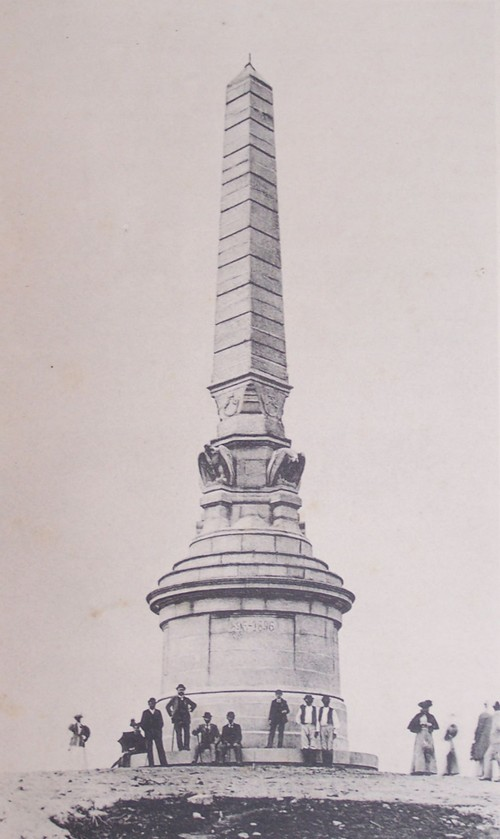
A zobor-hegyi emlékmű

Jelentősebb megemlékezések:
- Esztergomban május 13-án nyitották meg a millenáris ünnepségeket.
- Alcsúton május 25-én a katolikus iskolák tartották meg millenniumi ünnepségüket. Először hálaadó szentmise volt a templomban, azután az iskolában a Himnusz eléneklése után dr. Staner László udvari lelkész ünnepi beszédet mondott. A gyermekek a Honvédek királydalát énekelték, amelynek szövegét Mária Dorottya főhercegnő írta.
- Ópusztaszeren június 27-én a honalapítás emlékének alapkövének letétele, Árpád emlékszobor alapkő letétele. Beszédet mondott a kormány nevében Darányi Ignácz földművelésügyi miniszter és "felhívja Csongrád megye közösségét az emlékmű kegyeletes őrzésére. Az alapkőbe elhelyezett okmányt Csongrád megye legrégebbi országgyűlési képviselője és az emlékmű tervezője által felolvastatik, elhelyeztetik, s az arra felkértek a szokásos kalapácsütéseket megteszik. Mialatt a dalárdák a zenekarral Kölcsey Hymnusá-t adják elő" Az emlékműnek Pallavicini őrgróf 80 holdat engedett át birtokaiból. A szobor Berczik Gyula (1853-1933) és Kallós Ede alkotása volt, 1997-98-ban Buzár Károly faragta újra.[25]
- Június 28-án a Mátyás-templomban egy emlékkövet áldottak meg, amely a lomnici-csúcson került elhelyezésre.
- Deym londoni osztrák-magyar nagykövet július 14-én fényes bált rendezett a londoni Royal Institute termeiben a magyar nemzeti ünnep alkalmából, ahol jelen volt Teck hercege is
- Munkácson július 19-én helyezték el az ezredévi emlékoszlop alapkövét a munkácsi várban. Az ünnepség alkalmából Erdély Sándor igazságügy miniszter tartott beszédet. A munkácsi emlékművön Bezerédy Gyula turulja foglalt helyet, hasonmása a zimonyi emlékművön volt megtalálható.[26] A madarat 1924-ben lebontották, majd 1945-ben beolvasztották. 2008-ban Pákh Imre adományának köszönhetően visszaállíthatták a Turult, melynek hű mását Mihajlo Beleny készítette el.[27] Az újonnan megformált turul szárnyfesztávolsága (5,5 méter) 1 méterrel nagyobb, mint az eredetié.[28][29]
- Másik két emlékoszlopot július 20-án avattak fel a Vereckei-hágón és a beszkidi lengyel határon. Vereckénél Fankovics Antal volóci görögkatolikus lelkész és Erdély Sándor, a Beszkid hágó tetején Halaktovics Bertalan alsóvereckei esperes tartott beszédet, utóbbi magyarul és ruténül is. A vereckei-hágó emlékművéről az 1940-es évek második felében leverték emléktáblákat, majd az 1950-es évek közepén az egész emlékművet szétbontották. A felső részét alkotó obeliszk a közeli Tuholka faluban a községháza előtt állt és szovjet katonai emlékmű lett belőle. Az emlékkő darabjai 2014-ben az ukrán-magyar barátság jegyében a galíciai Tuholka és a magyarországi Fényeslitke község lakóinak és elöljáróinak a segítségével kerültek Magyarországra. Tuholka faluban 1993-as politikai változások idején egy kereszttel látták el a felső obeliszk alakú rész. Itt az 1960-as évek óta a Nagy Honvédő Háborúban elesett falubeli 7 szovjet katonaáldozat emlékére állott ez a kőoszlop. Az egykori határkőnek az alsó, hasábszerű részét pedig, mint árulkodó elemet, a falu patakjának a partján elrejtették. 1959-ben Kárpátalja és Lemberg megye határán állott a tábla nélküli emlékkő. A táblákat 1944-ben szerelték le, a szovjet csapatok előrenyomulásának idején, és biztonságos helyen elrejtették, azóta sem került elő. Ezek a táblák az 1939-es felújításkor kerültek fel, július 25-én volt egy ünnepélyes felavatás, Csehszlovákia felbomlása után, amikor Kárpátalja Magyarországhoz tartozott, és a határkő az ezeréves magyar-lengyel határátkelőt jelképezte. Ezt megelőzően 1919-ben a táblákat leverték, mert akkor Csehszlovákia és Lengyelország határa húzódott a Vereckei-hágónál. Az emlékmű ma látható díszes bronztáblákkal ellátott formáját 1896-ban nyerte el először, a július 20-án megtartott millenniumi ünnepségek tiszteletére. Mostani felújított formájában 2015. október 3-án avatták fel Ópusztaszeren. A restaurálást és a hiányzó részek hiteles másolatának pótlását Matl Péter és Matl Árpád munkácsi szobrászművészek végezték.
- Nem sokkal a rendszerváltás után új emlékmű építésébe kezdtek, amely több mint egy évtizedig csonka maradt.[30] Felavatására végül 2008 júliusában került sor. A munkácsi szobrász, Matl Péter emlékműve a Nyugat és Kelet közötti kaput jelképezi. Az építmény 7 tömbből áll, amely a 7 törzset szimbolizálja, akik a Kárpátokon való átkeléskor egyesültek. A kápolna belsejében egy oltárkő található, amely a vérszerződés kelyhét jelképezi.[31] 2009 márciusában az emlékművet megrongálták. Az ismeretlen tettesek leverték az emlékmű két alsó tömbjének kőburkolatát, megbontották a sarkait, a fekete gránitból készült, kocka alakú oltárkövet, amelynek letörték a sarkait és részben az éleit. Az emlékmű északi oldalára a rongálók "Budapest, gyakorolj bűnbánatot Kárpát-Ukrajnáért!", a nyugati oldalára pedig a "Dicsőség Ukrajnának!" feliratot mázolták fel kék-sárga ukrán nemzeti színekkel. Ezek mellett szintén ukrán színű horogkereszteket és ukrán címert festettek. Az emlékjel déli oldalára az "1939. III.15" feliratot, azaz Kárpát-Ukrajna magyar királyi honvédség általi elfoglalásának dátumát írták.[32][33]
- Wlassics Gyula, augusztus 26-án tette le az Asztrik érsek emlékere állítandó emlékszobor alapkövét, Pannonhalmán.

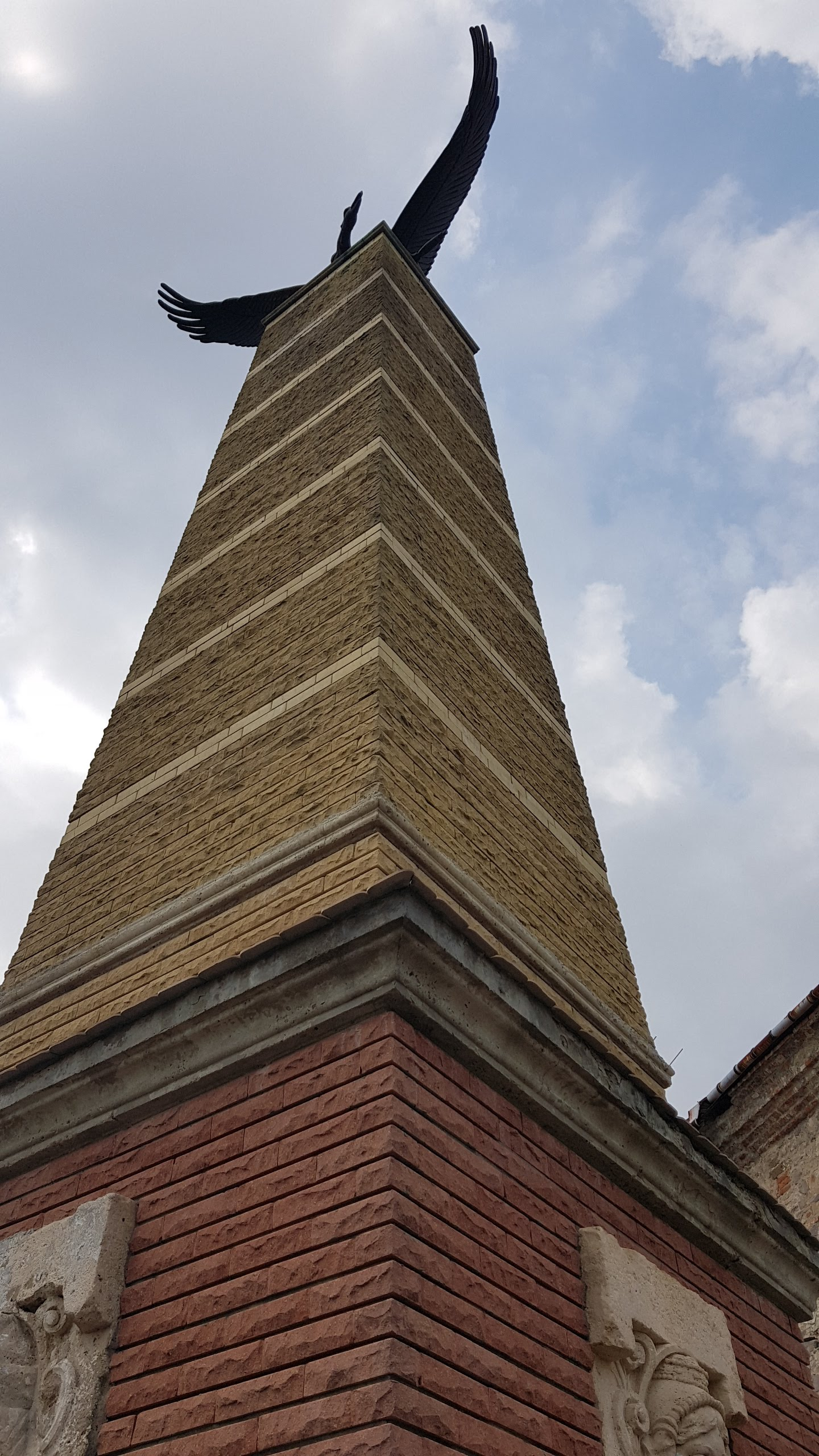
A munkácsi turul-szobor 2008-ban visszaállított mása
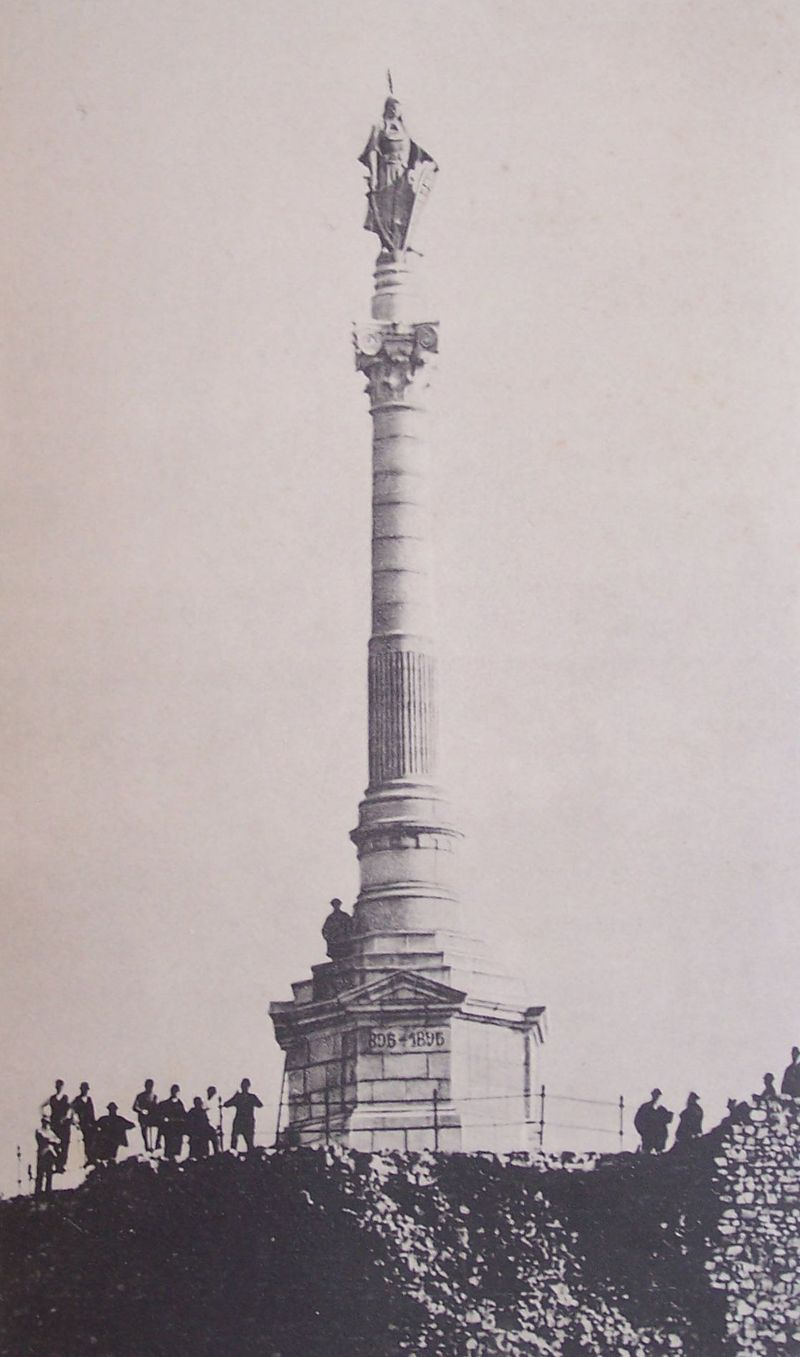
A dévényi millenniumi emlékmű
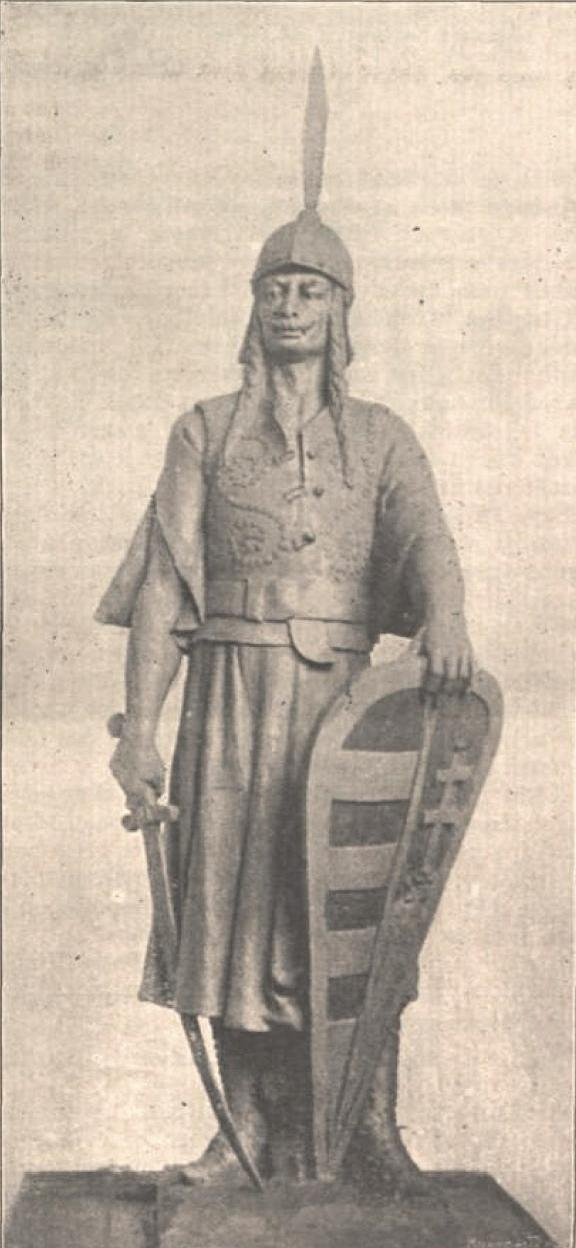
A dévényi emlékmű szoboralakja
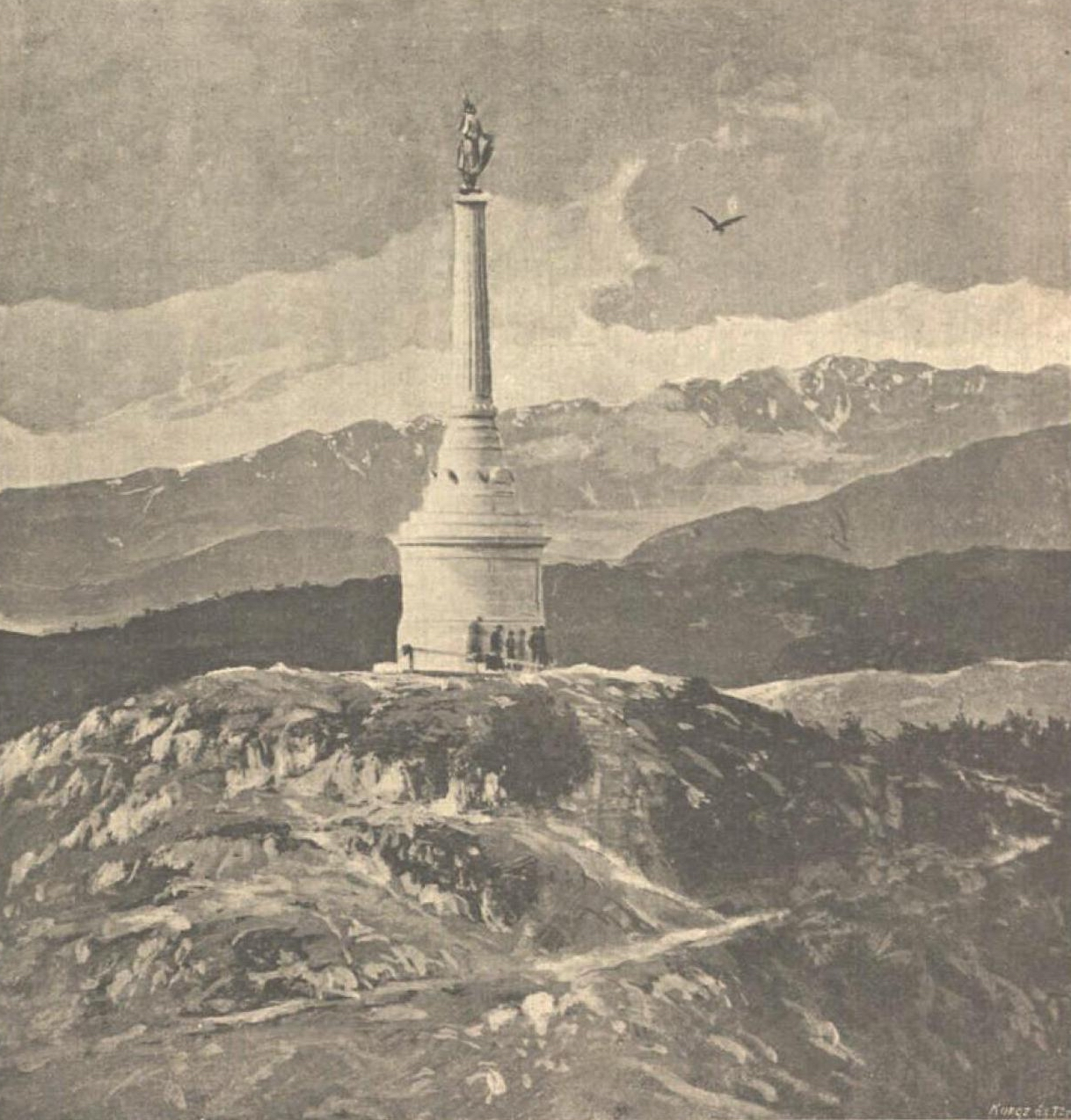
Emlékmű a Cenk-hegyen, Brassó mellett
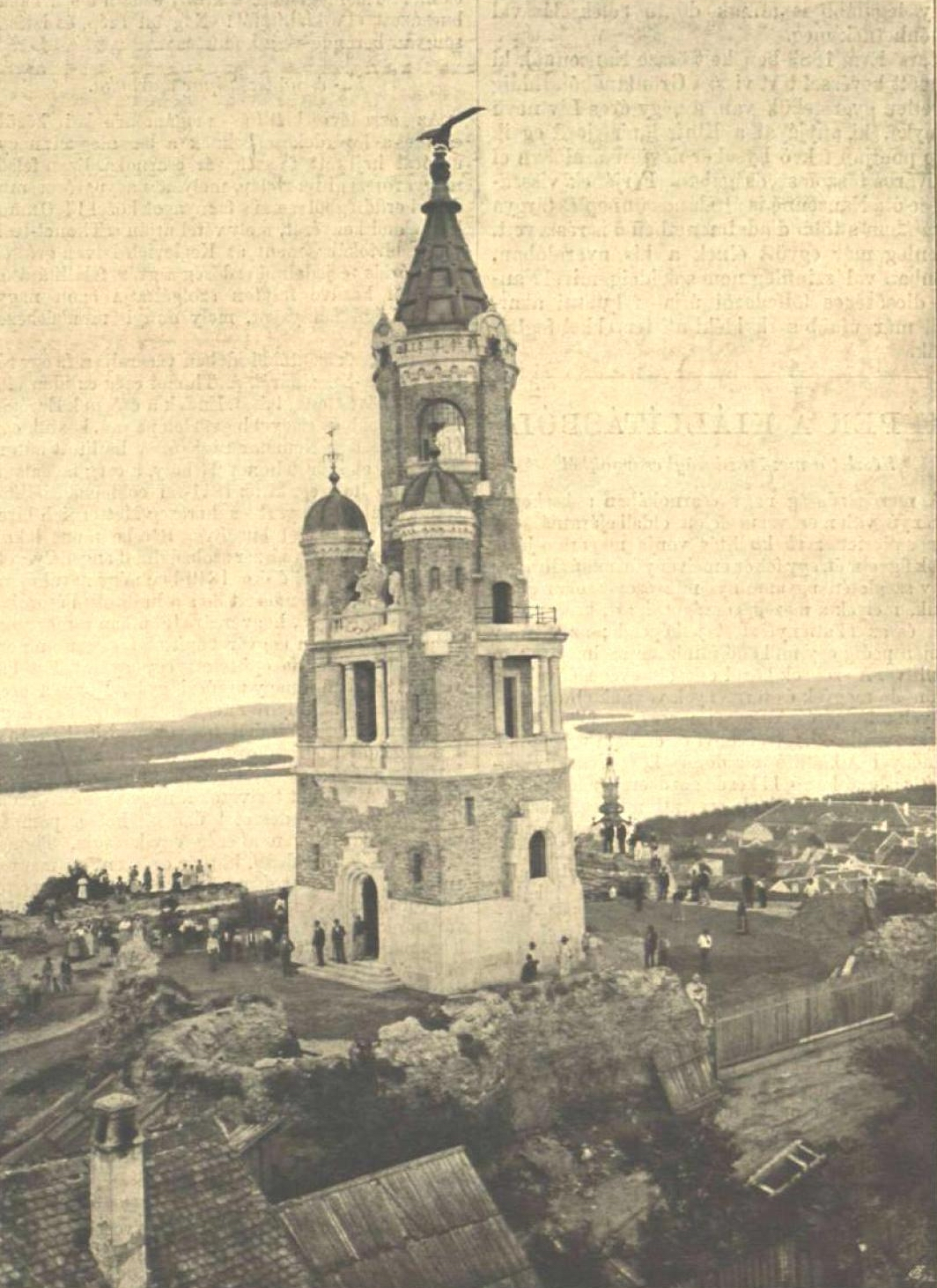
A zimonyi emlékmű

- Augusztus 30-án a Zobor hegyen (Nyitra városa mellett) avatták fel a 18 méter magas gránitoszlop emlékművet. A Zobor-hegyre azért esett a választás mert Huba, Szoárd és Kadocsa vezérek itt vívták a honfoglalás utolsó diadalmas csatáinak egyikét. A harc azzal végződött, hogy a legyőzött, de behódolni nem akaró Nyitra morva vezért, Zobort az 587 méter magas hegyen felakasztották.[34] Az avatáson részt vett Perczel Dezső belügyminiszter, a misét tartó Bende Imre nyitrai püspök, Thúróczy Vilmos nyitrai főispán és nagykéri Craus István (1848 – 1933) nyitrai alispán. Az emlékművet Berczik Gyula tervezte; a gránitoszlop tetején négy felszállni készülő turullal, talpazatán a 896-1896-os felírással. A Huba vezér emlékére állított emlékművet 1921. február 9-én cseh légionáriusok döntötték le, ma már csak talpazata látható.[35]
- Szintén augusztus 30-án került sor a Gerenday Béla által tervezett Árpád emlékmű felavatására, Nagykőrösön
- Szeptember 2-án került sor a Zimonyban felállított ezredéves emlékmű leleplezése. Azon a helyen ahol Hunyadiak egykori várának állt.[29] A monumentális emlékmű reneszánsz stílusban épült, három toronnyal, mely közül a középső a legmagasabb (37 méter), előtte pedig két kisebb torony magasodik. A legmagasabb torony előtt Hungária Róna József által megformázott szobra két oroszlántól védve. A torony tetején kitárt szárnyú turulmadár csőrében karddal, Bezerédy Gyula szobrász alkotása. 1918-ban a torony tetejéről eltávolították a turul, később lekerült Hungáia alakja is.[36]
- A kassai dóm fölszentelése szeptember 5-én, Wlassics közoktatásügyi miniszter jelenlétében
- Szintén Szeptember 5-én avatták fel a Hunyad vármegyei Vulkánon felállított ezredévi emléket, ahol a főispán mellett az 5 nagy felekezet papjai is beszédet mondtak
- Szeptember 6-án a vaskapui emlékmű felavatására került sor
- Október 11-én került sor a Bodrogkeresztúri ezredéves megemlékezésre, egybekötve az 1849. január 22-én és 23-án Tarcalnál, Tokajnál és Bodrogkeresztúrnál vívott csatákban elesett névtelen hősökre való megemlékezéssel. Emlékkő elhelyezése. A beszédet Matolai Etele zempléni alispán és Karsa Ferenc 48-as főhadnagy tartotta.
- A dévényi millenniumi emlékmű október 18-i avatóünnepségén báró Jósika Sámuel, a király személye melletti miniszter mondott ünnepi beszédet. A dévényi vár fokán álló, 21 méter magas, haraszti mészkőből készült emlékművet Berczik Gyula tervei alapján építették. A korinthoszi oszlopfőn elhelyezett honfoglalás kori vitézt ábrázoló szoboralak, mely jobbjában leeresztett karddal, bal kezében országcímerrel díszített pajzzsal jelképesen az ország északnyugati kapuját őrzi, Jankovics Gyula (1865-1932) szobrászművész alkotása. Az emlékművet 1920-ban a csehszlovák hadsereg lerombolta.[37]

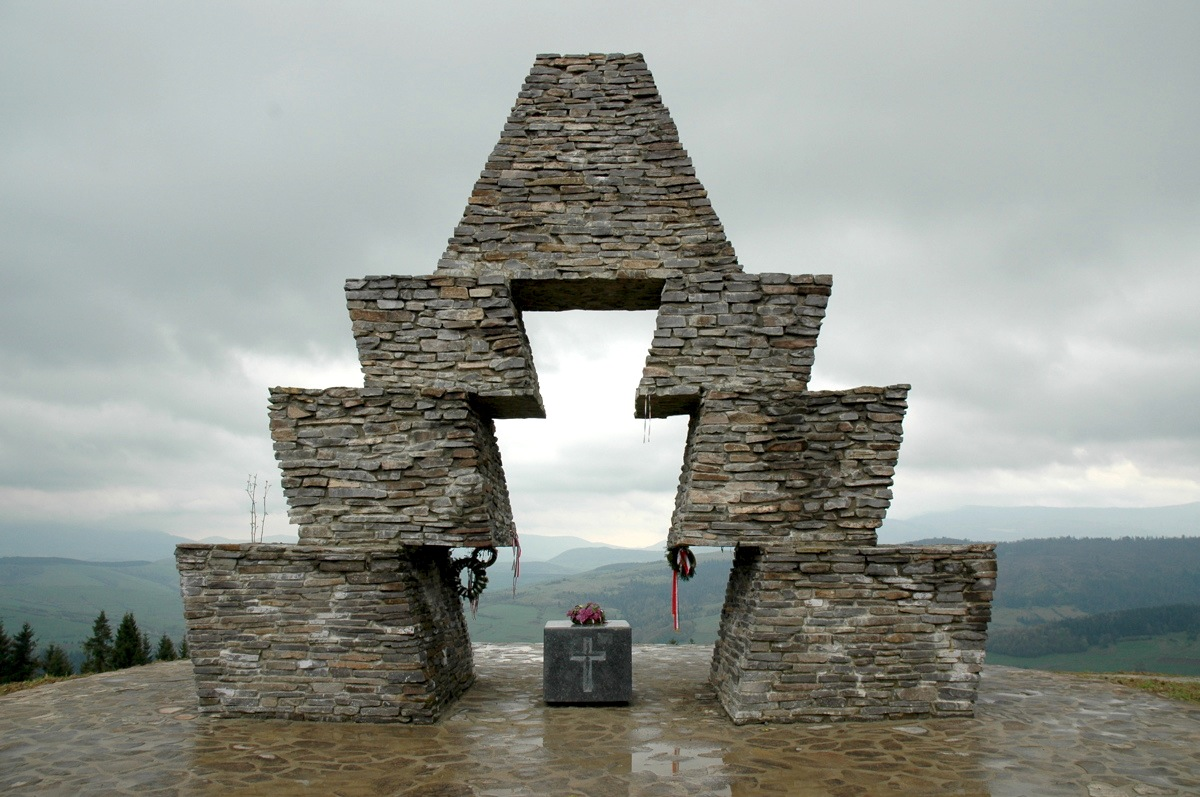
Az új emlékmű a Vereckei-hágón
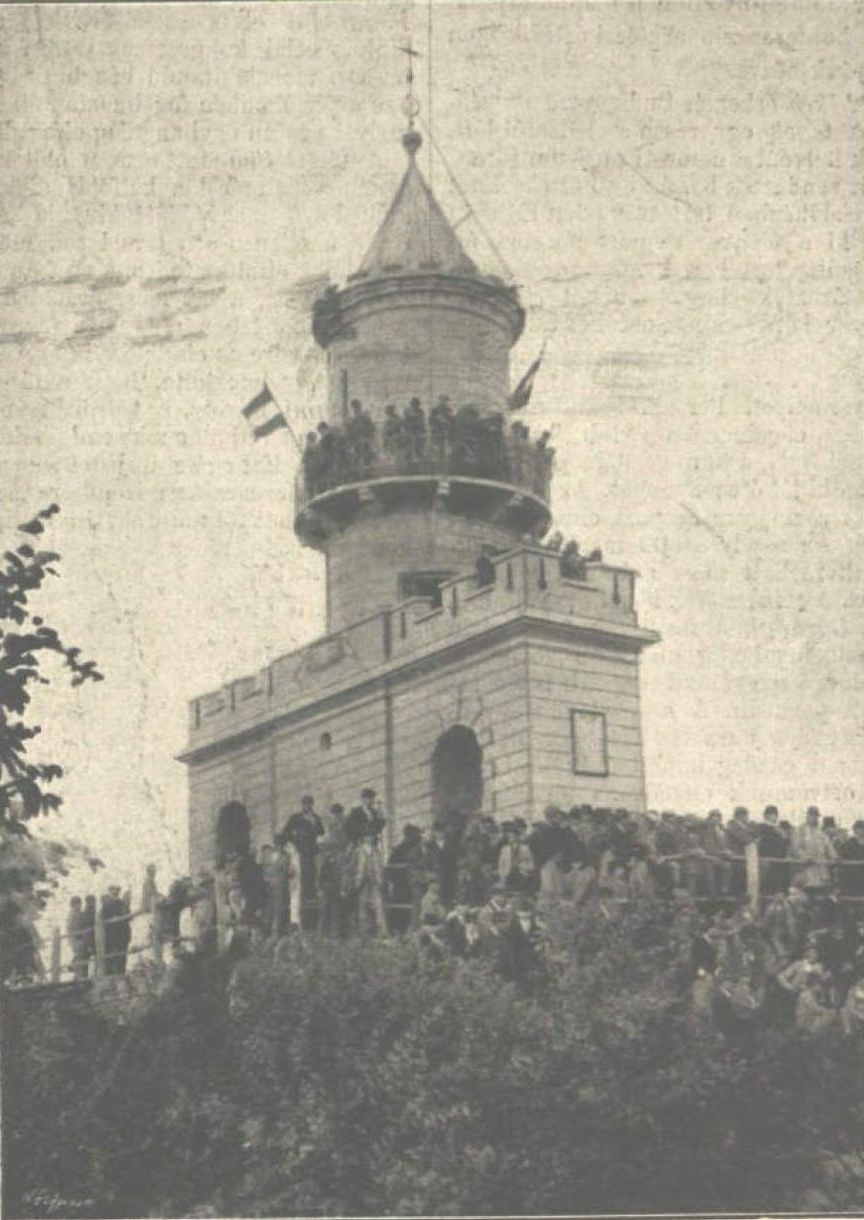
A kőszegi ezredéves emlékmű
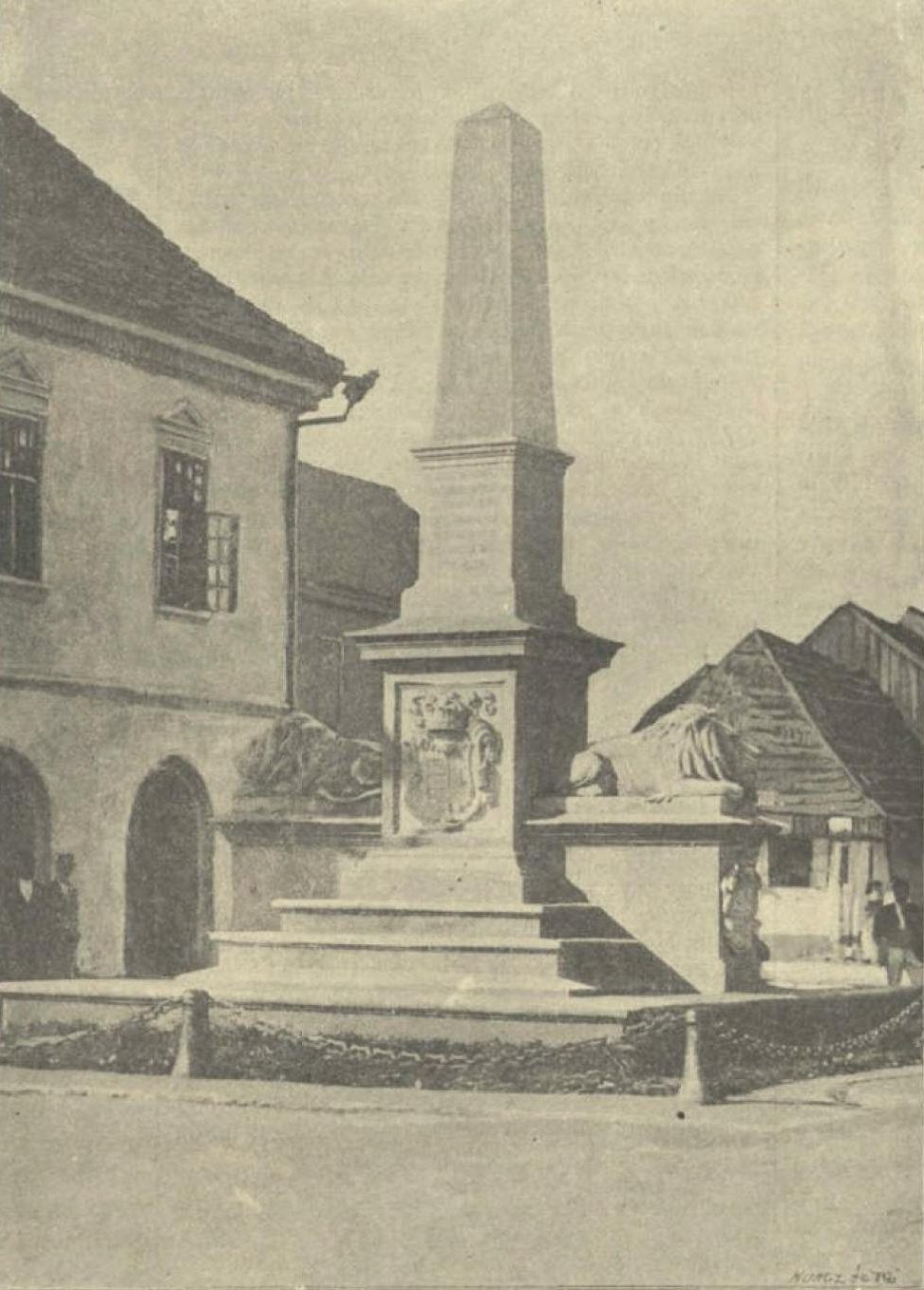
A Székelyudvarhelyen felállított emlékoszlop
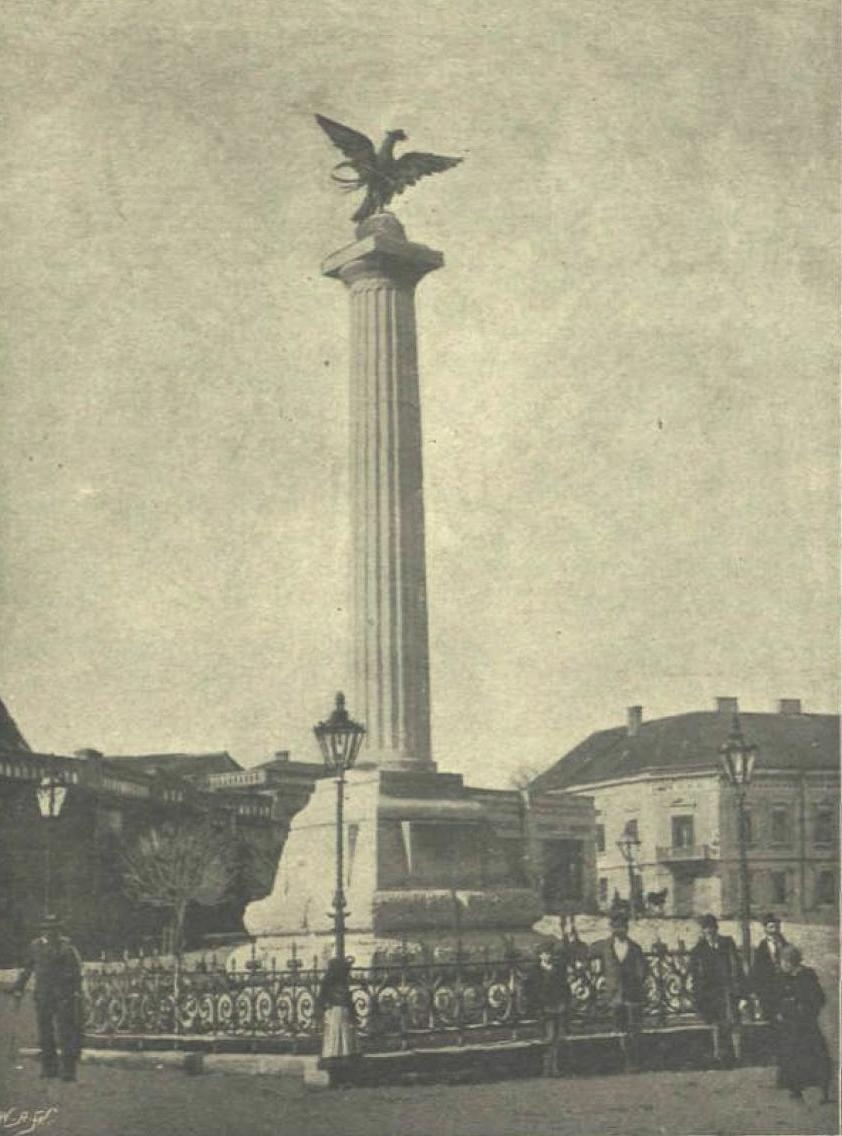
A dési ezredéves emlékmű

- Brassóban, a Cenk tetején ugyancsak október 18-án leplezték le a dévényihez hasonló emlékoszlopot, tervezői ugyanazok mint a dévényinek, magassága 21 méter. A szobor leleplezésén részt vett Perczel Dezső belügyminiszter, valamint Brassó polgármestere, Karl Jacobi. A szobor helyétől 30 méterre már korábban kilátó működött. A szobor felállításához szükséges anyagokat siklón kellett szállítani, a siklókat lóerővel működtették. Mielőtt a szoborhoz láthattak volna, 10 hét volt szükséges a sikló elkészítéséhez. Az idő szűkössége miatt a szobor munkálatait még este, fáklyák mellett is folytatni kellett. A kerek talpazat 8 méter magas volt, melyen egy 10 méteres dór oszlop helyezkedett el. Az oszlop tetején a dévényi szoboralak mása volt látható. Az emlékmű kolozsmonostori homokosmészkőből épült, 22 000 forintból. 1913-ban egy vihar alatt ledőlt és összetört, 1916-ban pedig talapzatát is lerombolták. A szoboralak fejét a brassói evangélikus egyház parókiáján őrzik.[29]
- Szintén az ezredéves ünnepek alkalmából szerették volna felavatni Fadrusz János Mária Terézia pozsonyi emlékművét. A felavatásra különböző okok folytán csak 1897 májusában került sor. Az emlékművet 1921-ben szlovák nacionalisták szétverték.
- 1897. június 26-án került sor a székelyudvarhelyi emlékoszlop felavatására. Az emlékoszlop felavatását az új vármegyeházának felavatásával kötötték egybe. Az oszlop Hargita Scheffler Nándor, a helybeli Kő -és Agyagipari Szakiskola igazgatójának, akadémiai szobrásznak az alkotása. A több mint nyolc méter magas márványoszlop talpazatánál két oroszlán fekszik, a négy oldalán pedig 4 címer (Magyarország kis címere, a régi székely nemzeti címer, Udvarhely vármegye és Székelyudvarhely város címere). Az obeliszken a következő, Embery Árpádtól való felirat: 
Hont mutatott a magyarnak a székely 
8 harczola hűn sok ezernyi veszélylyel 
Tiz század előtt is ez ősi honért;
Most ezer év diadalma jeléül
Hun eredetnek erényein épült
Kőoszlopa hirdeti, hogy ma is él! 
 896—1896. 
Az ünnepségeken Haller János főispán mondott beszédet. Szintén ez alkalomból készült díszserleget küldtek a királynak. A serlegen Ferenc József domborműve és a Udvarhely vármegye címere, valamint az "Áldás a királyra -Üdv Őrangyalunkra" felirat volt látható. Az emlékművet 1919-ben a román hatóságok lebontották, 2008-ban felújították.
- 1897. november 12-én állították fel a dési főtéren a város ezredéves emlékoszlopát. Az emlékmű Szilágyi Albert kezdeményezésére közadakozásból készült el. Berczik Gyula szobra 2 méter magas gránit talpazaton álló 10 méter magas oszlop, melynek tetején egy gömb, azon pedig egy rézből készült turul madár állt kitárt szárnyakkal. A talpazat egyik oldalán Gyula Páltól vett idézetet véstek: 
Hazánkat nem sors szeszélye:
Hős ereje, bölcs eszélye 
Tartotta meg ezer évig,
 Tartsa is meg örökkétig! a másik oldalon pedig a "Magyarország 1000 éves fennállásának emlékére. 896—1896" felirat volt látható. 1919. április 4-én éjjel eltűnt az oszlop tetejéről a turul, 1934-ben a talpazatot is szétverték.[38][39]

## Képgaléria

### Épületek

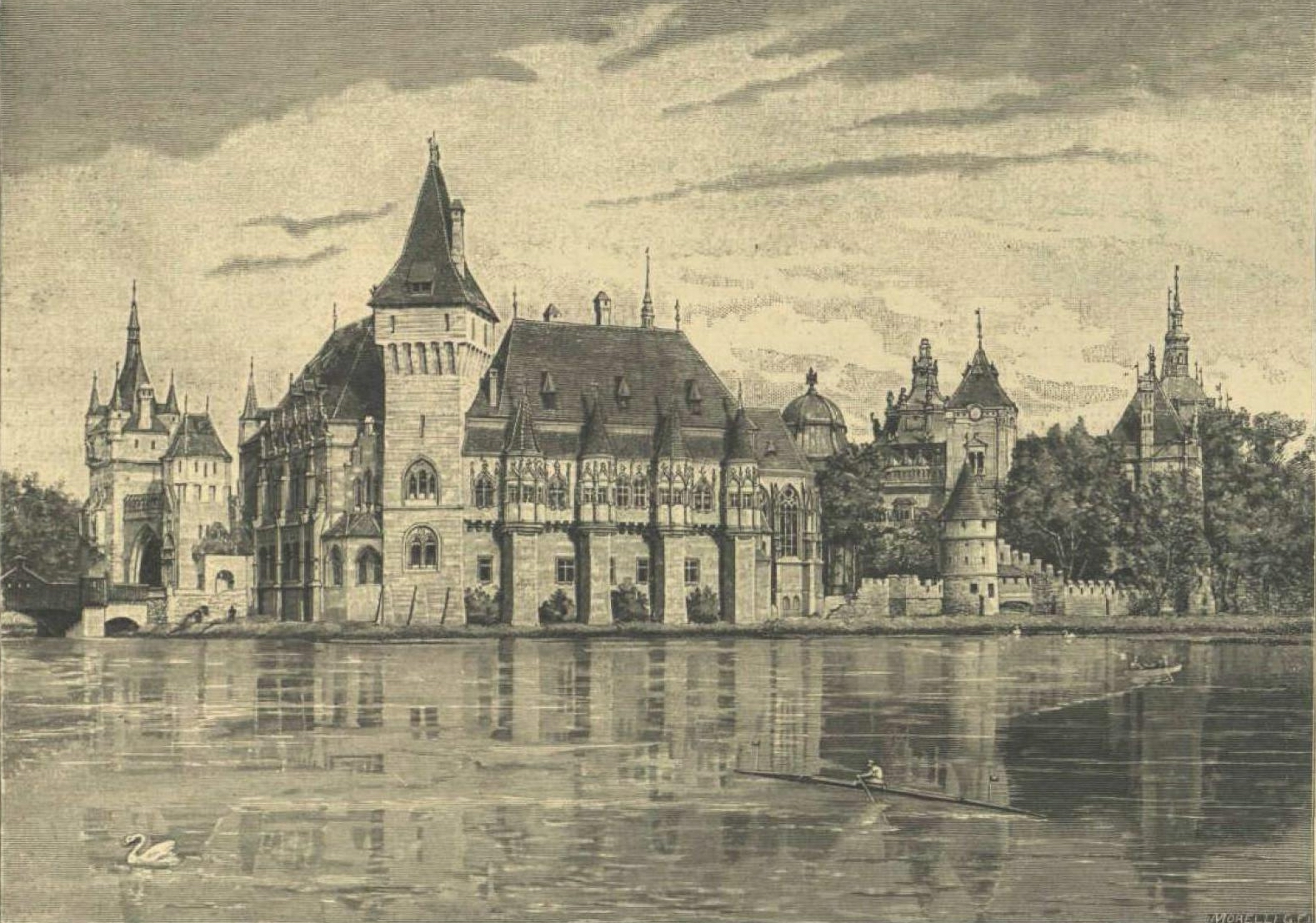
A történelmi csoport látképe
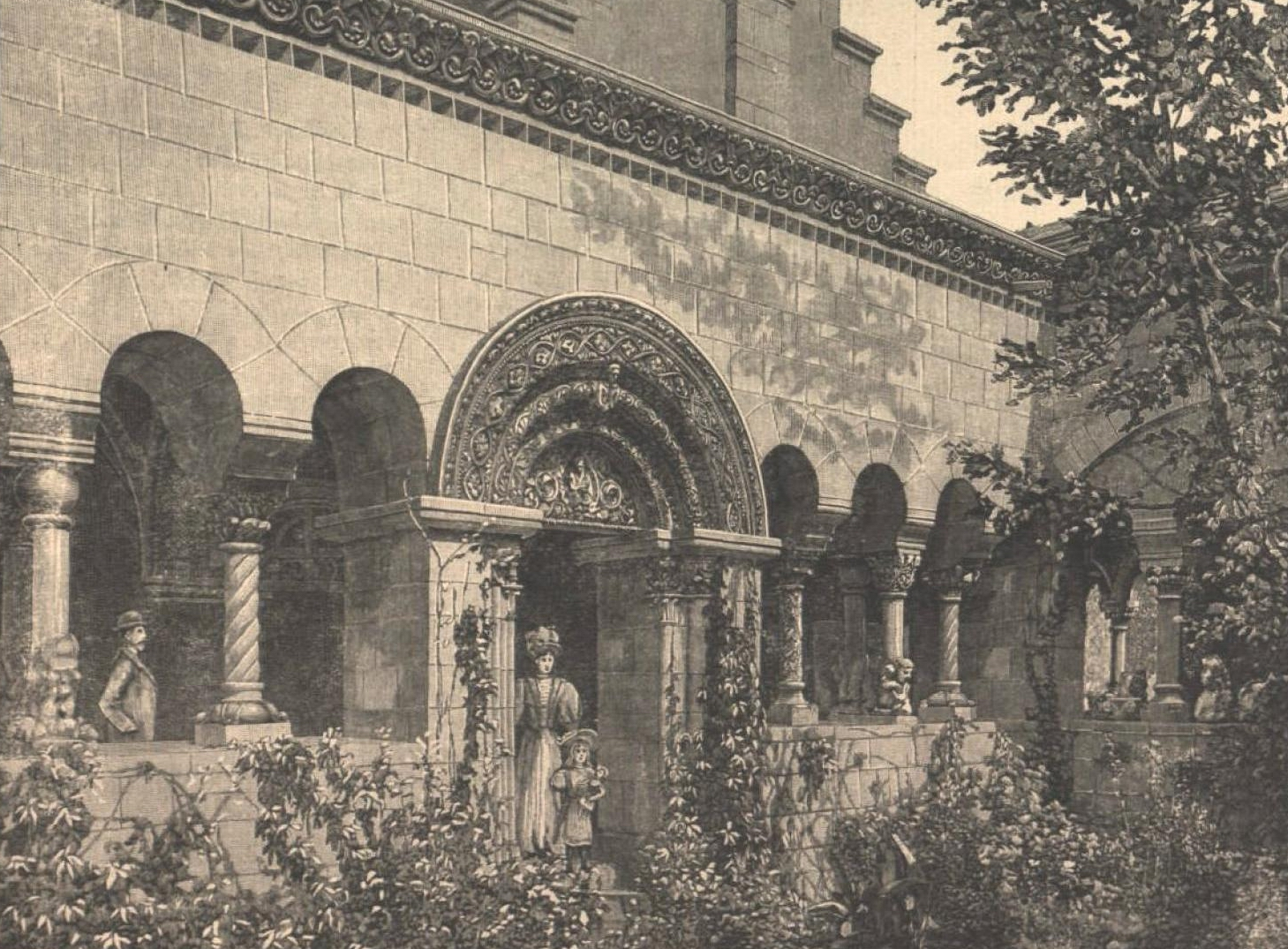
A román kori épületcsoport udvara
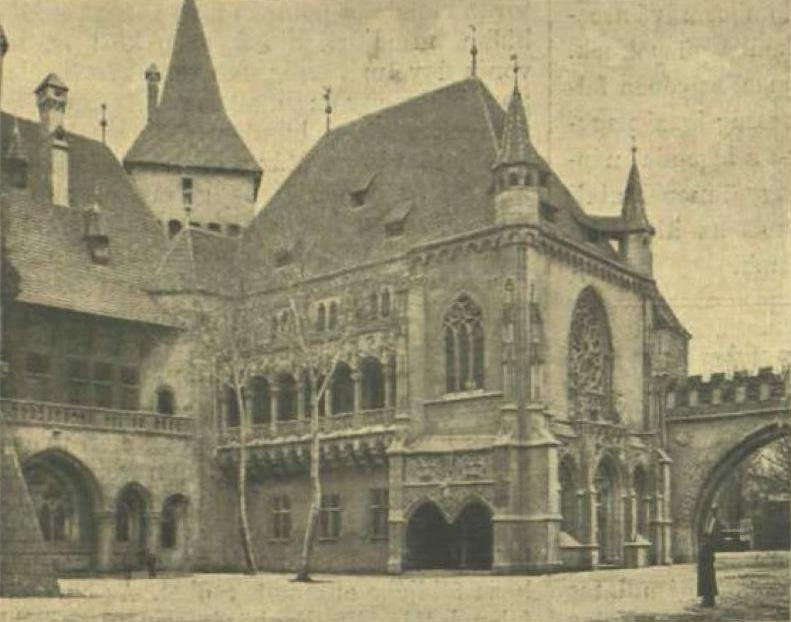
Gótikus épület
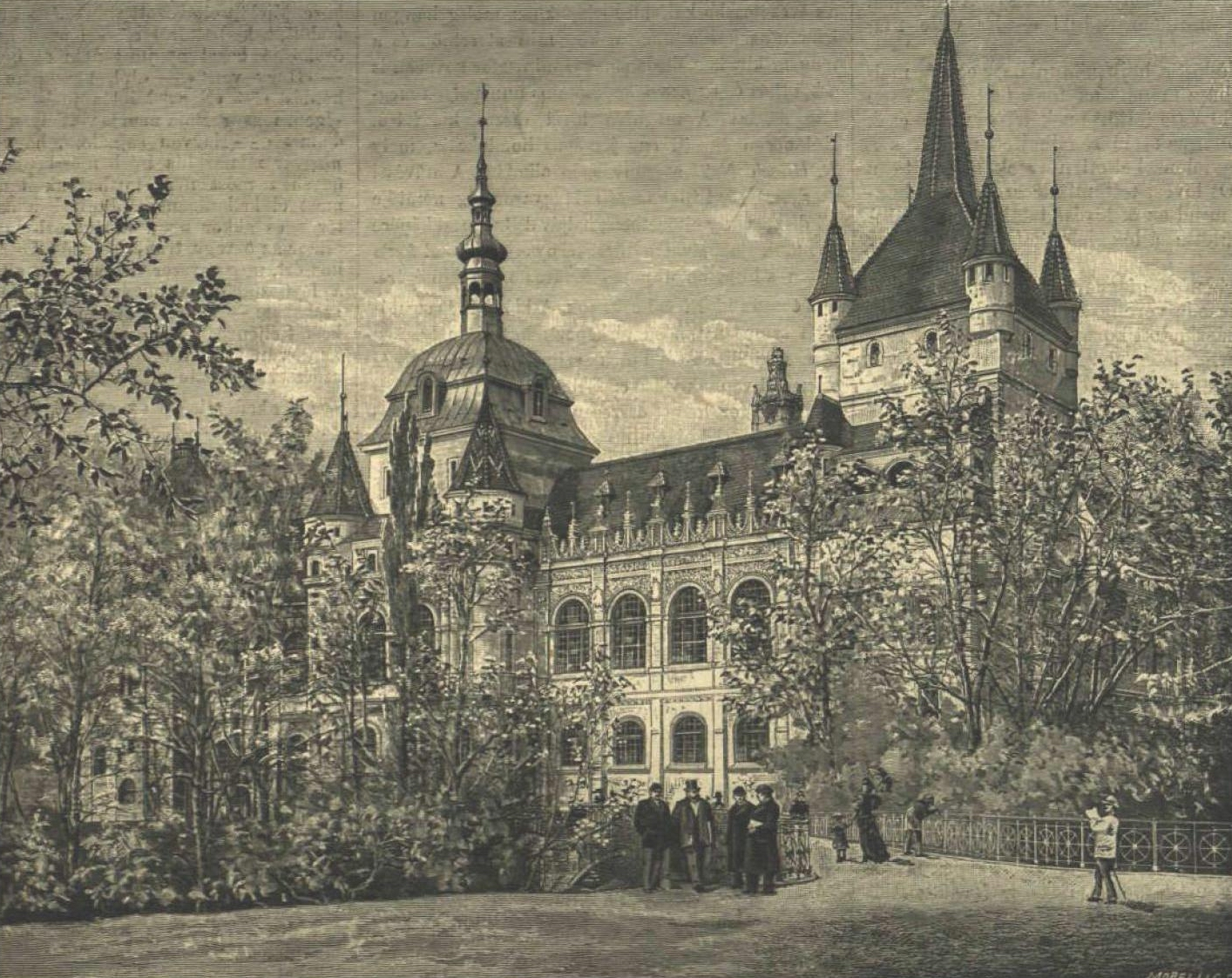
Reneszánsz épület
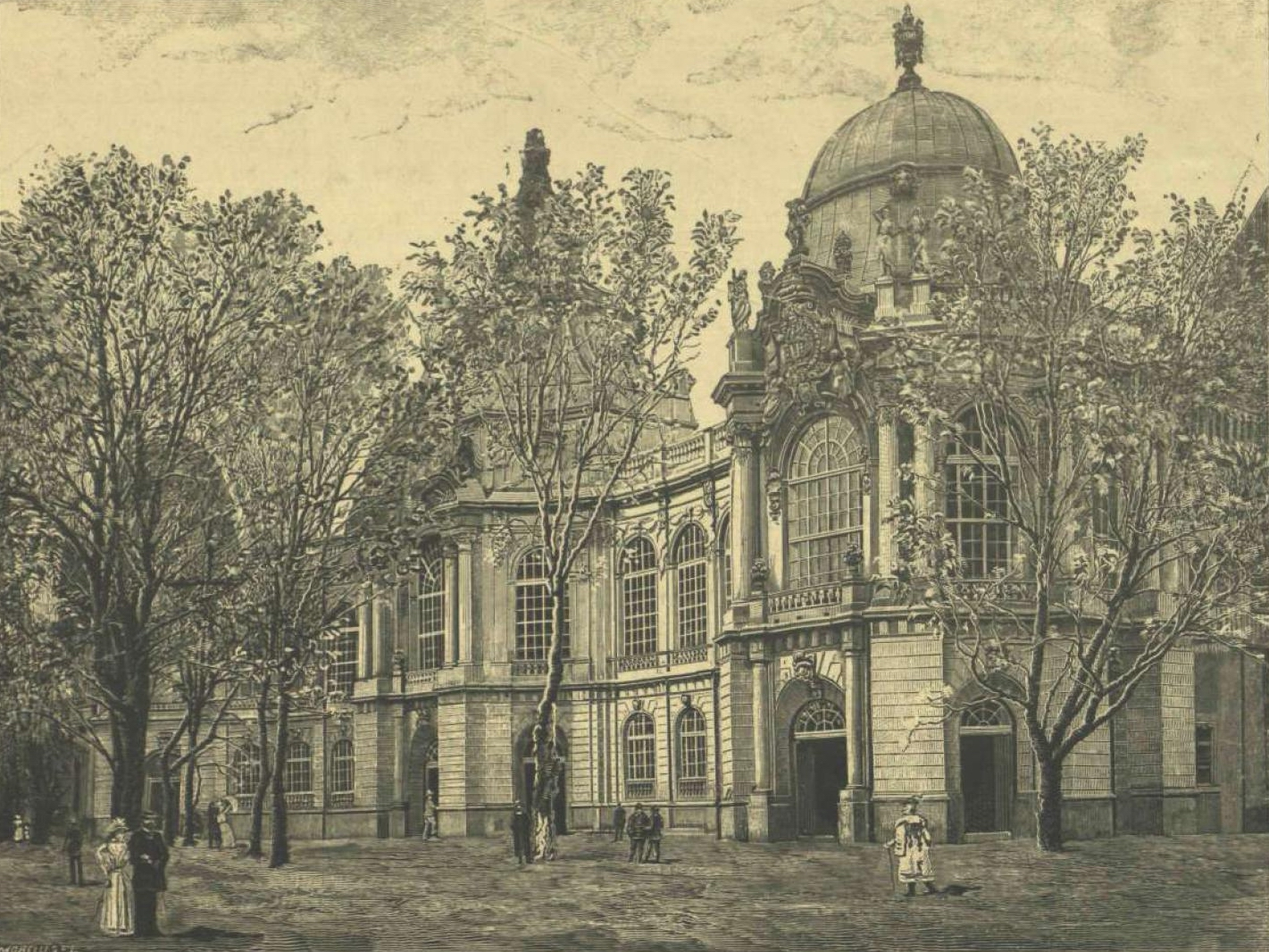
Reneszánsz épület
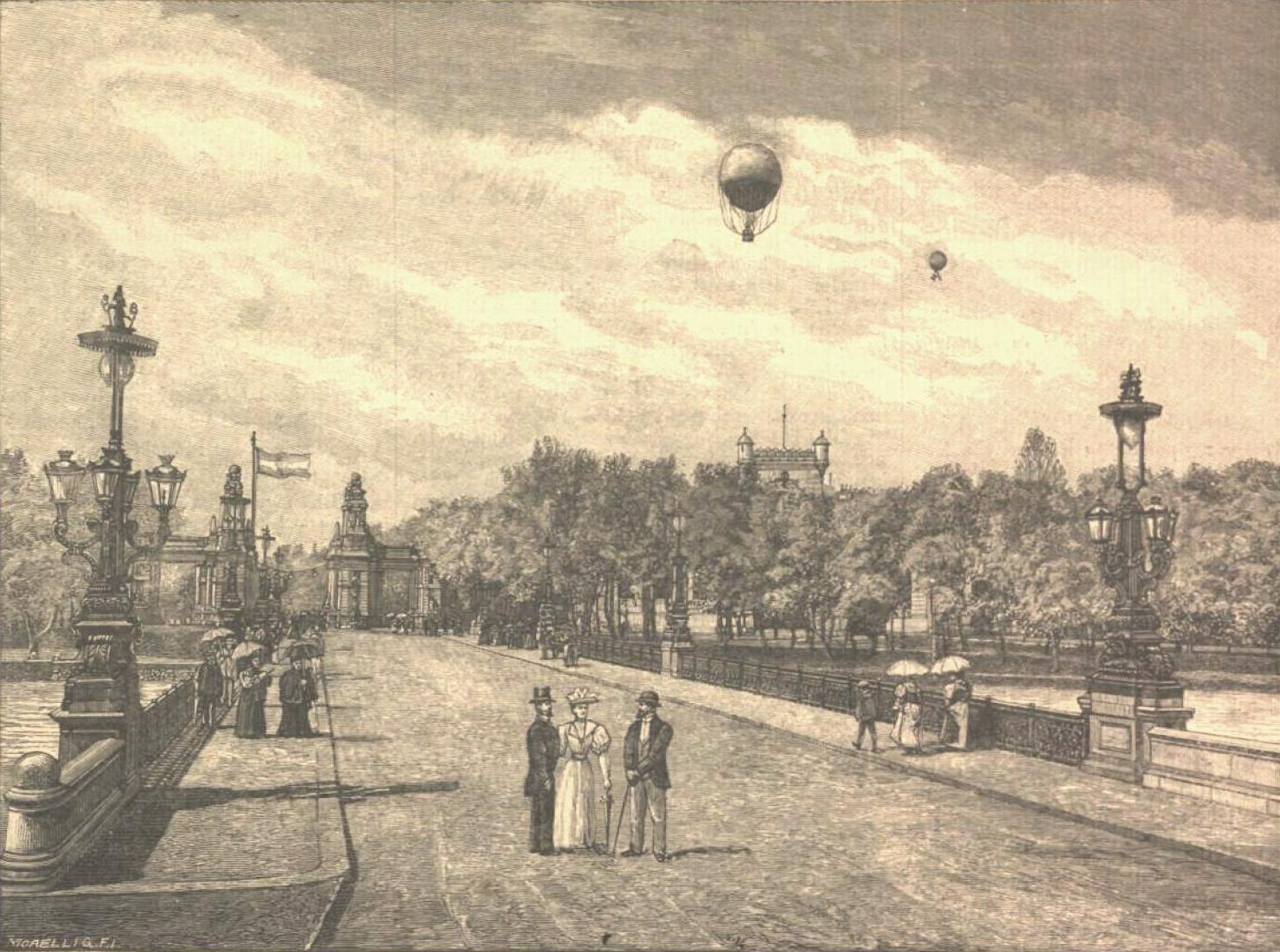
A szigetre vezető híd, háttérben a kiállítás két léghajójával
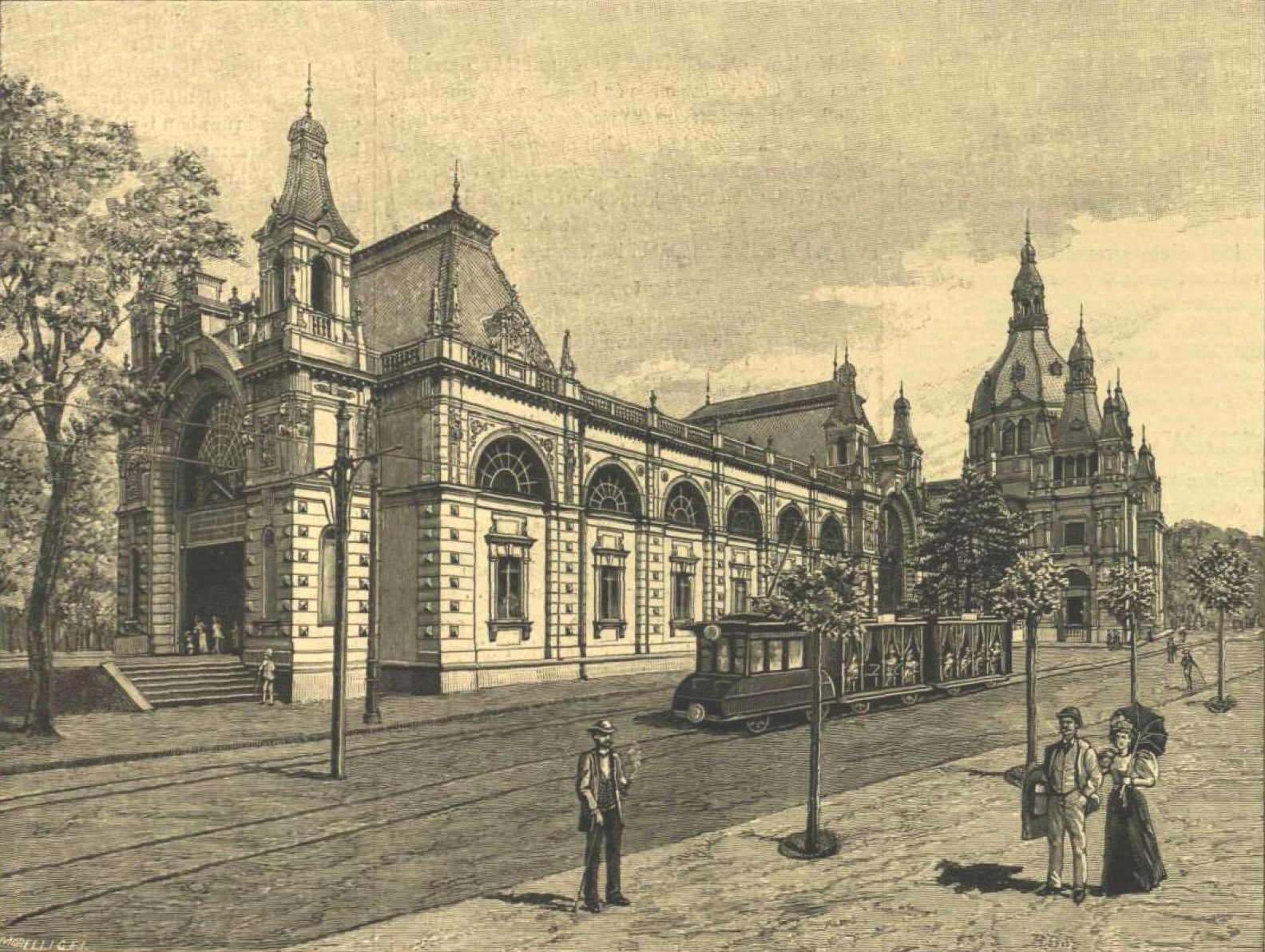
Közlekedésügyi csarnok
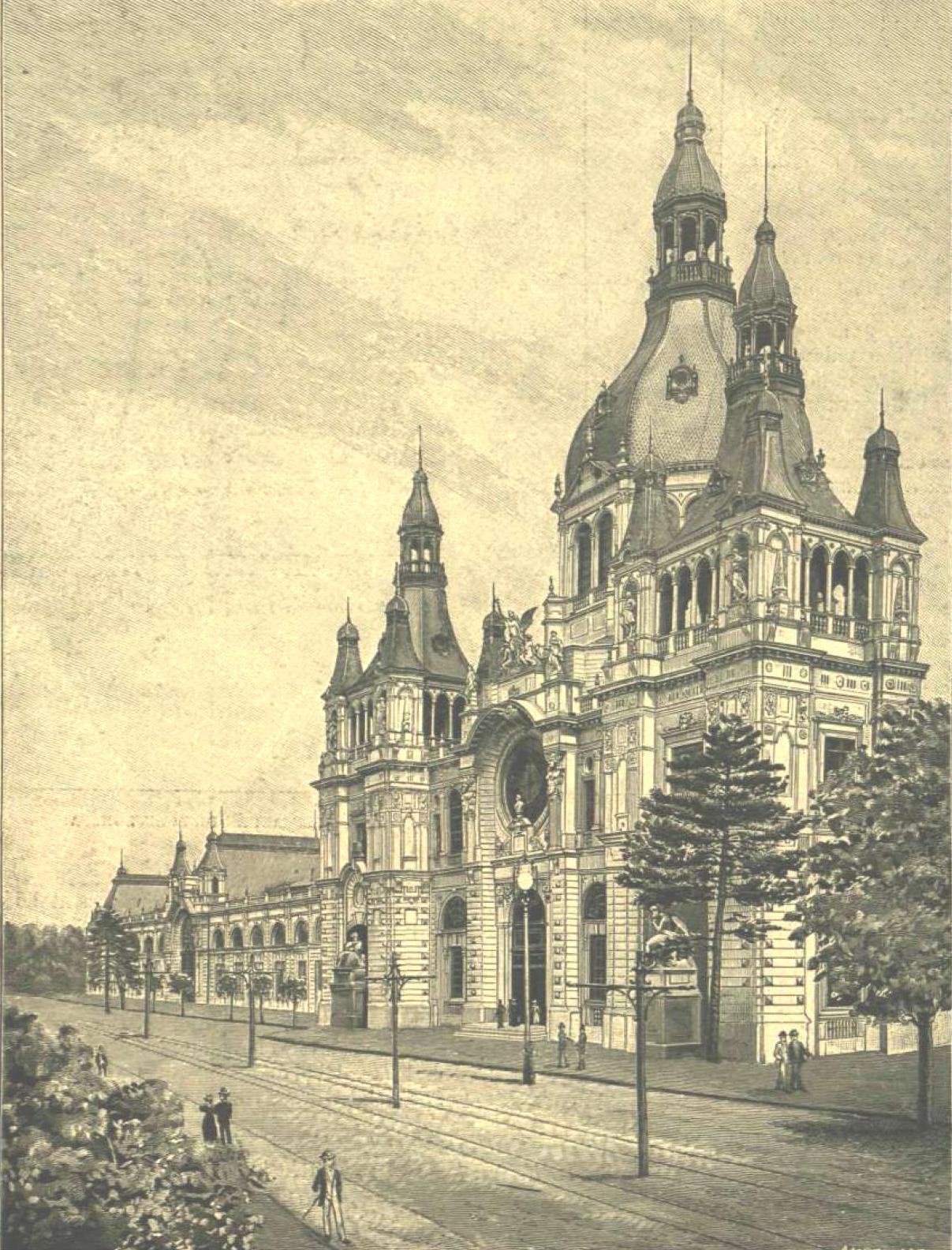
Közlekedésügyi csarnok
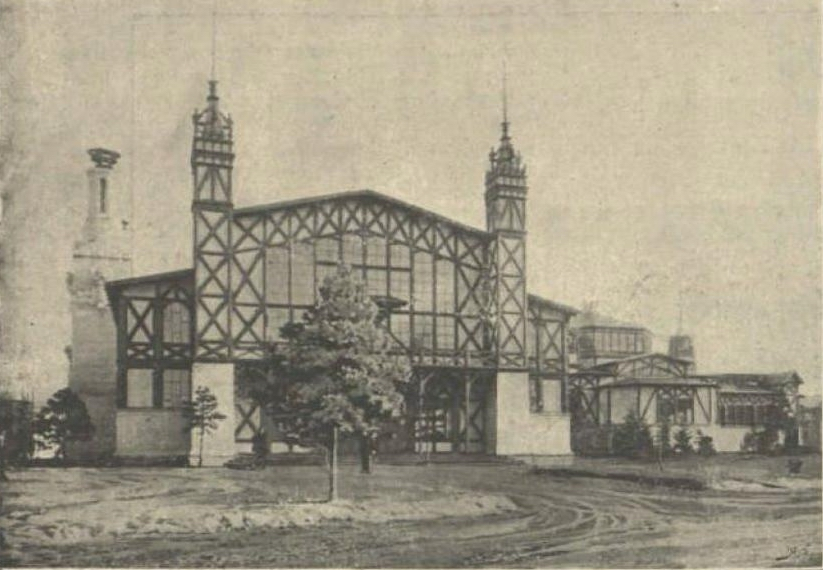
Bányászati csarnok
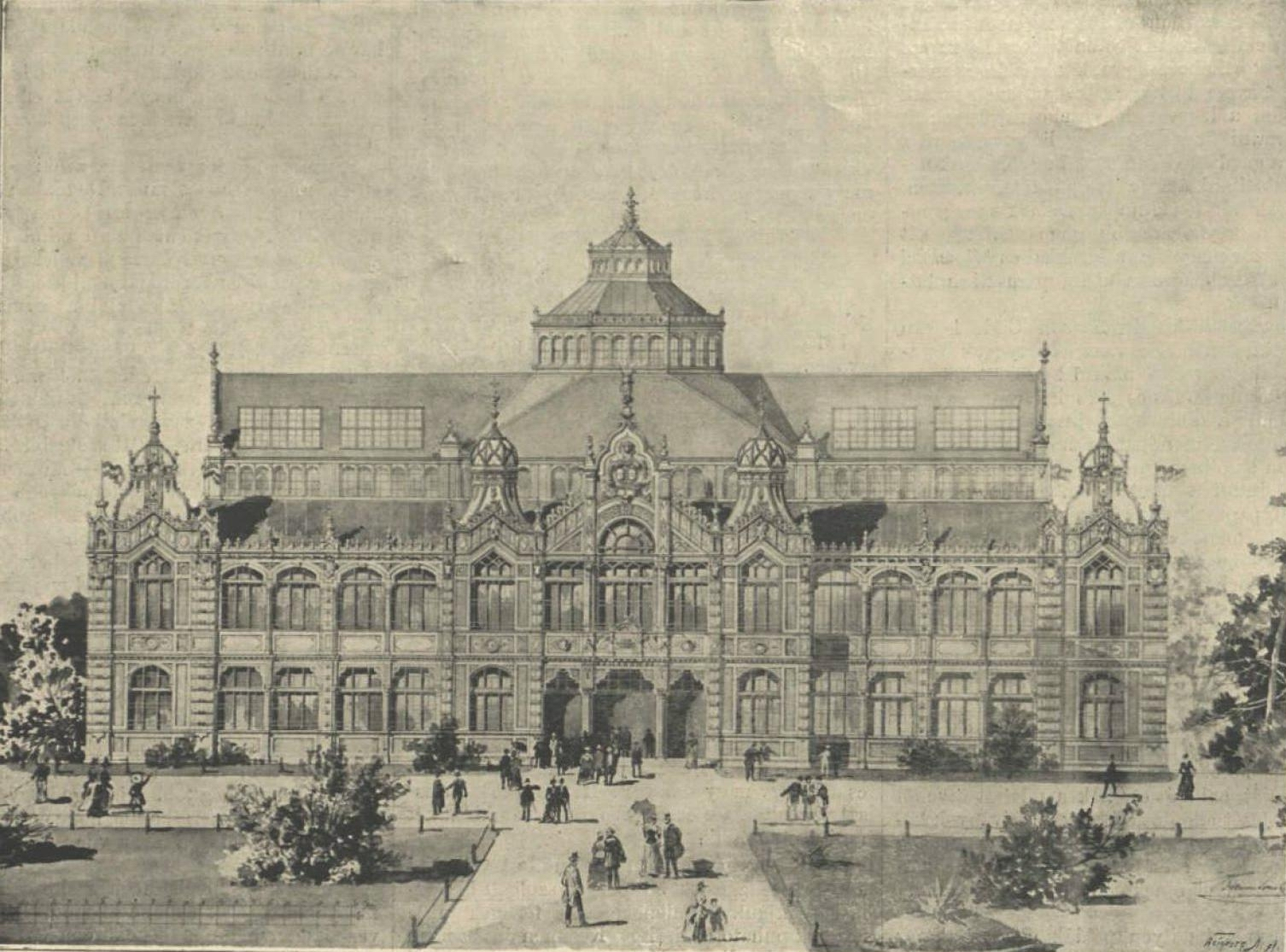
Sokszorosítóipari csarnok
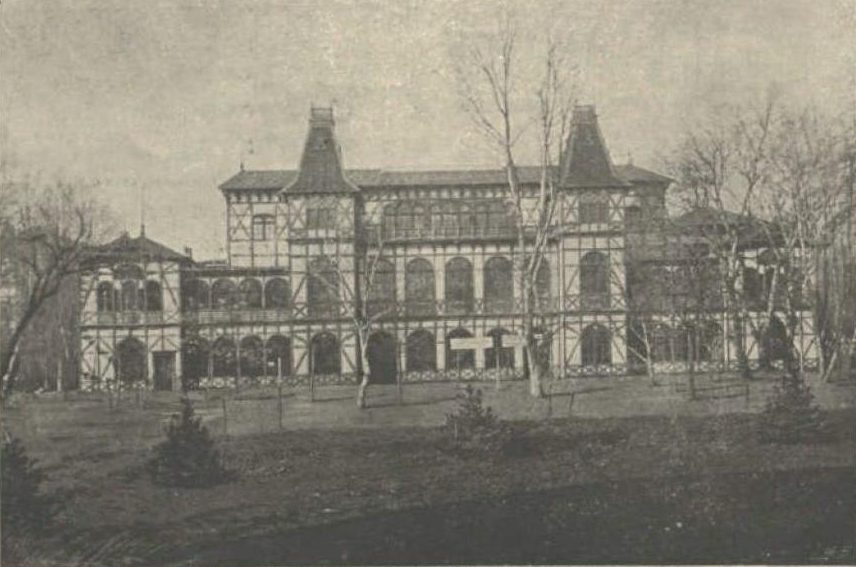
Az ünnepélyek csarnoka
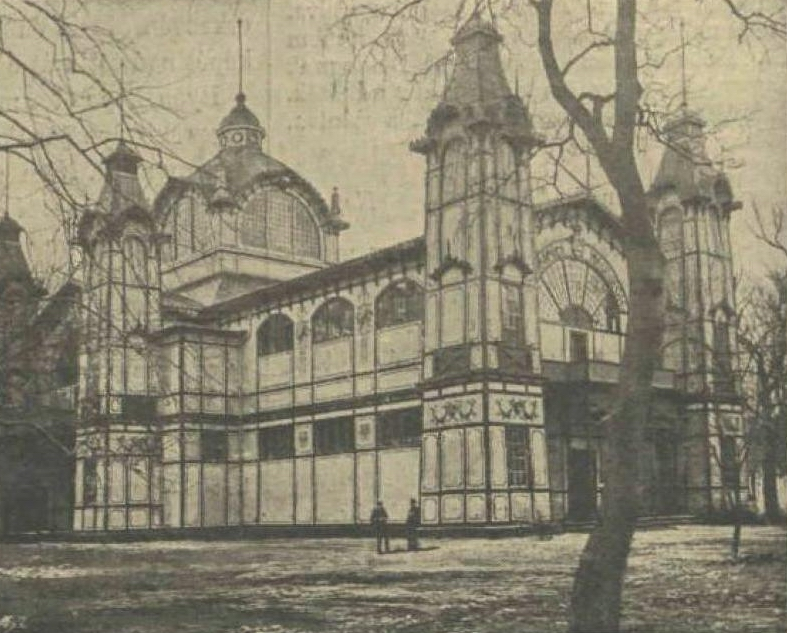
Horvát mezőgazdasági csarnok
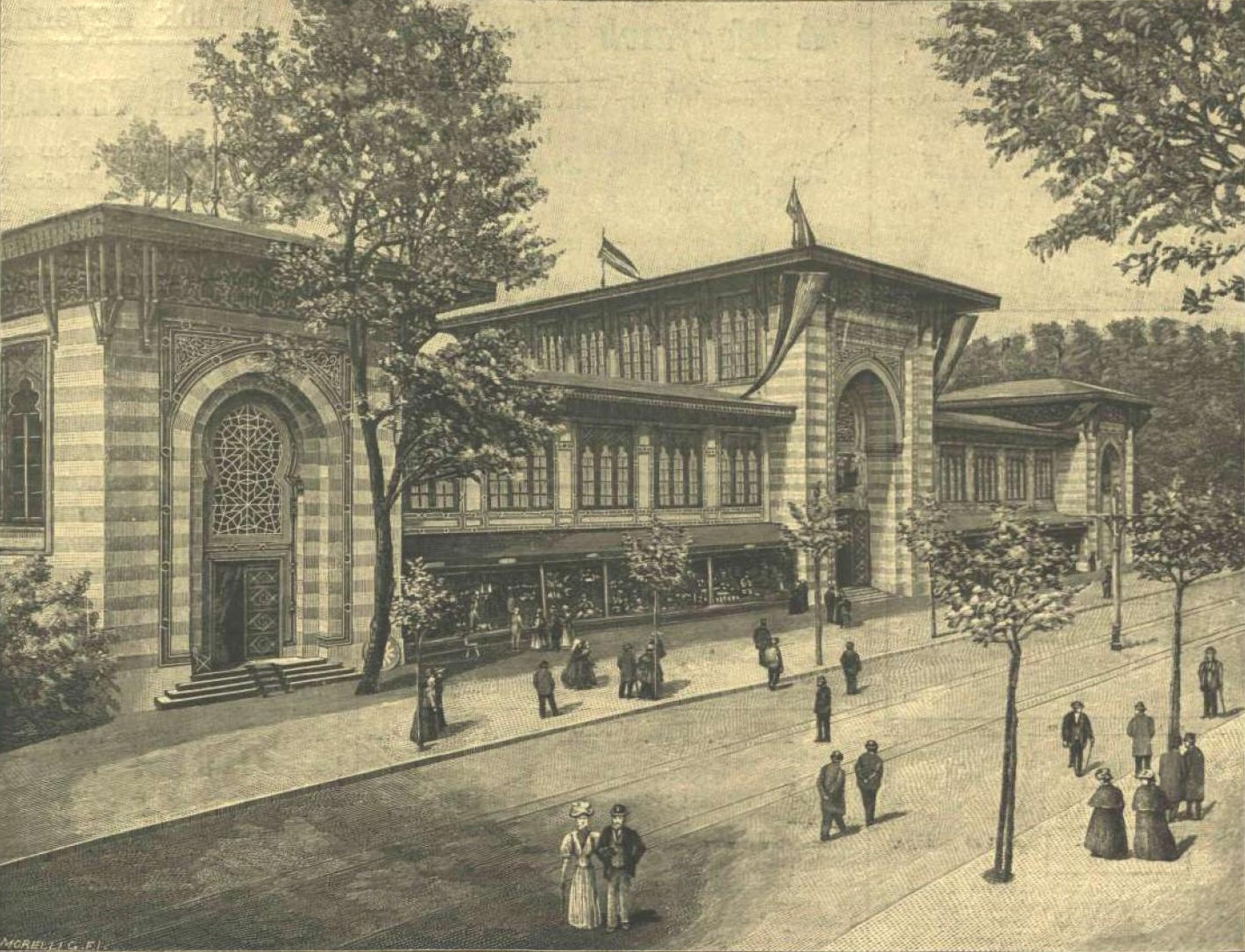
Boszniai iparcsarnok
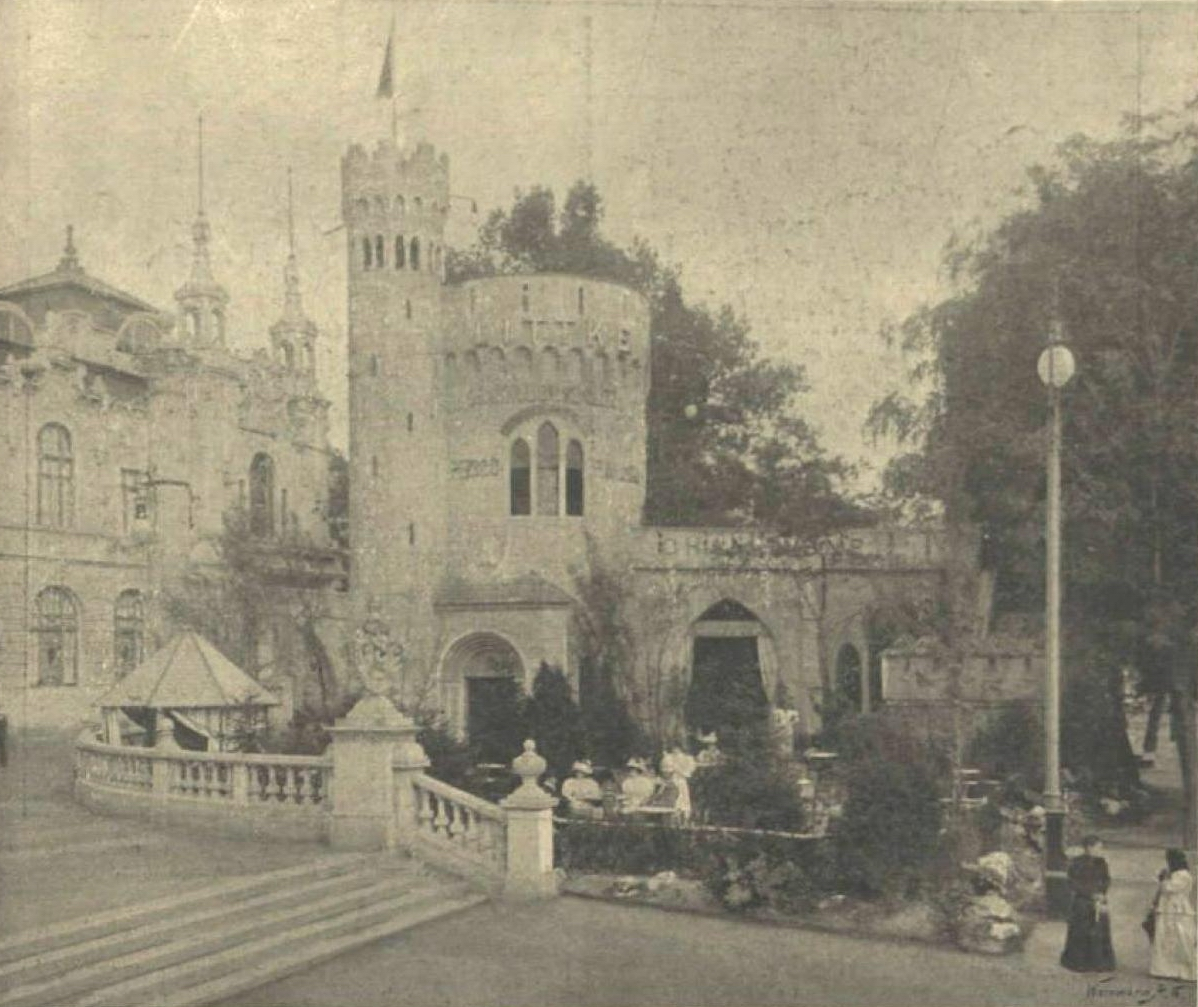
A Littke pezsgőgyár pavilonja
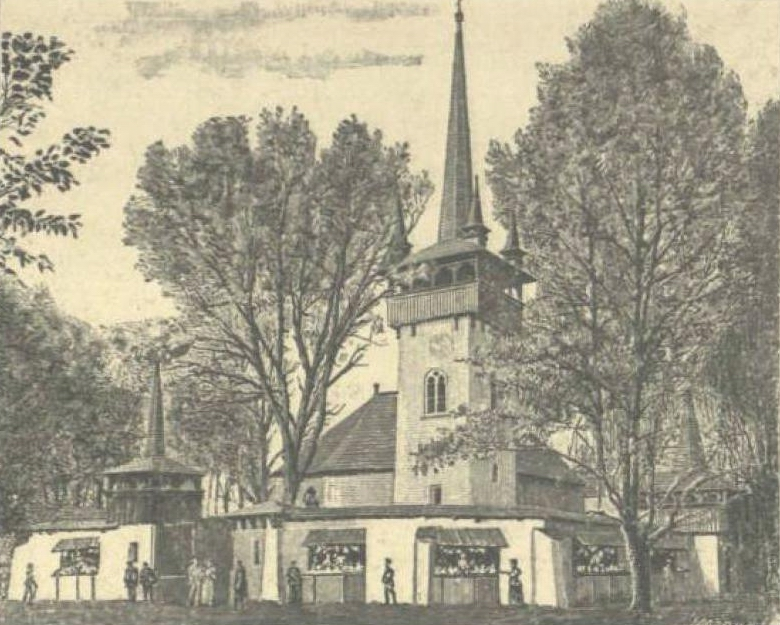
A kiállítási falu temploma
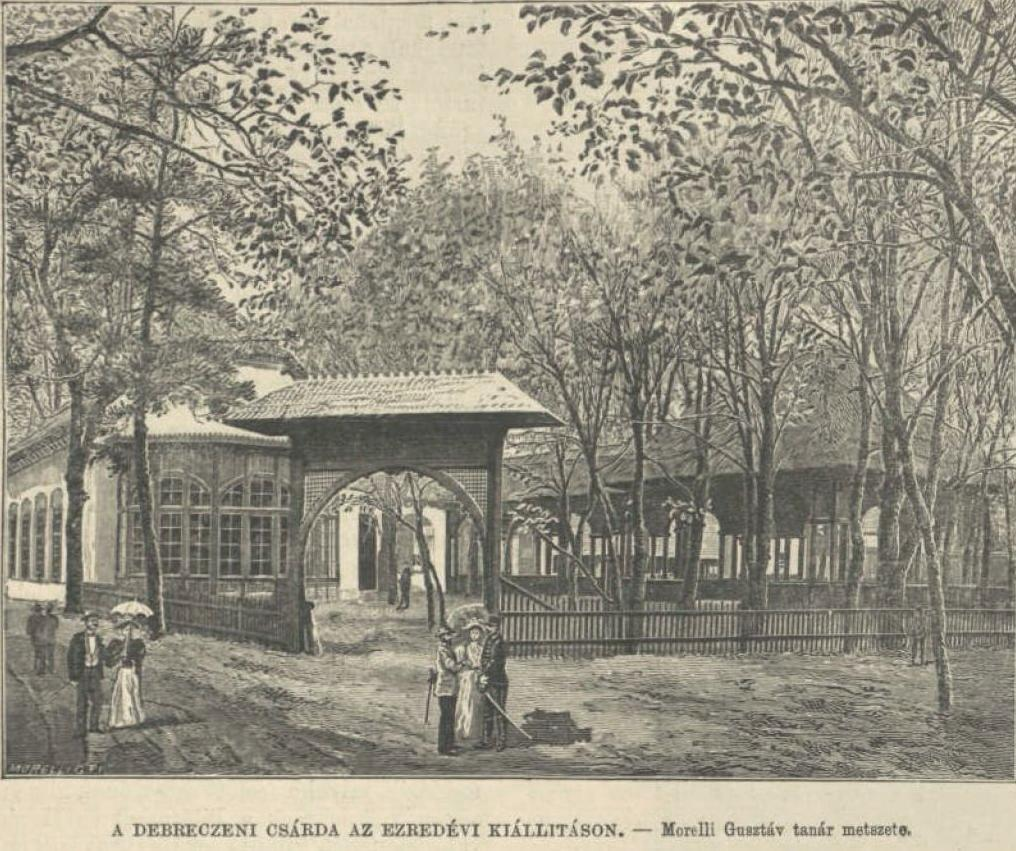
Kiállítási falu utcája, a Debreceni csárdával
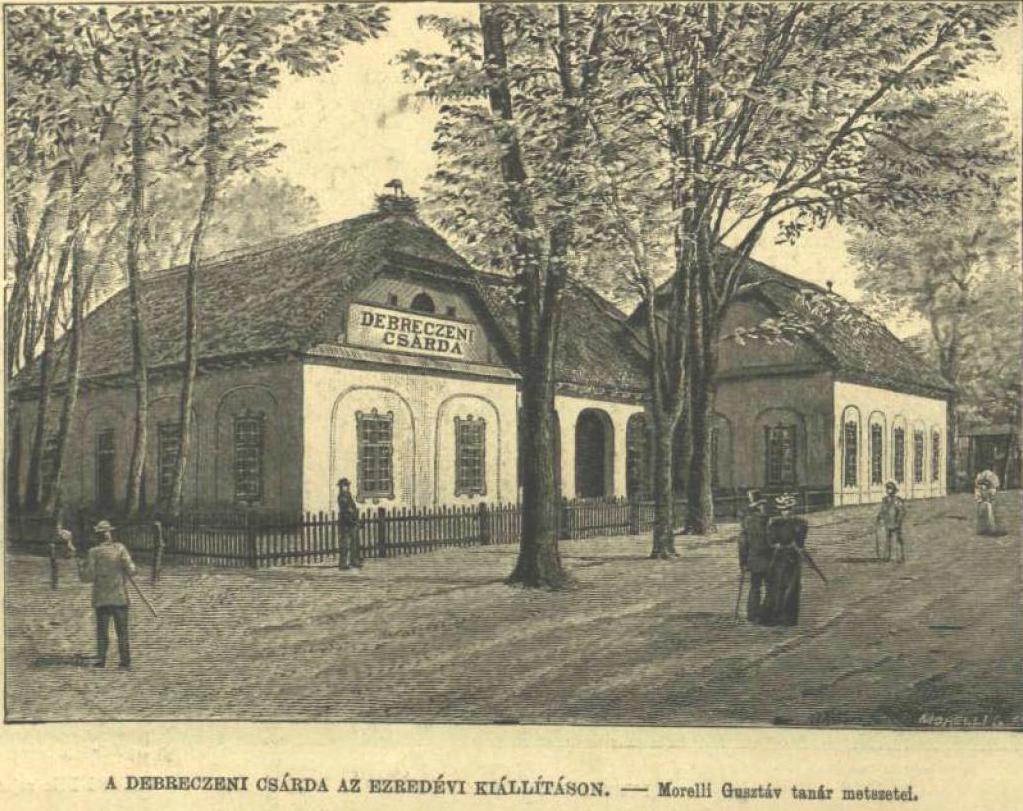
A Debreceni csárda

### Reklámok

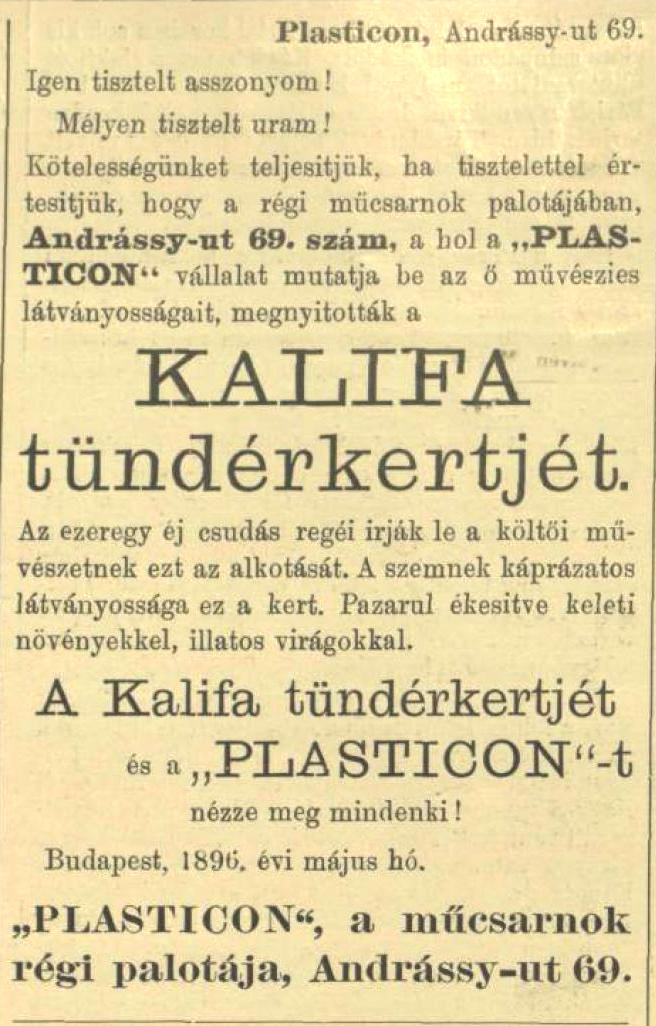
Kalifa tündérkertje, Plasztikon
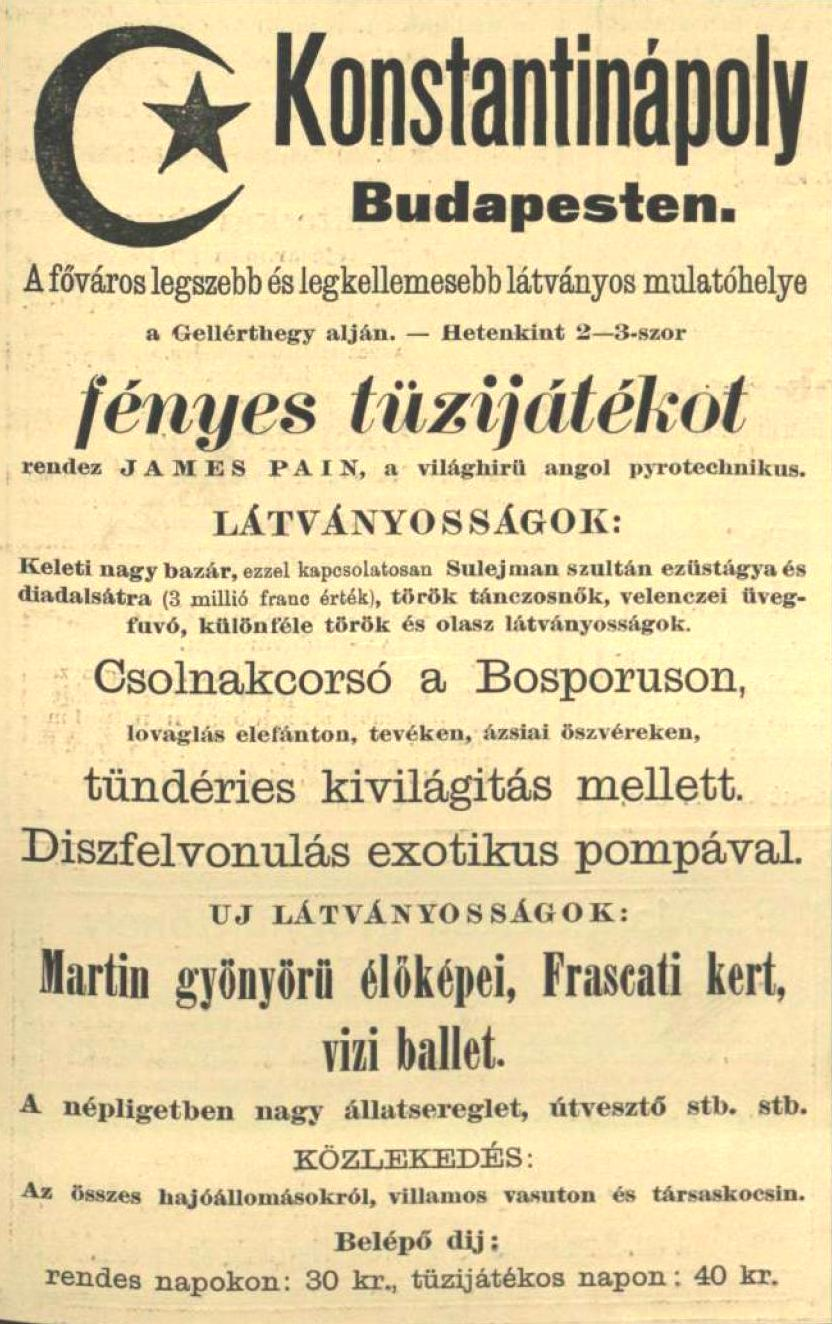
Konstantinápoly
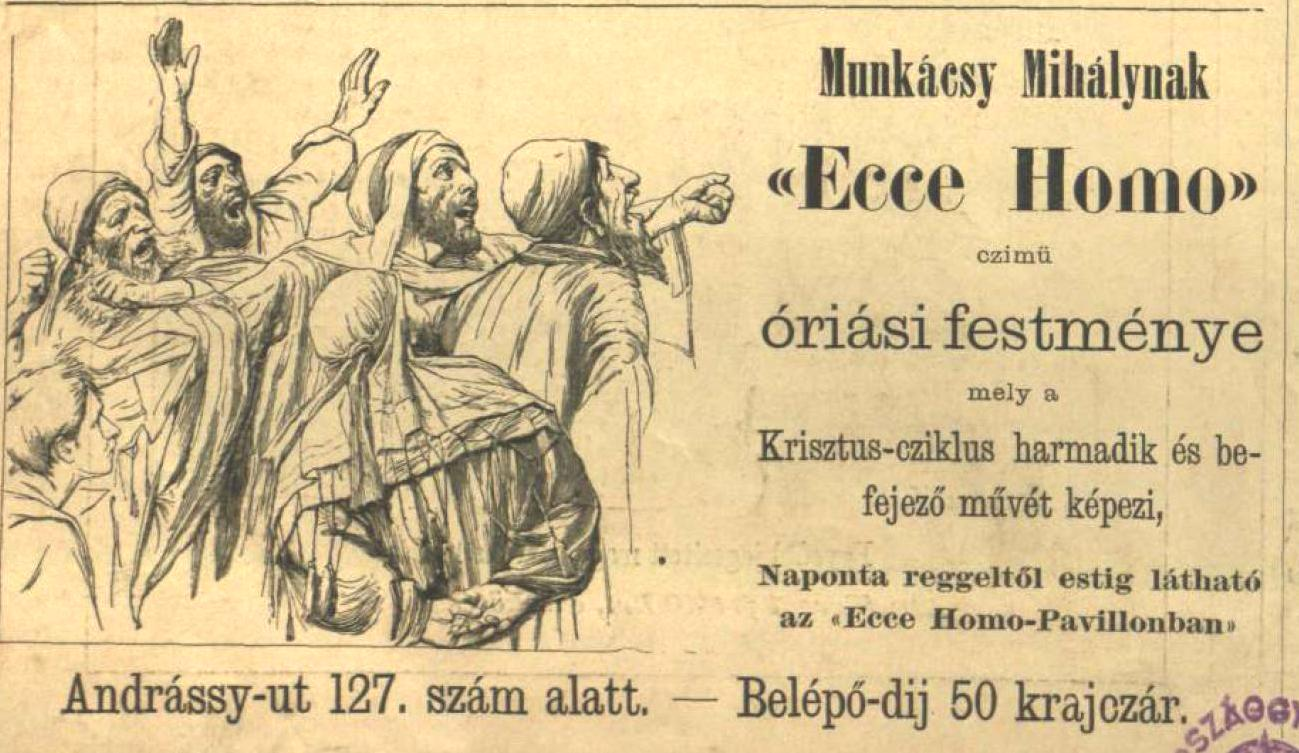
Íme az ember
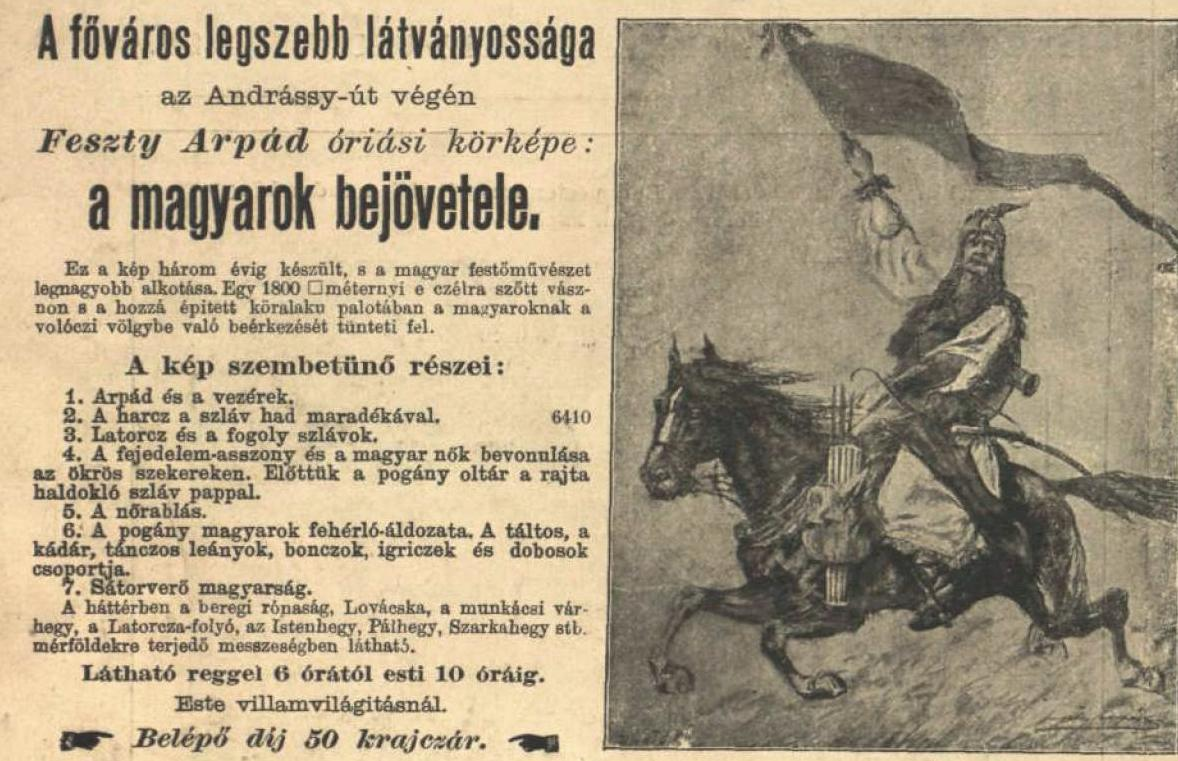
Magyarok bejövetele
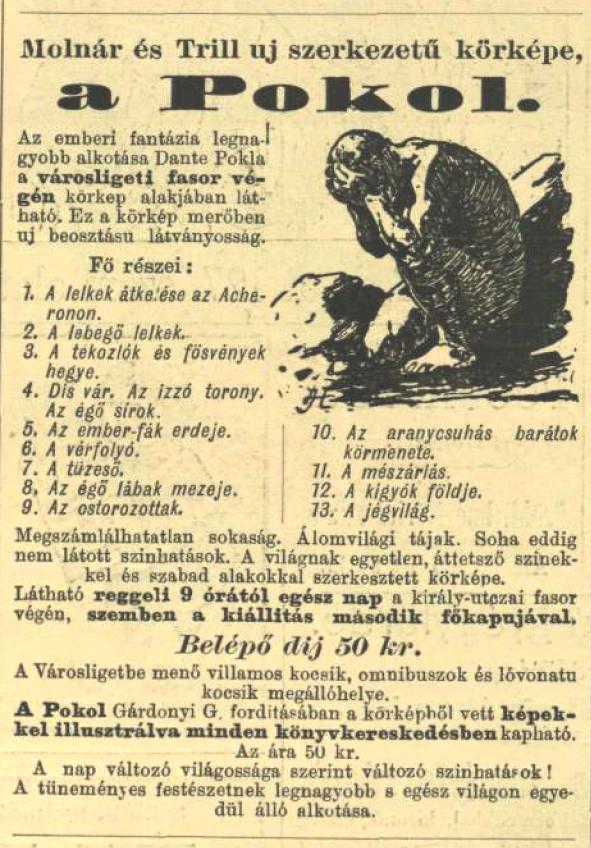
Pokol
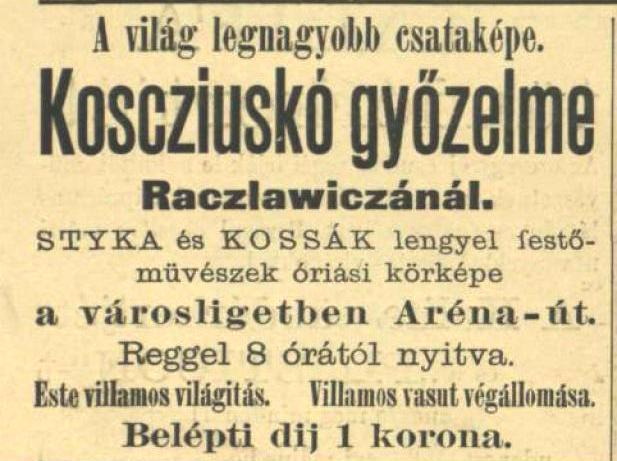
Kościuszko győzelme
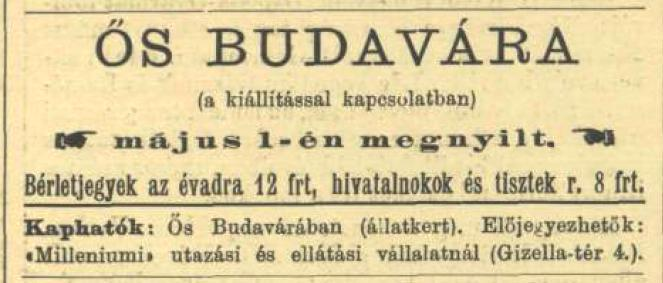
Ősbudavára
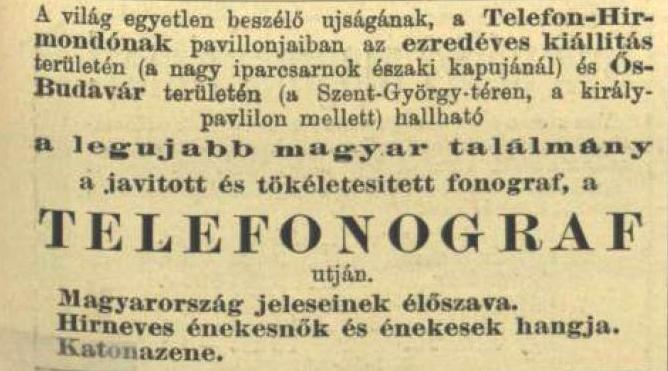
Telefonogfáf
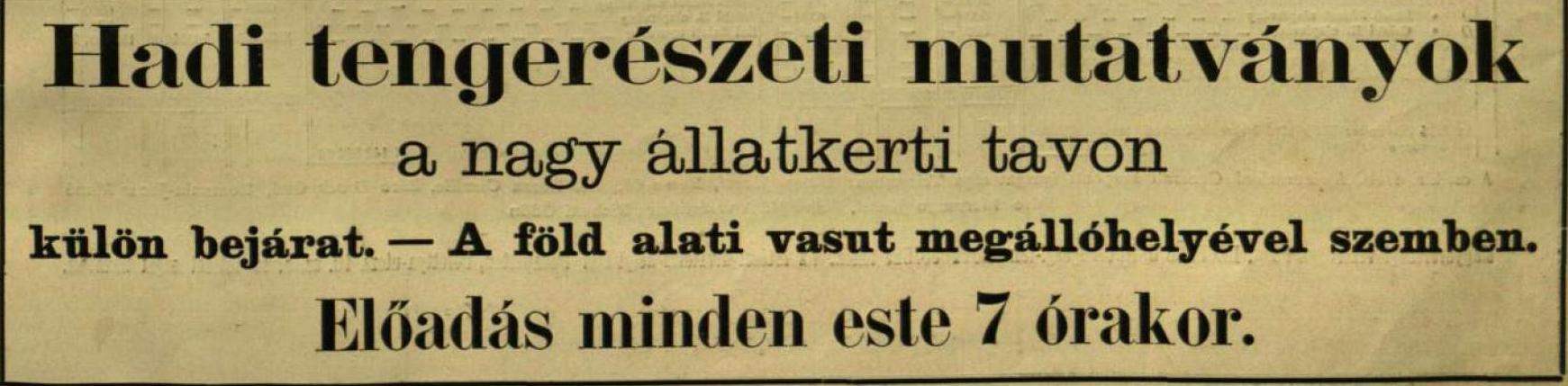
Haditengerészet

### Rendezvények, események

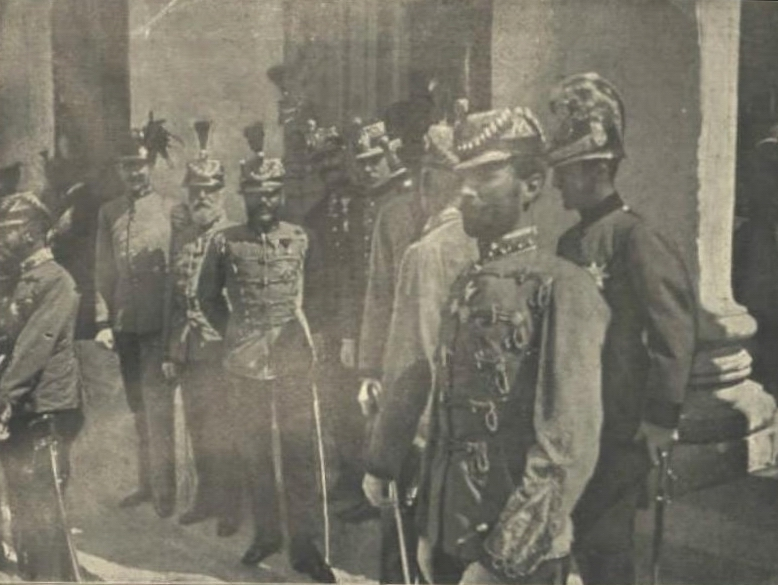
Főhercegek a megnyitón
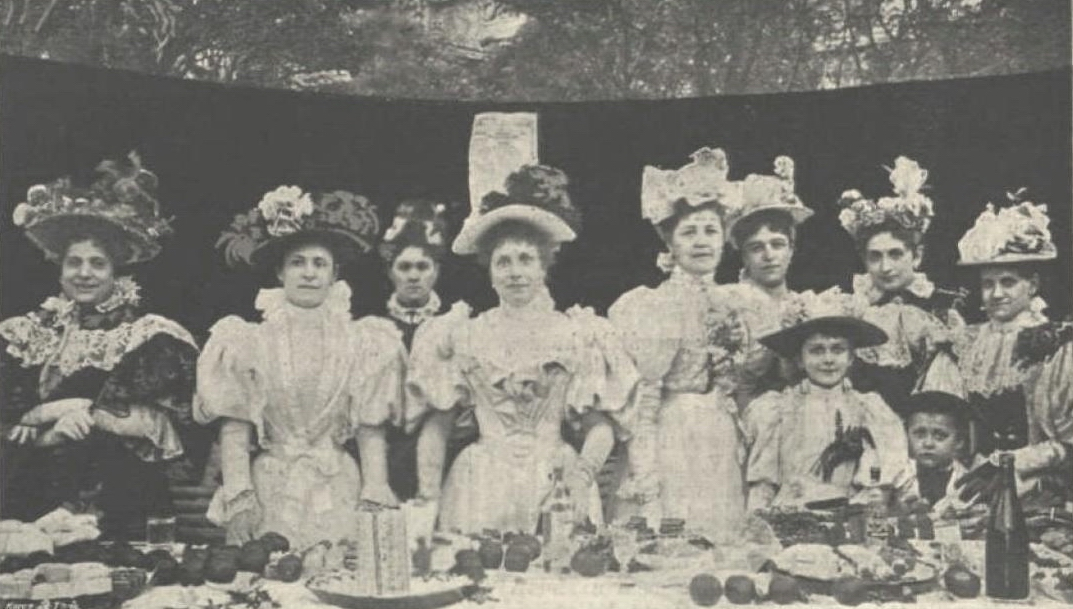
Május 17-én tartott jótékonysági vásár cukrász sátra
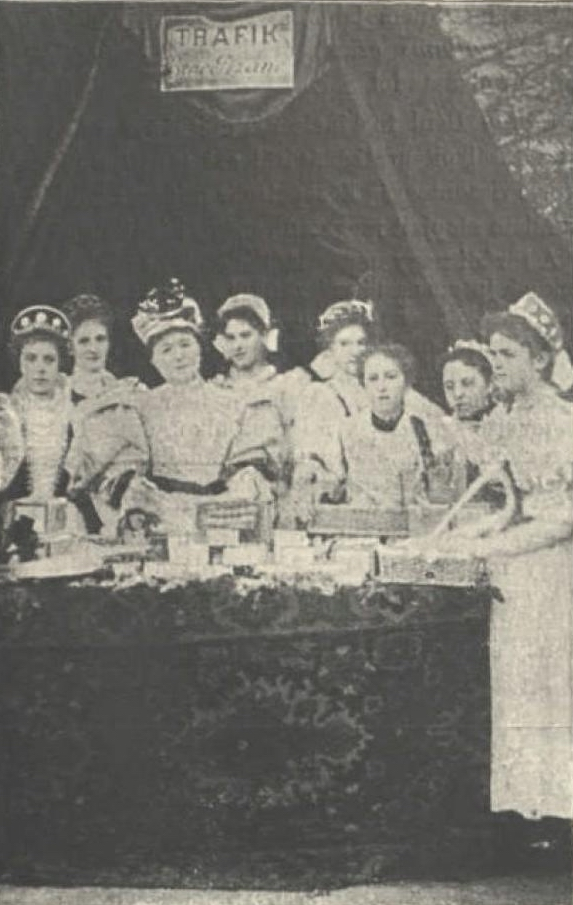
Május 17-én tartott jótékonysági vásár szivaros sátra
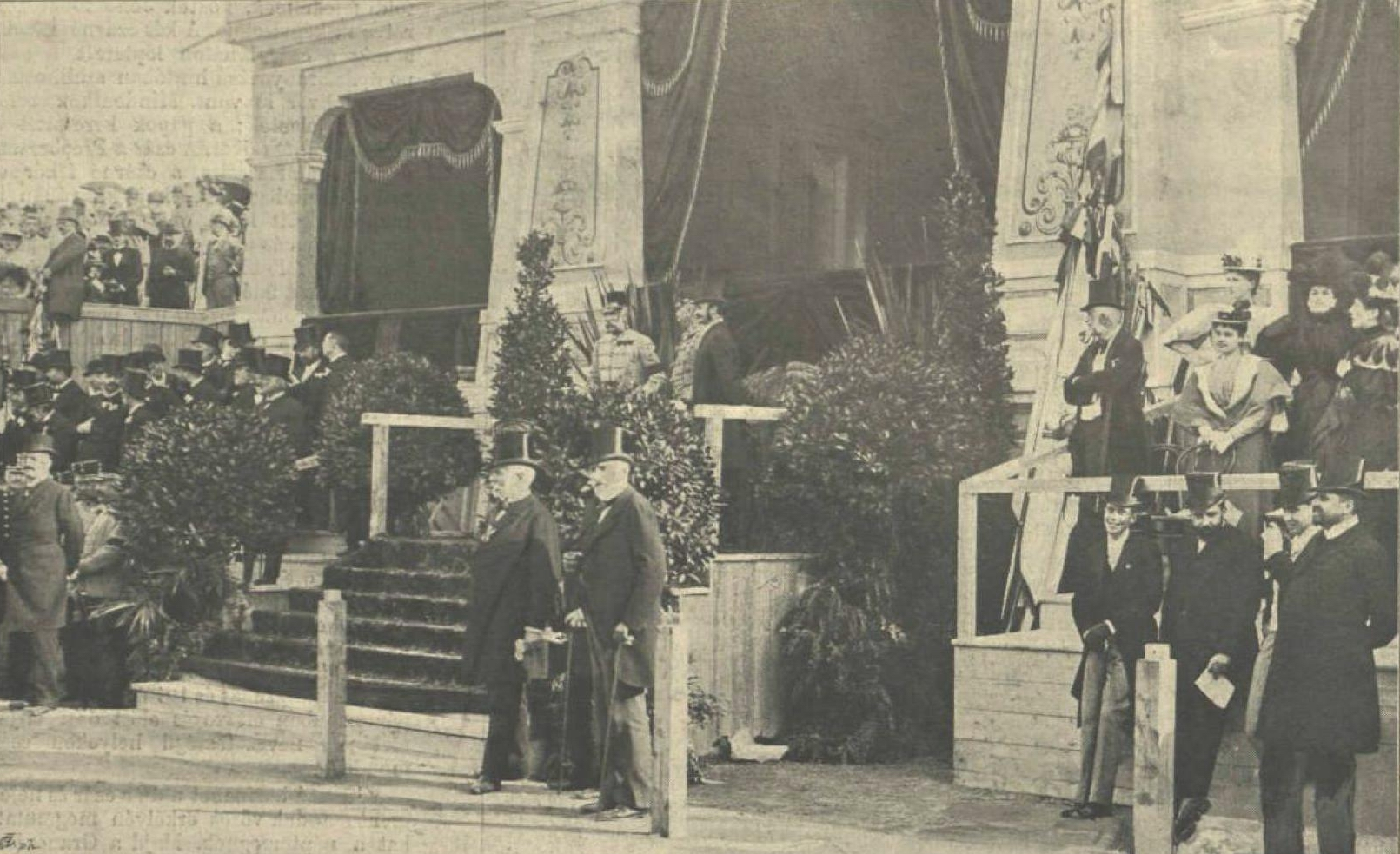
A király a június 2-i tornaverseny megnyitóján
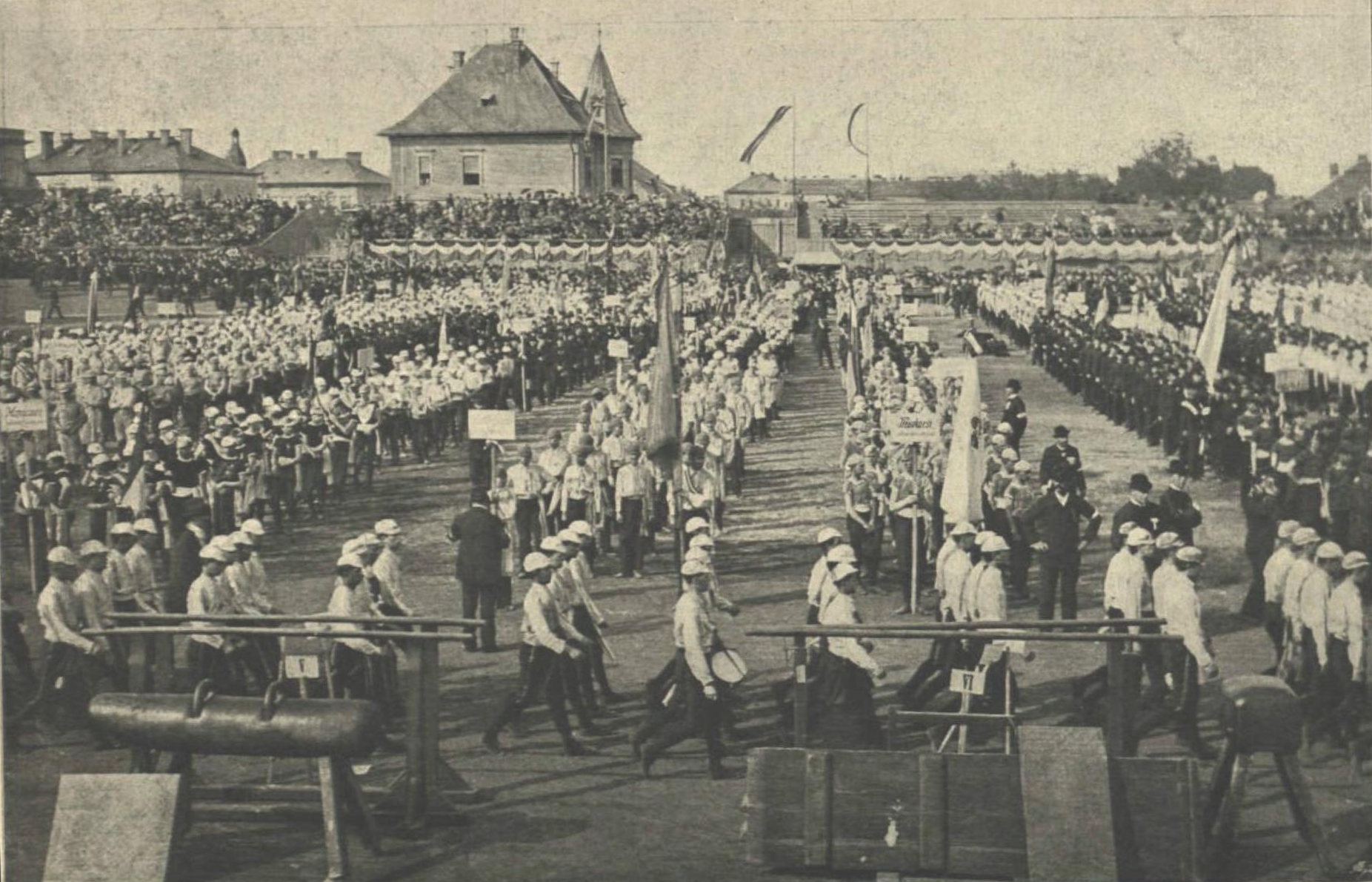
Felvonuló ifjak a június 2-3-i megrendezett tornaverseny nyitónapján
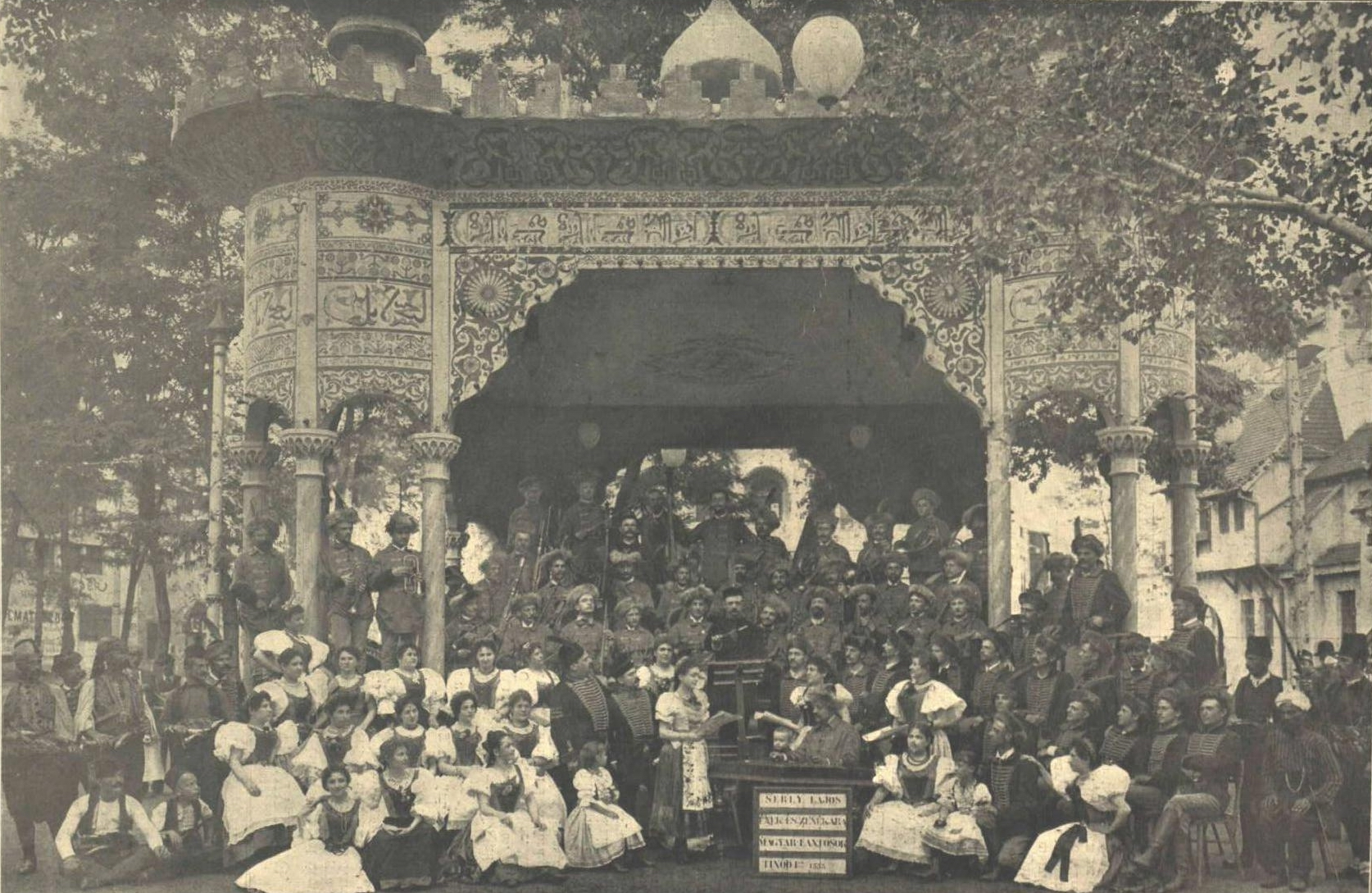
Az Ősbudavári zenekar (vezetője: Serly Lajos)
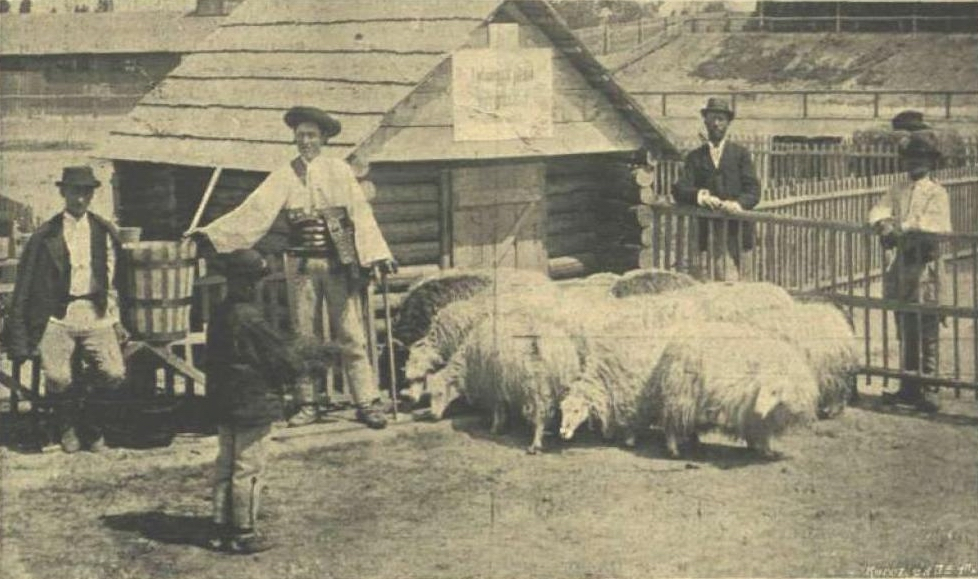
Állatkiállítás
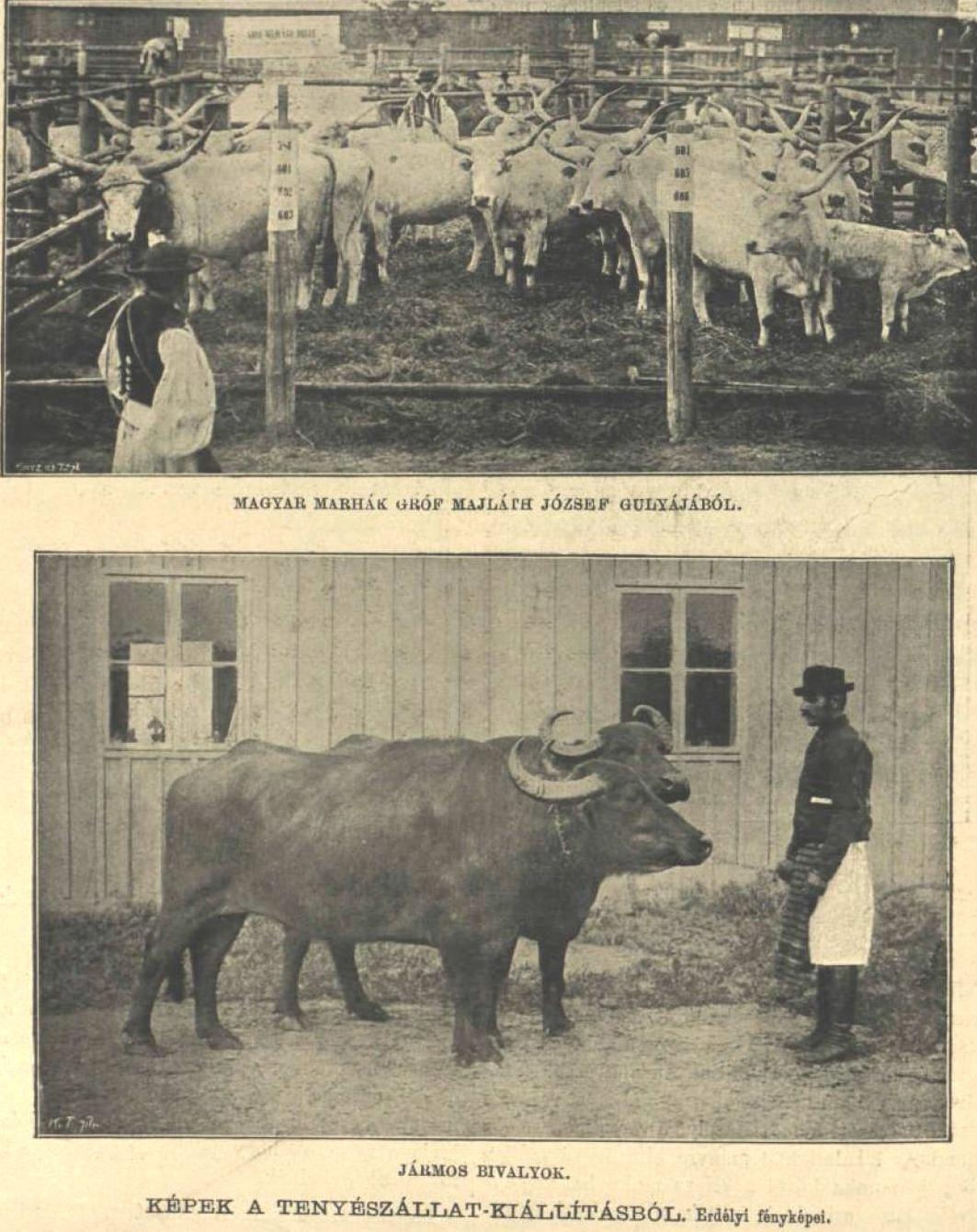
Állatkiállítás
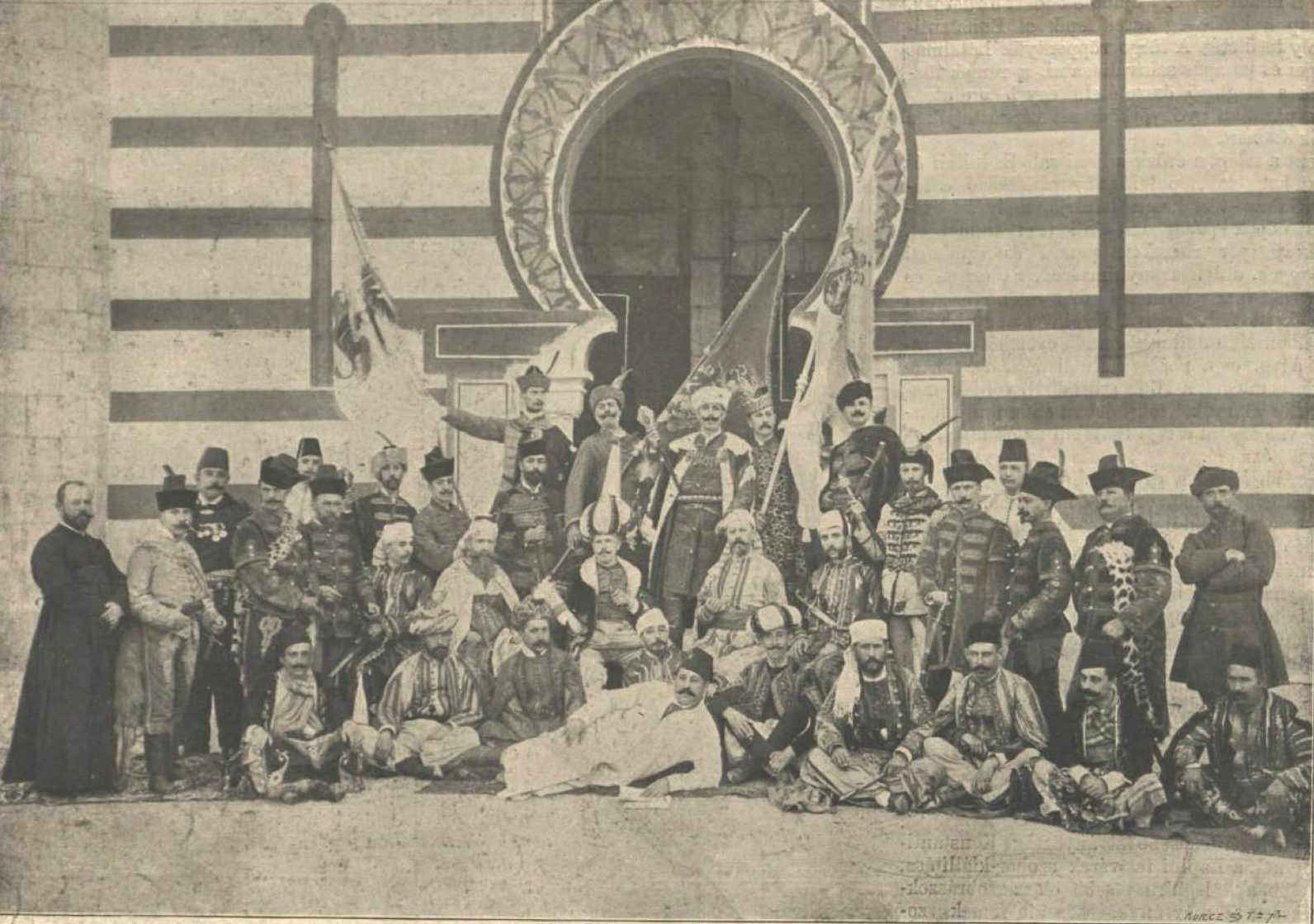
A festők ünnepe augusztus 19-én
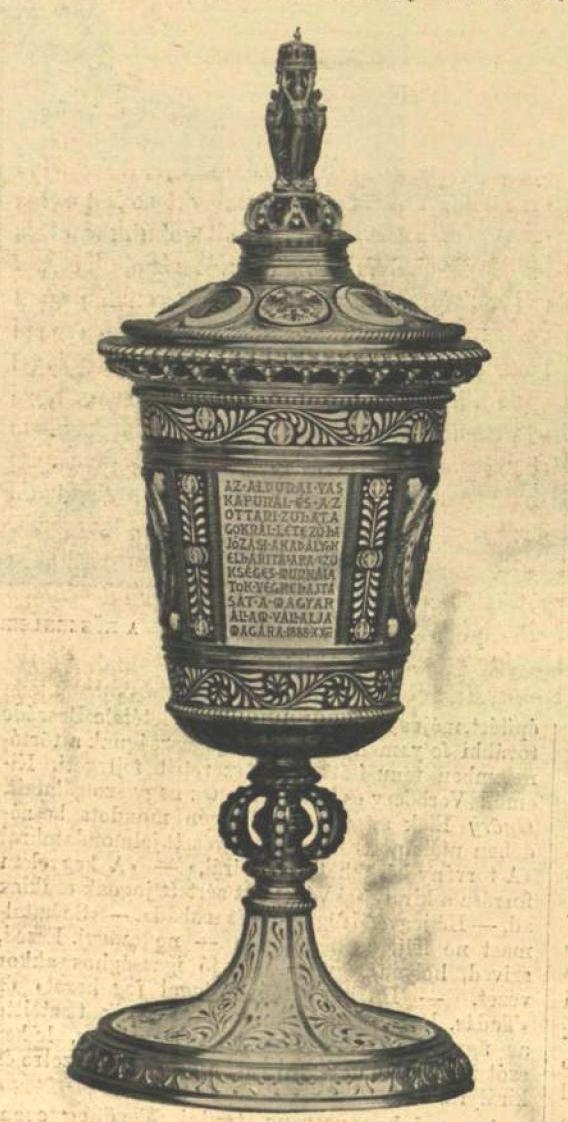
A Vaskapu megnyitásakor használt serlegek egyike

## Szakirodalom
- Seenger Ervin: Budapest Anno... – Fényképfölvételek műteremben és házon kívül, Corvina Könyvkiadó, Budapest, 1984, ISBN 963-13-1828-1
- Jankó János: A milleniumi falu, sajtó alá rendezte és a bevezetőt írta: Szemkeő Endre, Nemzeti Múzeum, Budapest, 1989, (Series historica ethnographiae)
- Száraz Miklós György – Tóth Zoltán: Emléklapok a régi Magyarországról, Pannon Könyvkiadó, Budapest, 1991, ISBN 963-7955-70-4
- Az ezeréves Magyarország és a milleniumi kiállitás – Magyarország legszebb tájainak, városainak és műkincseinek valamint a kiállitás nevezetességeinek fényképgyüjteménye, Budapest, 1896 (reprint kiadás: Téka, Budapest, 1989)
- (szerk.) Jankovics József: 1896 – Magyarország az Ezredévi Kiállítás tükrében, Atlasz Kiadó, Budapest, 1996, ISBN 963-8554-00-2
- Magyarország vármegyéi és városai: Magyarország monografiája – A magyar korona országai történetének, földrajzi, képzőművészeti, néprajzi, hadügyi és természeti viszonyainak, közművelődési és közgazdasági állapotának encziklopédiája. Szerk. Borovszky Samu – Sziklay János. Budapest: Országos Monográfia Társaság. 1896–1914.   → elektronikus elérhetőség
- Dóka Krisztina: „Népünnep” és nemzeti ünneplés (1896). Népszokás- és néptáncbemutatók az Ezredéves Országos Kiállításon. Tánctudományi Tanulmányok, 2017. 9. évf. (2.), 34-51. old. ISSN 2060-7148